# Ludovico il Moro
Ludovico Maria Sforza detto il Moro (Milano, 3 agosto 1452 – Loches, 27 maggio 1508) fu duca di Bari dal 1479, reggente del Ducato di Milano dal 1480, infine duca egli stesso dal 1494 al 1499, essendo al contempo signore di Genova. Ai suoi tempi considerato l'Arbitro di Italia, secondo l'espressione usata dal Guicciardini, per via della sua preminenza politica..
Dotato di raro intelletto e ambiziosissimo, riuscì, benché quartogenito, ad acquistarsi il dominio su Milano, dapprima sottraendo la reggenza alla sprovveduta cognata Bona, dappoi subentrando al defunto nipote Gian Galeazzo, che si disse da lui avvelenato. Principe illuminato, generoso e pacifico, si fece patrono di artisti e letterati: durante il suo governo Milano conobbe il pieno Rinascimento e la sua corte divenne una delle più splendide d'Europa. Fu però di natura paurosa e incostante: per far fronte alle minacce del re Alfonso di Napoli, chiamò in Italia i francesi; minacciato anche dai francesi, non seppe fronteggiare il pericolo, e vi scampò solo grazie all'intervento della moglie Beatrice. Morta Beatrice, entrò in depressione, la sua corte si trasformò "di lieto paradiso in tenebroso inferno", ed egli soccombette infine al re di Francia Luigi XII, che lo condusse prigioniero in Francia, ove terminò miseramente i suoi giorni.
Pressoché favorevole fu il giudizio dei contemporanei: Leandro Alberti di lui scrisse: «Era di tanto ingegno, che pareva non che Italia, ma tutta Europa fosse da lui governata, onde pareva l'arbitro de tutte le cose della Christianità», mentre Paolo Giovio ne disse: «Arrecò tanto splendore et ricchezza alla Lombardia, che da tutti era chiamato edificatore della pace aurea, della pubblica sicurezza et della leggiadria».

## Biografia

### Infanzia
Nacque il 3 agosto 1452 a Milano, presso il palazzo del Broletto Vecchio, o, secondo un'altra tradizione, a Vigevano, quarto figlio maschio di Francesco Sforza e di Bianca Maria Visconti. Tuttavia, in una prima lettera autografa, scritta all'età di 11 anni, il Moro fissa la data della sua nascita al 27 luglio 1452 e in una seconda, redatta all'età di 15 anni e più precisa della precedente, al 3 agosto 1452.

#### Educazione
Pur essendo figlio quartogenito e dunque senza grandi speranze di ascendere alla dignità ducale, la madre volle che acquisisse una vasta cultura. Sotto la tutela di molti precettori, tra i quali l'umanista Francesco Filelfo e il poeta Giorgio Valagussa, Ludovico ricevette lezioni di greco, latino, teologia, pittura, scultura, oltre a essere istruito nelle questioni di governo e amministrazione dello Stato. Agli studi umanistici alternava l'esercizio fisico sotto forma della scrima, della caccia, della lotta, dell'equitazione, del salto, della danza e del gioco della pallacorda. Cicco Simonetta lo descrive come il più versato e rapido nell'apprendimento tra i figli di Francesco Sforza che, come pure la madre Bianca, mostrava per lui una particolare attenzione. A undici anni dedicò un'orazione in latino a suo padre. Durante questi anni, Ludovico risiedette, insieme ai fratelli e alle sorelle, nel palazzo del Broletto Vecchio di Milano e nel castello Visconteo di Pavia.
Nel 1464 il padre affidò a Ludovico, accompagnato dal ben più maturo figliastro Tristano, il comando di un corpo di duemila cavalieri e mille fanti che nelle intenzioni di Pio II avrebbe dovuto sbarcare in Albania partecipare ad una crociata contro i turchi. Ludovico fu armato cavaliere dal fratello Galeazzo, ma il pontefice morì e la spedizione non ebbe mai luogo.

#### Sotto il governo di Galeazzo Maria (1466-1476)
Quando nel 1466 morì il padre Francesco, il primogenito Galeazzo Maria divenne duca e concesse una corte personale e duemila ducati di rendita a ciascuno dei fratelli, oltre a molti feudi. Ludovico divenne conte di Mortara e Brescello e signore di Pandino, Villanova, Scurano, Bassano Bresciano, Meletole, Oleta e delle Valli di Compigino. Dopo dieci giorni era già a Cremona per mantenere unite le terre del ducato. Si occupò di missive diplomatiche sino all'anno successivo, quando si recò a Genova per accogliere la sorella Ippolita.
Il 6 giugno 1468 fu di nuovo a Genova per accogliere Bona di Savoia e la scortò insieme al fratello Tristano sino a Milano dove, il 7 luglio, ebbero luogo le nozze col duca Galeazzo Maria. Fu ancora ambasciatore presso il re di Francia e a Bologna. Nel gennaio del 1471 si recò a Venezia, per conto del duca, con un ricco corteo e vi pronunciò un discorso molto ben accolto dal doge che contribuì a migliorare le relazioni diplomatiche tra il Ducato di Milano e la Repubblica di Venezia. Nel marzo 1471 accompagnò Galeazzo Maria nel suo fastoso viaggio a Firenze, passò nell'agosto a Roma per l'incoronazione di papa Sisto IV e in settembre alla corte di Torino.
(Giovanni Andrea Prato, Cronaca milanese)
Galeazzo Maria sembrava avere per lui una predilezione particolare: nel 1471 aveva stabilito nel testamento che, morendo senza nipoti, il ducato di Milano passasse a Ludovico ancor prima che agli altri fratelli. Quest'ultimo copriva la sua nota relazione con Lucia Marliani, firmando gli atti di donazione per la contessa. Un netto cambiamento si ha nel 1476, quando egli venne inviato in Francia insieme al fratello Sforza Maria, in una sorta di camuffato esilio. Bona accusò in seguito i due cognati di aver tramato per assassinare il duca, salvo poi smentire l'accusa una volta riappacificatasi con Ludovico, dimodoché non è possibile stabilire le ragioni di quell'esilio. Secondo la versione ufficiale di Galeazzo Maria, erano stati i suoi stessi fratelli a chiedergli il permesso di "andare ad vedere del mondo".

### Ascesa al potere

#### La rivolta e l'esilio pisano (1477-1479)

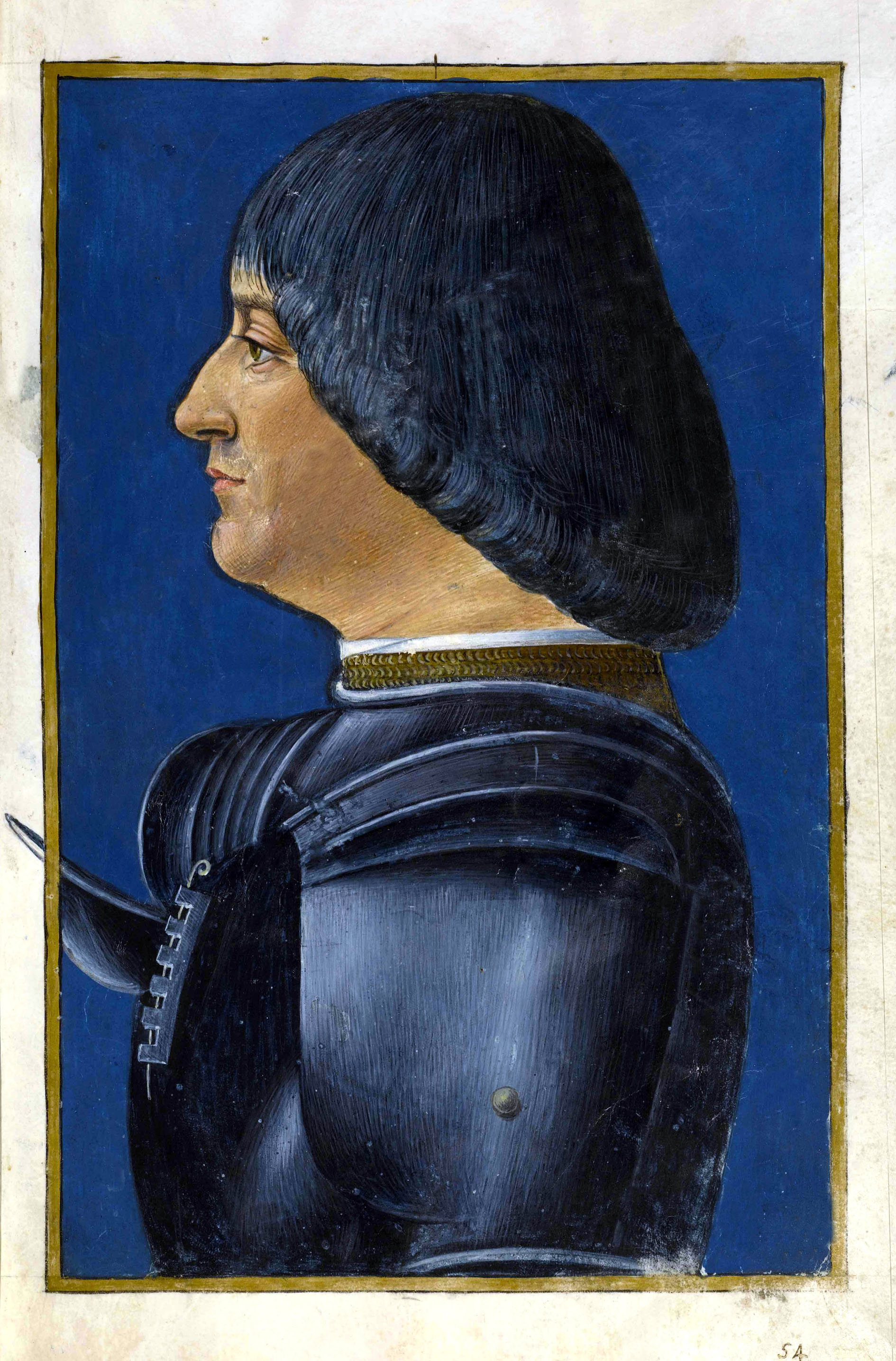
Giovanni Ambrogio de Predis, Ludovico in armatura, miniatura dalla Grammatica Latina di Elio Donato, 1496, Biblioteca Trivulziana

L'assassinio di Galeazzo Maria avvenne poi il 26 dicembre 1476, per mano di ben altri autori. Gli succedette il figlio Gian Galeazzo, di soli sette anni. Appresa la notizia, Ludovico e Sforza ritornarono frettolosamente dalla Francia e insieme ai fratelli Ascanio e Ottaviano, nonché ai condottieri Roberto Sanseverino, Donato del Conte e Ibletto Fieschi, tentarono di opporsi alla reggenza della cognata Bona, poiché il ducato era di fatto nelle mani del consigliere ducale Cicco Simonetta. Il tentativo fallì: Ludovico fu esiliato a Pisa, Sforza Maria a Bari, Ascanio a Perugia. Ottaviano tentò invece di guadare l'Adda in piena e vi morì annegato. Roberto fuggì in Francia, Donato e Ibletto furono imprigionati.
Nel febbraio del 1479 il Moro e Sforza Maria, indotti da Ferrante d'Aragona, entrarono con un esercito nella Repubblica di Genova, dove si unirono a Roberto Sanseverino e Ibletto Fieschi. La duchessa Bona di Savoia e Cicco Simonetta convinsero Federico Gonzaga ed Ercole d'Este a radunare un esercito e venire in soccorso loro dietro il pagamento di una ingente somma di denaro. Un secondo esercito alla guida di Roberto Malatesta e Costanzo I Sforza, appoggiando i fiorentini, avrebbe fronteggiato le truppe del pontefice e quelle napoletane. Il Moro e il fratello vennero dichiarati ribelli e nemici del Ducato, tuttavia già a metà maggio si stabilirono trattative di pace tra le due parti. Il 29 luglio Sforza Maria morì presso Varese Ligure, secondo molti avvelenato su commissione di Cicco Simonetta, e Ferrante nominò il Moro duca di Bari al suo posto.

#### Rientro a Milano

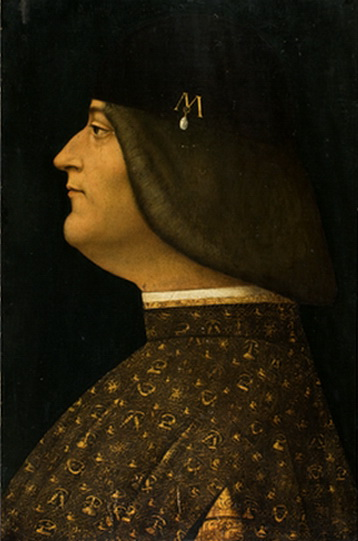
Giovanni Antonio Boltraffio, ritratto di Ludovico, raccolta del principe Trivulzio

Seguendo Roberto Sanseverino, il 20 agosto Ludovico riprese la marcia alla volta di Milano alla testa di un esercito di 8000 uomini, attraversando il Passo di Centocroci e risalendo la Valle Sturla. Il 23 agosto prese la cittadella di Tortona. Dopo questi successi, Cicco inviò Ercole d'Este a fermare i ribelli con le armi, tuttavia molti nobili vicini alla duchessa spingevano per una riconciliazione. Bona si lasciò infine persuadere dal proprio amante, Antonio Tassino, probabilmente in combutta col Moro, a perdonare il cognato, e così il 7 settembre Ludovico fece ingresso nel castello di Milano. Cicco, conoscendo la sua scaltrezza, profetizzò alla duchessa Bona: "io perderò la testa e voi in processo di tempo perderete lo stato".
La nobiltà ghibellina milanese, che aveva quale riferimento Pietro Pusterla, cercò di convincere Ludovico a liberarsi di Cicco, rammentandogli tutte le sofferenze ch'egli e i suoi fratelli avevano dovuto patire per causa sua: l'esilio, la guerra, la morte di Ottaviano e di Donato del Conte e in ultimo l'avvelenamento di Sforza Maria, cui Ludovico era stato legatissimo. Egli però giudicava non necessario condannare a morte un uomo ormai parecchio anziano e per di più malato di gotta; Pietro Pusterla suscitò pertanto una rivolta armata contro il segretario ducale. Il Moro, temendo una sollevazione popolare, fu costretto a imprigionare Cicco e il fratello Giovanni, che furono trasferiti nelle prigioni del castello di Pavia, mentre gli altri familiari furono rilasciati. Ottenuto il potere, il Moro richiamò a Milano il fratello Ascanio e Roberto Sanseverino; dopodiché inviò oratori per stringere o risaldare alleanze con Lorenzo de' Medici, re Ferrante e papa Sisto IV, e scongiurò un'alleanza ai suoi danni tra gli svizzeri e la Repubblica di Venezia. Nel frattempo la nobiltà ghibellina, che l'aveva aiutato nella sua scalata al potere, gli era divenuta invisa e aveva trovato in Ascanio Sforza il difensore dei suoi interessi. Il Moro, persuaso dal Sanseverino, ordinò l'arresto del fratello e il suo esilio a Ferrara. Furono esiliati altrettanto Pietro Pusterla e molti illustri esponenti della fazione ghibellina.

#### Un fidanzamento controverso

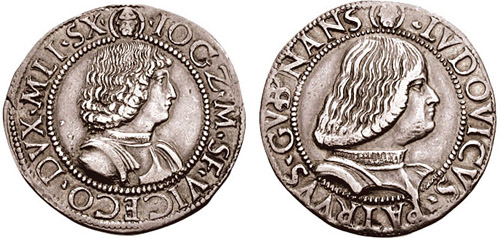
Testone d'argento che mostra sul diritto (a sinistra) il ritratto di Gian Galeazzo e sul rovescio (a destra) quello dello zio Ludovico

Ludovico progettava inizialmente di farsi duca di Milano sposando la cognata Bona, ma quest'ultima, innamorata del Tassino, pensò di liberarsene dandogli moglie. Domandò perciò a suo nome ad Ercole d'Este la mano della primogenita Isabella. Ciò non fu possibile poiché era appena stata promessa ufficialmente a Francesco Gonzaga; le fu dunque proposta in cambio la secondogenita Beatrice, di cinque anni. Consultato dalla cognata solo a trattative già in atto, Ludovico non poté che mostrarsene contento; in verità lo turbava sia la grande differenza d'età (23 anni), che lo avrebbe lasciato in una condizione di elevata instabilità, non permettendogli di sperare in eredi prima di molti anni, sia l'impedimento al suo progetto di sposare, in alternativa a Bona, una delle figlie del marchese di Mantova, dal quale avrebbe avuto un appoggio immediato. Il fidanzamento si prospettava comunque conveniente, in quanto Beatrice viveva a Napoli, cresciuta come una figlia da re Ferrante, e ciò significava per Ludovico un'alleanza col re di Napoli oltre che col duca di Ferrara. Ferrante acconsentì e il 30 aprile 1480 si tennero gli sponsali, ma l'ansia di assicurarsi la parentela e, probabilmente, la diffidenza verso la pessima fama del re, furono in seguito causa di litigio fra i due, in quanto Ludovico pretese che la moglie gli fosse mandata a Milano già all'età di dieci anni, mentre Ferrante non aveva alcuna intenzione di separarsi dalla bambina, anche temendo che il Moro volesse consumare prematuramente le nozze. In seguito alla reciproca minaccia di scioglimento delle promesse e alla mediazione dei genitori della bambina, si giunse infine al compromesso che Beatrice fosse educata a Ferrara.

#### Esilio di Bona

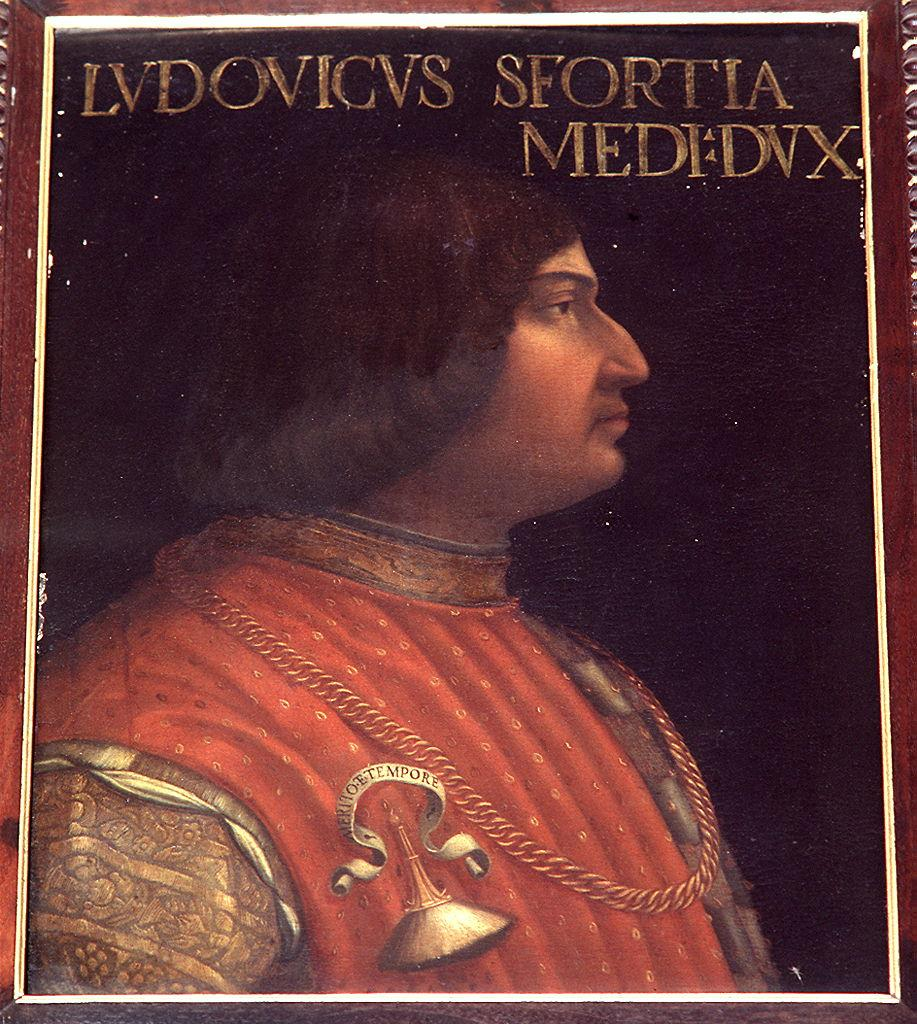
Ritratto postumo di Ludovico, ca 1556-1556, Cristofano dell'Altissimo.

L'arresto di Cicco aveva tolto di mezzo il principale avversario di Antonio Tassino, che divenne sempre più arrogante. Il Corio racconta che, quando il Moro o altri nobili milanesi andavano a fargli visita, era solito farli aspettare fuori dalla porta finché non aveva finito di pettinarsi. Il Tassino riuscì a convincere la duchessa Bona, ormai succube, a sostituire Filippo Eustachi, prefetto del castello di Porta Giovia, con suo padre Gabriele. Il prefetto non si fece corrompere e mantenne il giuramento fatto al defunto duca Galeazzo Maria di mantenere il castello fino alla maggiore età di Gian Galeazzo. Ludovico escogitò allora l'espediente di condurre segretamente i nipoti Gian Galeazzo ed Ermes nella Rocca del castello, col pretesto di proteggerli dall'ambizione del Tassino, e ivi convocò il consiglio.
Bona fu costretta a firmare la condanna all'esilio per Antonio e i suoi familiari ma, a causa della forzata separazione dall'amante, dette segni di isteria: pretese di lasciare il ducato e minacciò il suicidio se le fosse stato impedito, cosicché Ludovico e Roberto Sanseverino si persuasero a lasciarla partire. Il 30 ottobre 1480 Cicco Simonetta fu decapitato presso il rivellino del castello di Pavia e il 3 novembre Bona cedette la reggenza al cognato, che fu nominato tutore del giovane duca Gian Galeazzo.
(Bernardino Corio, Historia di Milano.)
Nel 1481, su mandato di Bona, ci fu un tentativo di avvelenamento nei confronti di Ludovico e Roberto Sanseverino perpetrato da Cristoforo Moschioni. Seguì una seconda congiura progettata nello stesso anno ai danni di Ludovico, anche questa fallita. L'intercessione del Regno di Francia e del Ducato di Savoia evitarono a Bona lo scandalo del processo. Nel 1483 vi fu l'ennesima congiura suscitata dalla duchessa, stavolta a opera di Luigi Vimercati, Pietro Pasino e Guido Eustachi, che il 7 dicembre 1483, festa di Sant'Ambrogio, si appostarono presso il portone principale della basilica dedicata al patrono. La congiura fallì poiché Ludovico, a causa della grande folla, entrò per l'ingresso secondario. Luigi Vimercati lo seguì poi fino in castello, con la scusa di dovergli parlare, ma i famigli del Moro si accorsero del pugnale del Vimercati, a causa del riflesso provocato dalla luce di un camino, e lo fecero catturare. Luigi venne decapitato e squartato, Pasino frustato e incarcerato a vita a Sartirana, Guido Eustachi licenziato.

### Alla reggenza del ducato (1480-1494)

#### Guerra dei Rossi

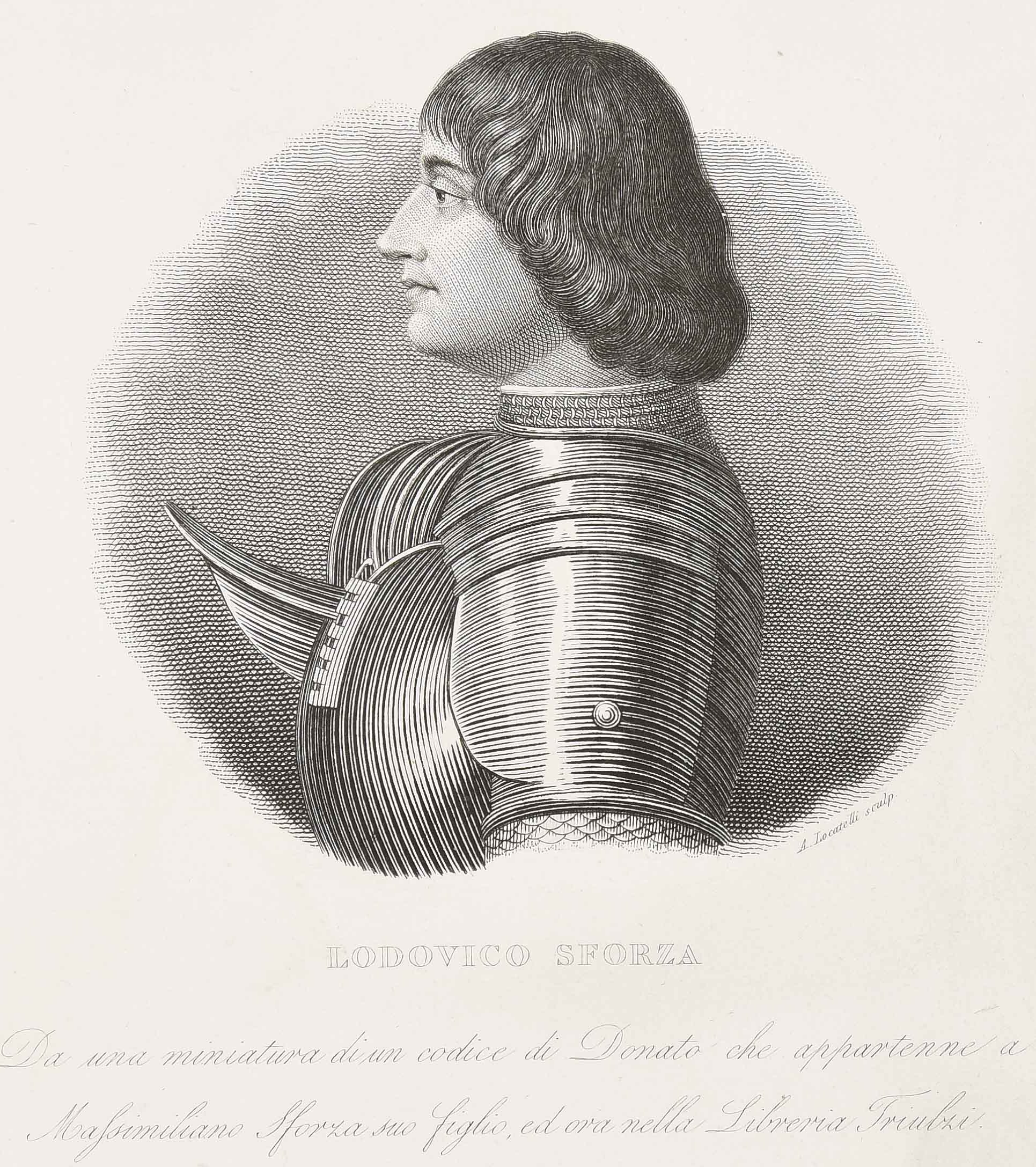
Calcografia in Iconografia italiana degli uomini e delle donne celebri: Ludovico il Moro, Antonio Locatelli, 1837.

Alla fine di ottobre Roberto Sanseverino, geloso e sdegnato dalla vicinanza di Filippo Eustachi e Pallavicino Pallavicini al Moro, pretese un aumento di stipendio. Incassato il rifiuto si ritirò nel suo feudo di Castelnuovo Scrivia e iniziò a complottare contro i due con l'aiuto di Pietro II Dal Verme e di Pier Maria II de' Rossi, signore di San Secondo. Roberto venne dichiarato ribelle e il Moro gli inviò contro un esercito al comando di Costanzo Sforza. Presto Roberto fu abbandonato da Pietro dal Verme e dagli altri suoi sostenitori e, trovandosi ormai isolato, fu costretto a fuggire a Venezia. Nel 1482, stipulata un'alleanza coi veneziani, i Rossi si ribellarono all'autorità ducale. Nel maggio del 1483 l'esercito sforzesco, guidato dal Moro, entrò di nuovo nel parmense e Guido de' Rossi, succeduto nel mentre al padre, non potendo sconfiggerlo si rifugiò in Liguria. La rocca di San Secondo si arrese definitivamente solo il 21 giugno 1483. La vittoria milanese in questa guerra rappresentò la fine dell'egemonia dei Rossi nel parmense.

#### Guerra di Ferrara

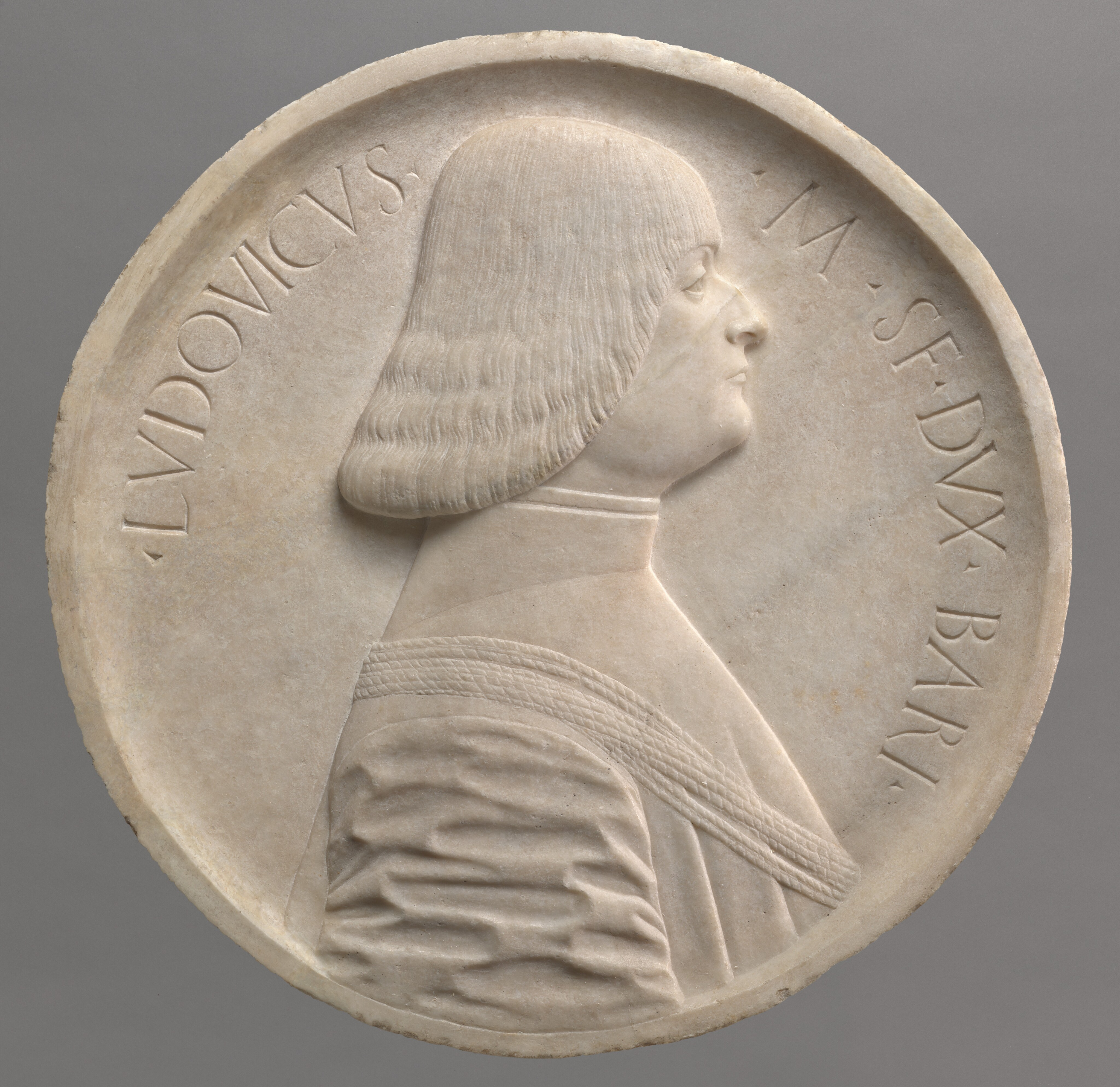
Ludovico, primi anni '90. Bassorilievo in marmo di Benedetto Briosco.

Nel maggio del 1482 la Repubblica di Venezia dichiarò guerra al duca di Ferrara e affidò il comando dell'esercito a Roberto Sanseverino. Ludovico entrò in guerra in favore del suocero, Ercole d'Este, e inviò dapprima Federico da Montefeltro, quindi il fratellastro Sforza Secondo. Nell'estate del 1483 Gian Francesco e Galeazzo Sanseverino, figli di Roberto, defezionarono dal campo veneziano per passare rispettivamente al servizio di Alfonso d'Aragona e del Moro. Ne nacque un'amicizia, quella tra Ludovico e Galeazzo, destinata a durare tutta la vita. Il 10 agosto il Moro e il fratello Ascanio marciarono alla testa del loro esercito nella bergamasca, costringendo alla resa molti castelli e minacciando la stessa Bergamo. Malgrado i ripetuti successi, nessuno degli eserciti sfruttò la debolezza veneziana per infliggere un colpo decisivo; infatti il Moro, dopo aver catturato Romano, tornò a Milano. Il 24 aprile 1484 un consiglio di guerra dei principali esponenti della lega anti-veneziana, riunitosi nel castello di Porta Giovia, deliberò di proseguire la guerra contro la Repubblica di Venezia. Tuttavia si crearono ben presto dissidi tra Ludovico e Alfonso d'Aragona, il quale aveva compreso la pericolosità del Moro e temeva volesse soggiogare il nipote Gian Galeazzo, suo genero. I veneziani, sapendo che Ludovico aveva sostenuto spese eccessive in favore del suocero, gli proposero la pace in cambio di una certa somma di denaro, a patto che il Polesine restasse in mano loro. Ludovico accettò, nonostante la pace, firmata il 7 agosto a Bagnolo, andasse a sfavore di Ercole d'Este, che lo prese in odio.
Temendo soprattutto la potenza della confinante Venezia, il Moro mantenne alleanze proficue con Lorenzo de' Medici, con Ferrante re di Napoli e con papa Alessandro VI. Nel 1486 diede il proprio sostegno a Ferrante per contrastare la congiura dei baroni e ne ricevette in cambio il collare dell'Ordine dell'Ermellino. Nel 1487 strinse un accordo con Mattia Corvino, re d'Ungheria, per maritare la nipote Bianca Maria Sforza a suo figlio Giovanni. Nel 1489 mandò a effetto il matrimonio tra il nipote Gian Galeazzo e Isabella d'Aragona, ma la coppia dette scandalo in tutta Italia per via del fatto che per oltre un anno Gian Galeazzo rifiutò di consumare il matrimonio.

#### Dedizione di Genova
Nel 1487 il doge Paolo Fregoso indisse un consiglio generale, esortando i genovesi a mettersi sotto la protezione del Ducato di Milano per porre fine a nove anni di lotte intestine e potersi difendere dagli attacchi dei fiorentini. Il 23 agosto furono inviati ambasciatori a Milano per giurare fedeltà al duca, ma il Moro non poté riceverli essendo gravemente malato già da giugno, con fortissimi dolori di stomaco. Questa strana malattia, che uccise in pochi giorni due suoi figli a lui carissimi - una femmina e un maschio - sarebbe stata causata, secondo alcune voci, da un avvelenamento perpetrato dal suocero Ercole d'Este.
Il vuoto di potere creato dalla sua infermità portò ai primi disordini tra guelfi e ghibellini, che furono però contenuti dalla diplomazia di Galeazzo Sanseverino e Ascanio Sforza. Curato dall'archiatra Ambrogio da Rosate - il quale si guadagnò così l'eterna gratitudine e l'illimitata fiducia del Moro - Ludovico cominciò a migliorare solo nel gennaio 1488, uscendo di convalescenza alla fine di Marzo.
Nell'agosto del 1488 Ibletto Fieschi e Battistino Fregoso entrarono a Genova e costrinsero Paolo Fregoso a ritirarsi nel Castelletto. Il Moro, per sedare la rivolta, inviò un esercito al comando di Gianfrancesco Sanseverino, che costrinse i rivoltosi ad abbandonare le armi. Il 31 ottobre sedici oratori genovesi riconfermarono la dedizione, giurando fedeltà al duca di Milano, e il Moro riuscì a ottenere anche Savona.

#### Matrimonio
Nel frattempo la fidanzata Beatrice aveva raggiunto un'età consona alle nozze e il padre premeva già dal 1488 affinché si fissasse una data. Ludovico tuttavia, come informa l'onnipresente ambasciatore estense Giacomo Trotti, aveva preso presso di sé la bella Cecilia Gallerani. Forse per questo motivo egli rimandò il matrimonio per tre volte, sconcertando i suoceri, i quali credettero che non intendesse più sposare loro figlia. Ercole già da anni esortava il Moro a sostituirsi al nipote nel possesso effettivo del ducato di Milano, a questo scopo Beatrice avrebbe dovuto procreargli al più presto un legittimo erede. Nel 1490 tuttavia, dopo tredici mesi di totale inadempienza, Gian Galeazzo consumava le nozze con la moglie Isabella d'Aragona, la quale nel giro di pochi giorni si trovò gravida. Questo evento causò da un lato l'irritazione di Ercole, dall'altro convinse il Moro della necessità di prendere moglie. Le nozze furono fissate per il gennaio successivo e il 29 dicembre 1490, nel corso d'un inverno che si rivelò rigidissimo tanto da costringere all'uso delle slitte, il corteo nuziale lasciò Ferrara per condurre a Milano la promessa sposa. Il fratello Alfonso e il cugino Ercole avrebbero nella stessa occasione sposato due principesse di casa Sforza: il primo Anna Maria, nipote di Ludovico, il secondo Angela, figlia di Carlo Sforza. Il 18 gennaio 1491 Ludovico sposò Beatrice nel castello di Pavia; le nozze furono private ed estremamente modeste, tanto che gli sposi pranzarono in camere separate. Ludovico aveva infatti voluto dare meno risalto possibile all'evento, e celebrarlo a Pavia anziché a Milano, proprio per non dare l'impressione di voler prevaricare il legittimo duca Gian Galeazzo, che aveva sposato Isabella d'Aragona alcuni mesi prima.

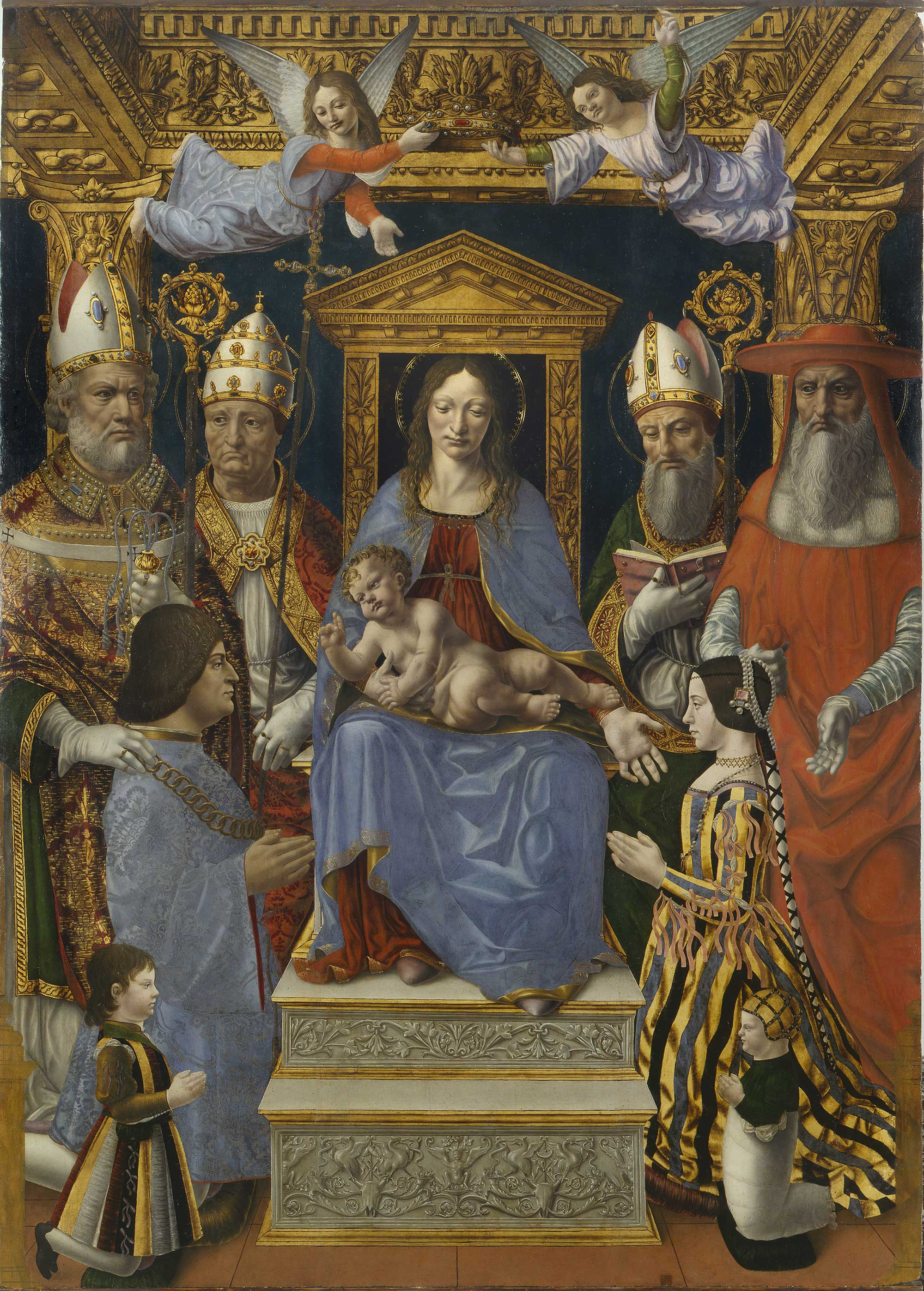
Ludovico ritratto con la moglie e i figli nella Pala Sforzesca, 1494-96 ca.

Il matrimonio fu dichiarato subito consumato, in verità rimase segretamente in bianco per oltre un mese. Beatrice non provava infatti alcuna attrazione verso il trentottenne marito, anzi mostrava di non sopportare la sua vicinanza, e si ribellava a ogni suo tentativo di possederla. Ludovico ebbe rispetto dell'innocenza della sposa quindicenne e non volle forzarla, attendendo con pazienza che fosse disposta a concedersi spontaneamente, ma ciò preoccupò i suoceri di Ferrara, i quali premevano per una consumazione immediata, poiché solo così il matrimonio sarebbe stato valido. Ludovico aveva optato per una strategia seduttiva, e univa a baci e carezze anche ricchissimi doni quotidiani, ma ancora a metà febbraio non era riuscito a concludere nulla: se ne lamentava con l'ambasciatore Trotti, dicendo d'essersi visto costretto a sfogarsi con Cecilia, «poiché sua molgere [moglie] cussì voleva, per non volere stare ferma», e che quando andava nel suo letto ella "mostrava non il sentire, fingendo de dormire, dicendome che la sta salvaticha et vergognosa pure al sollito". La situazione si risolse infine spontaneamente poco dopo, quando nel marzo-aprile le lettere di lamentele del Trotti si trasformarono in elogi rivolti dal Moro alla moglie. Adesso egli dichiarava di non pensare più a Cecilia, ma solo a Beatrice, «a la quale el vole tutto il suo bene, et de epsa piglia gran piacere per li suoi costumi et bone maniere», lodandola perché «oltre che la era lieta de natura, la era tuta incigno [ingegno] et molto piacevolina et non mancho modesta». Anche le lettere di Beatrice cambiarono tono ed ella si mostrava ormai soddisfattissima, forse anche innamorata, del marito che il padre le aveva scelto.

#### Legame coniugale
Il rapporto fra i due sposi divenne ben presto idilliaco: «Il S.r Ludovico non leva quasi mai li occhi da dosso a la Duchessa de Bari» scriveva nell'agosto 1492 Tebaldo Tebaldi; e già poco tempo dopo le nozze Galeazzo Visconti dichiarava: «è uno tanto amore fra loro duy che non credo che doe persone più se posano amare». Ludovico era visto dedicare alla moglie baci e carezze continuate, le stava accanto "sopra el lecto" per gran parte del giorno quand'era ammalata e in una lettera scrive di lei: «essa mi è più cara che il lume del sole». Arrivò perfino a costruire una carretta speciale solo per lei, per permetterle di partecipare alla caccia da convalescente.

Il medico ferrarese Ludovico Carri, venuto nell'ottobre 1492 a curare Beatrice gravemente ammalata, scriveva al duca Ercole che "El Signore Ludovico la acarezza per modo che l'è uno stupore, basandola spesso, dimandandola [chiamandola] perlina mia, vita mia", cosa che lo aveva commosso fino alle lacrime. E poi: "la acareza per modo che pare anche acarezare fina el fanzulino che l'ha nel corpo" (era infatti in attesa del primo figlio), insistendo a baciarla nonostante il pericolo del contagio. Colpito dalla ricchezza e dalla quantità dei gioielli, dei cavalli e dei fornimenti che quotidianamente Ludovico le regalava, il medico concludeva: "In summa, considerando ogni cossa cum lo amore smesurato del marito, non credo che se ritrovi al mundo una altra dona meglio maritata de epsa". Anche il maestro di musica raccontò di aver pianto dalla commozione, essendo stato testimone della grande tenerezza con cui Ludovico parlava della moglie, mentre la ascoltava suonare il clavicordo, e poiché, dopo averla baciata e abbracciata, lo aveva udito esclamare: "io mi posso chiamare il più contento homo del mondo!"

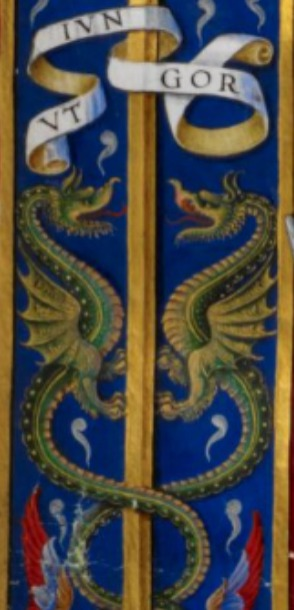
Dal giorno delle nozze adottarono come impresa di coppia il Caduceo col motto ut iungor (che io sia unito).

Non è certo che la moglie lo ricambiasse col medesimo trasporto, e alcuni dalla freddezza del suo epistolario giudicarono di no, ma altri indizi inducono a credere di sì: lo stesso Carri la vedeva reagire alle attenzioni del marito "subridendo [sorridendo] cum lui e dulcemente parlando e risguardandolo", in modo che gli pareva un misto fra Venere e Diana. D'altronde gli stessi contemporanei notavano, non senza stupore, che Beatrice lo seguiva dovunque, anche nel corso delle proprie gravidanze, talvolta mettendo a repentaglio la vita, al contrario della consuetudine delle donne che era, durante le assenze dei mariti, di rimanere a governare la casa. Secondo Robert de La Sizeranne ciò era dovuto all'ossessione di Ludovico, il quale aveva trasformato la moglie in un feticcio per via della sua innata capacità di trionfare su tutto, cioè in un portafortuna a cui aveva legato tutto il proprio successo, e da cui non riusciva a separarsi per più di qualche giorno.
(Francesco Guicciardini, Storia d'Italia.)

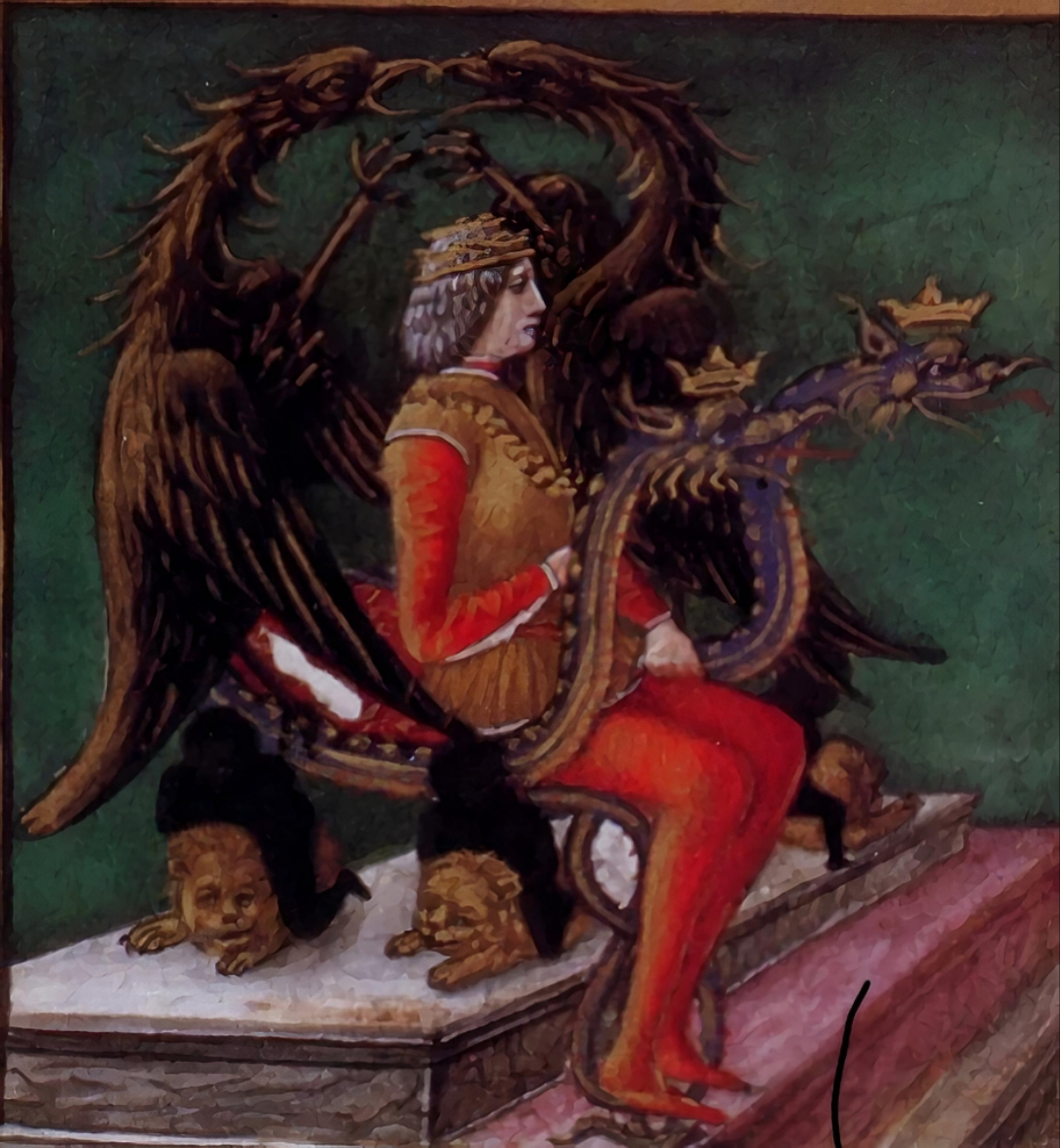
Miniatura di Ludovico in trono dall'Epithalamium carmen scritto da Paolo Bernardino Lanterio in occasione delle nozze

Essi costituirono, nei brevi anni che vissero insieme, un modello di coppia ideale, unita da un amore che va ben oltre la morte. L'epistolario conserva momenti di grande tenerezza, come una lettera scritta alla suocera pochi mesi dopo la nascita del primogenito, in cui egli le racconta del benestare del neonato e di come "la mia consorte et io così nudino nudino se lo facemo portare qualche volta et lo tenemo in mezo a noi doi". Colpisce la premura di soddisfare la moglie in ogni suo capriccio e la preoccupazione, palesata ai suoceri, di non farle scoprire le volte in cui le mentiva, nel timore che "non me ne voria [vorrebbe] bene", nonché la massima delicatezza nel parteciparla di avvenimenti luttuosi: nel 1493 si scusava col suocero del ritardo dei lutti a Milano, in quanto attendeva un momento migliore per comunicare a Beatrice la morte della madre, e di non avergli scritto di persona perché dubitava di essere sorpreso dalla moglie. La sua emotività infatti lo infastidiva ma, non volendo rimproverarla egli stesso, scriveva in segreto ai suoceri affinché provvedessero loro, pur raccomandandogli più volte di non farne alcun accenno nelle lettere di risposta, per timore che Beatrice potesse scoprirlo. Proprio la paura di perdere quell'amore conquistato con grande fatica lo induceva a mostrarsi acquiescente in tutto.
(Luciano Chiappini, Gli Estensi)

### Duca di Milano (1494-1500)

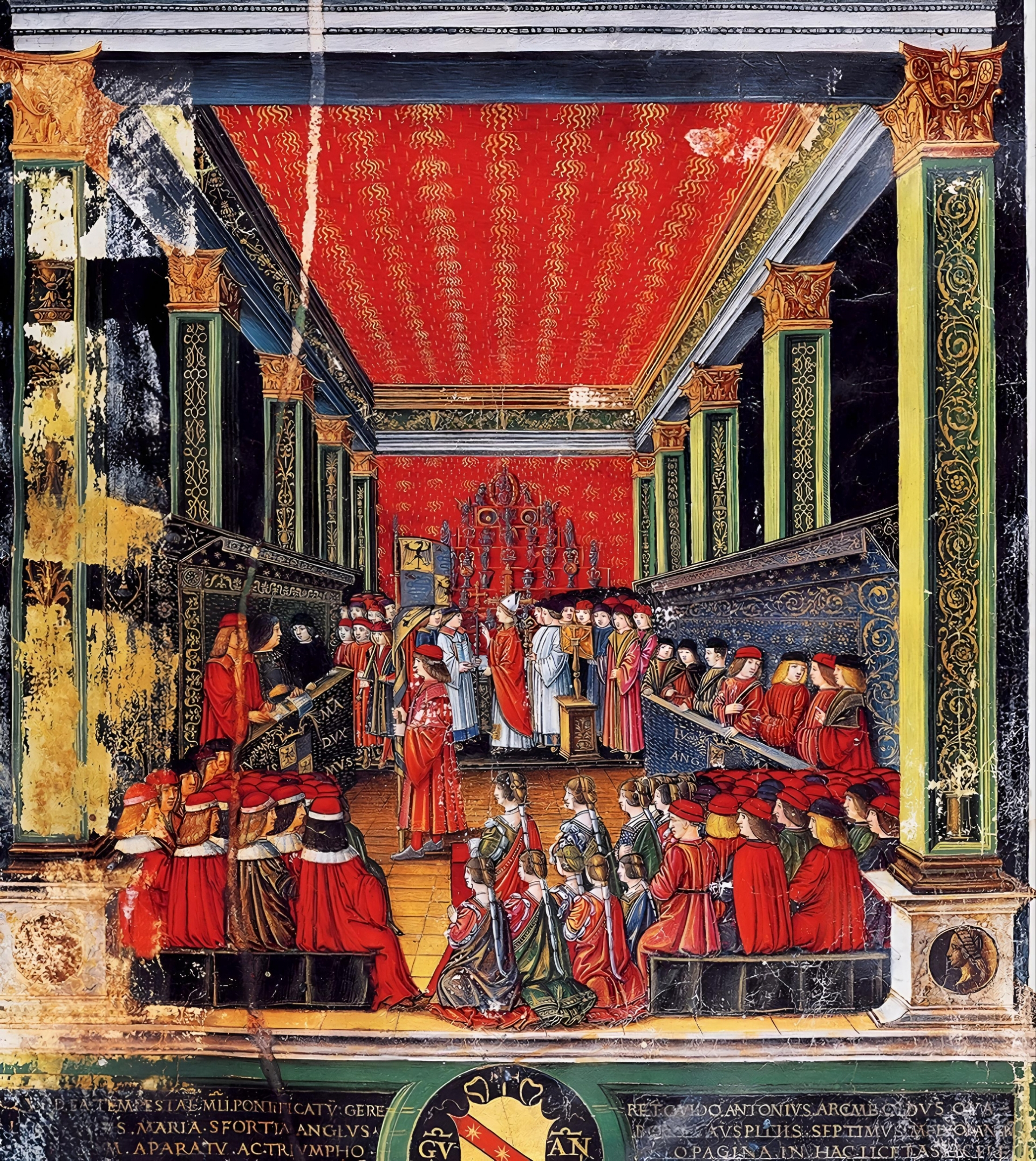
L'investitura ducale del Moro: nel tribunale in alto, sulla sinistra, Ludovico stesso; al centro della scena Galeazzo Sanseverino, che ha appena ricevuto dal suocero lo stendardo grande d'oro con l'aquila nera; alle spalle di quest'ultimo si riconosce il biondo contino di Melzo, che tiene poggiata sulla spalla la spada ricevuta poco prima dallo zio; in basso, sulla destra, sta infine la schiera delle donne, con in testa la duchessa Beatrice. Pagina miniata dal Messale Arcimboldi, Biblioteca capitolare del Duomo di Milano.

#### Conflittualità con Isabella d'Aragona
Gian Galeazzo e la moglie Isabella d'Aragona, dopo il fastoso matrimonio, lasciarono Milano per creare una loro corte a Pavia. Sebbene il giovane Gian Galeazzo non sembrasse per nulla interessato al governo, Isabella pretendeva che lo zio gli cedesse il potere. Nacque così immediatamente una forte conflittualità tra lei e Ludovico, ma specialmente tra lei e Beatrice, poiché quest'ultima si rivelò perfino più ambiziosa del consorte e si faceva trattare come la vera duchessa di Milano, né Isabella, "rabiosa et disperata de invidia", poteva sopportare di vedersi superata in tutti gli onori dalla cugina.
Solo la mancanza di una discendenza legittima impediva ancora a Ludovico di scalzare il nipote dal trono: nel dicembre 1491 egli condusse la moglie a vedere il Tesoro dello Stato, ammontante a ben un milione e mezzo di ducati, e le promise che, se gli avesse dato un figlio maschio, l'avrebbe resa signora e padrona di tutto; viceversa, morendo lui, le sarebbe rimasto ben poco. Effetto fu che, già nel gennaio 1492, Beatrice predisse all'ambasciatore fiorentino che entro un anno lei e il marito sarebbero stati duchi di Milano, e l'ostilità fra lei e la cugina si fece intensissima.

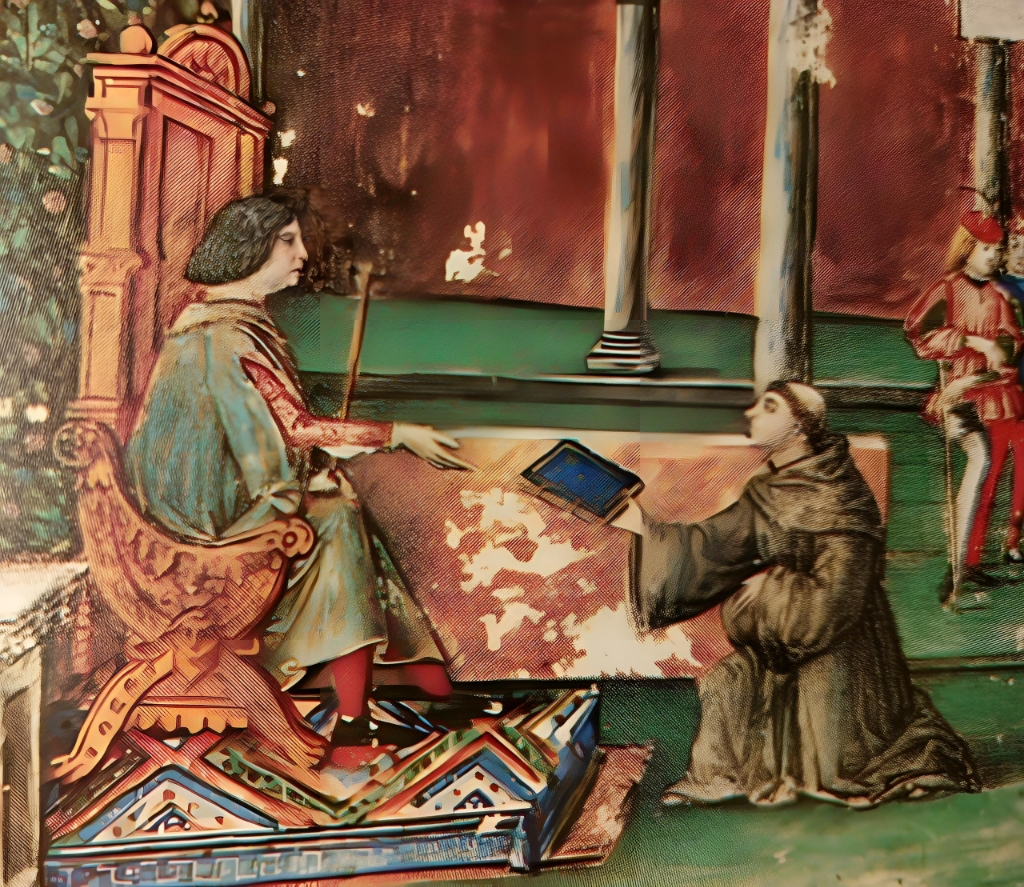
Bernardino Trevisano presenta il suo Commentarius in quatuor libros metereologicos Aristotelis a Ludovico

Ludovico odiava, ricambiato, Isabella: la giudicava altera, maligna, invidiosa e ingrata; soprattutto temeva una qualche ritorsione verso l'adorata Beatrice, dal momento che Isabella aveva già tentato di avvelenare Galeazzo Sanseverino proprio quando, nell'ottobre 1492, Beatrice cadde gravemente ammalata. Allorché, il 25 gennaio 1493, nacque il primo figlio maschio Ercole Massimiliano, la gioia di Ludovico non ebbe limiti. Correva voce che egli intendesse nominare il figlio conte di Pavia, titolo riservato all'erede al ducato di Milano: ciò spinse Isabella a richiedere l'intervento del padre Alfonso affinché al marito, ormai maggiorenne, venisse affidato il controllo effettivo del ducato. Alfonso era pronto a intervenire in difesa della figlia, ma re Ferrante non aveva alcuna intenzione di scatenare una guerra, anzi dichiarava di amare entrambe le nipoti alla stessa maniera e le invitava alla prudenza, cosicché la situazione rimase stabile sino a che il re fu in vita.

#### Prima calata dei francesi (1494-1495)

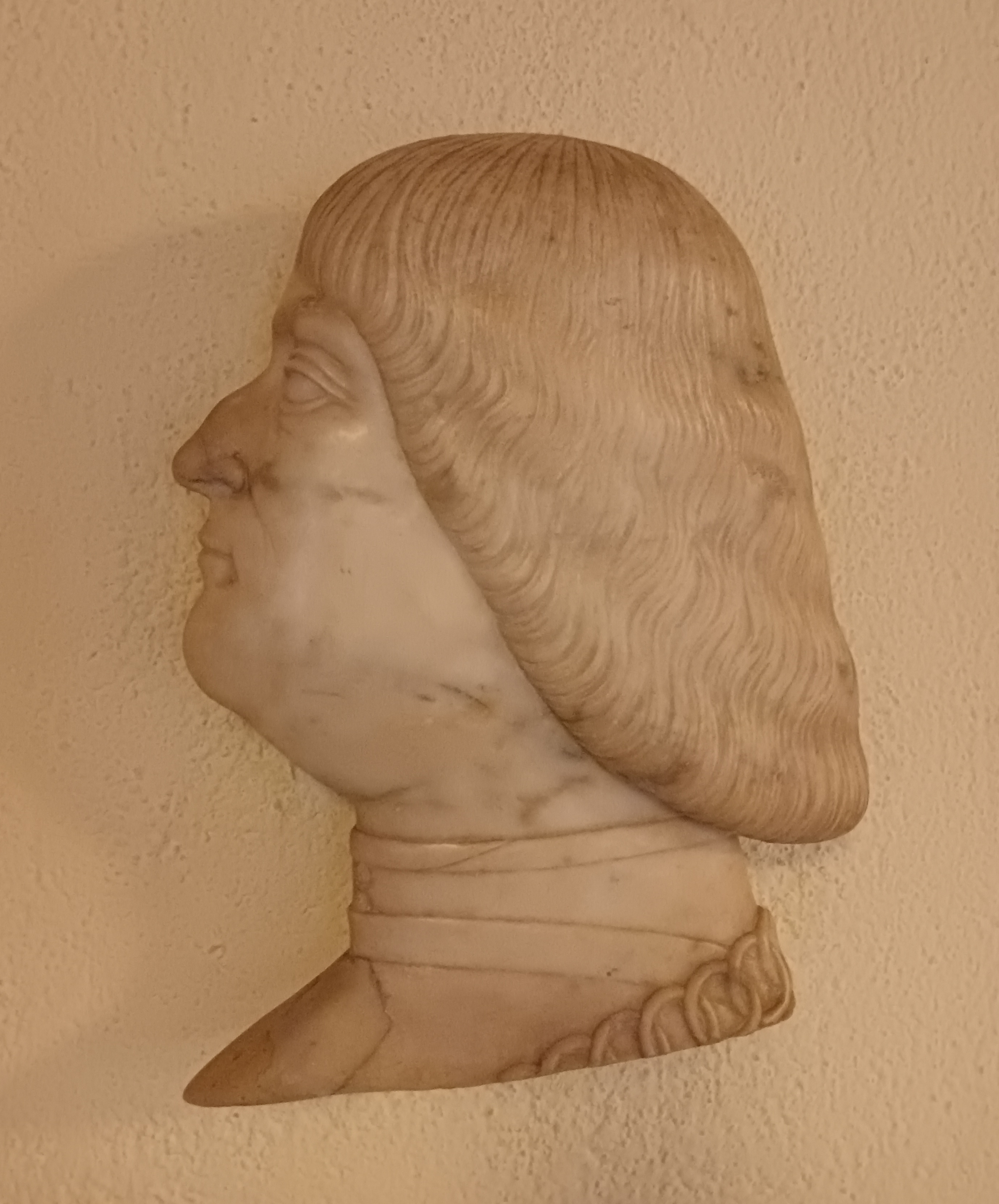
Altorilievo di Ludovico, Museo di arte antica del Castello Sforzesco.

In previsione della guerra, Ludovico si alleò con l'imperatore Massimiliano I d'Asburgo, dandogli in sposa la nipote Bianca Maria Sforza con la strabiliante dote di 300.000 ducati, più altri 100 000 per la propria investitura a duca di Milano; nonché col re di Francia Carlo VIII, che incitò a scendere in Italia alla conquista del regno di Napoli, che Carlo riteneva suo possesso legittimo in quanto sottratto dagli Aragona agli Angiò. Nel maggio inviò Beatrice quale sua ambasciatrice a Venezia e comunicò alla Signoria, per tramite di lei, le sue pratiche segrete con l'imperatore Massimiliano, nonché la notizia segretissima appena comunicatagli che Carlo VIII, firmata la pace con l'imperatore, era risoluto a compiere l'impresa. Nonostante la Signoria non avesse alcuna intenzione di concedergli il proprio appoggio e si fosse limitata a vaghe rassicurazioni, Ludovico, fierissimo dei successi della moglie, disse di voler far bestemmiare Isabella col mostrarle le lettere in cui erano descritti, poi terrorizzò un servitore napoletano, Franceschino, invitandolo, quando fosse tornato nel regno, a comunicare agli Aragona che "questo stato non ha ad essere di niuno se non de mey fioli, quali sopradicte parole disse tanto forte et cusì in collera ch'el dicto Franceschino tremava quasi".
Morto Ferrante il 25 gennaio 1494, Alfonso II, come suo successore, non esitò a dichiarare guerra al Moro, occupando quale primo atto di ostilità la città di Bari. L'11 settembre Carlo VIII arrivò ad Asti, ricevuto con grandissimi onori da Ludovico e Beatrice, nuovamente incinta. Con lui era venuto pure il cugino Luigi d'Orléans, il quale si intitolava duca di Milano iure ereditario e mirava alla conquista di quel ducato, essendo discendente di Valentina Visconti. Malgrado le latenti ostilità, i primi mesi passarono sotto il segno dell'amicizia e il Moro si servì del fascino della moglie per blandire i francesi e così distrarli. Tuttavia le gelosie suscitate dal bel barone di Beauvau lo convinsero, pare, ad allontanare Beatrice da Asti.

#### L'investitura ducale

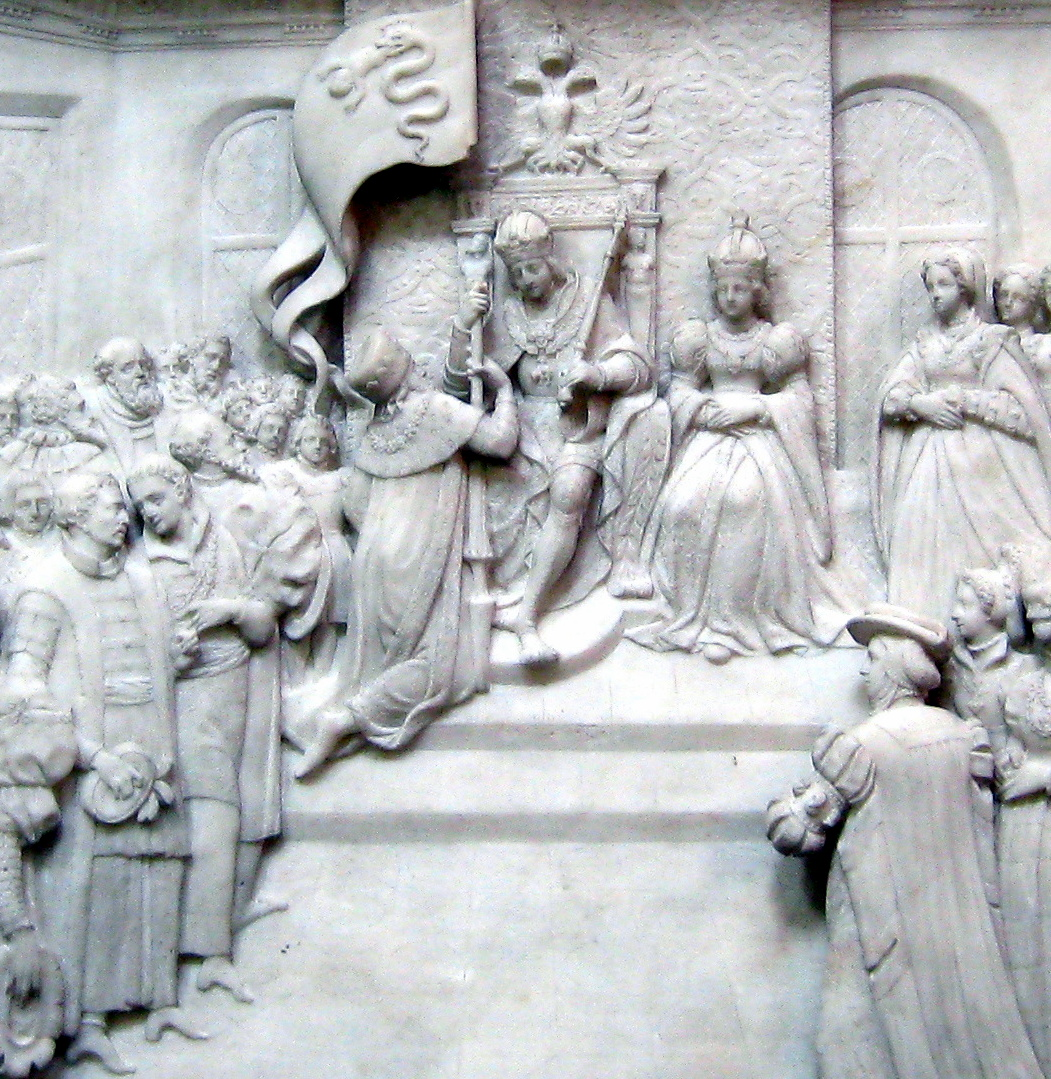
L'imperatore Massimiliano I d'Asburgo investe ufficialmente Ludovico Duca di Milano (Innsbruck, rilievi del cenotafio di Massimiliano)

Il 21 ottobre il duca Gian Galeazzo morì in circostanze misteriose: formalmente per un male che si trascinava da tempo e per la vita smodata che conduceva; a parere di molti contemporanei di rilievo, come il Machiavelli o il Guicciardini, per avvelenamento perpetrato dallo stesso zio Ludovico. Malaguzzi Valeri dissente fortemente da questa opinione, facendo notare come Ludovico si interessasse realmente del benestare del nipote, gli mandasse spesso regali e si facesse tenere costantemente informato delle cure somministrategli; che Gian Galeazzo aveva cominciato a manifestare i primi disturbi di stomaco già all'età di 13 anni e che in effetti disobbediva continuamente alle prescrizioni dei medici, tracannando vino fuor di misura e affaticandosi in continue battute di caccia e in una vita sessuale disordinata.
Ludovico, che si trovava a Piacenza col re di Francia, nel giro di pochissime ore raggiunse Milano, dove riuscì a farsi proclamare duca per volontà dei nobili milanesi, a discapito del piccolo Francesco Maria, unico erede del defunto. Egli lasciò inoltre intendere che nel giro di pochi giorni sarebbe stato elevato a re di Lombardia. Tre giorni dopo ripartì per Piacenza insieme a Beatrice, ormai al sesto mese di gravidanza, e raggiunse re Carlo che si era spostato a Fornovo, accompagnandolo fino in Toscana. La loro permanenza però fu breve poiché, sdegnato dall'alterigia del re, che non gli mostrava il rispetto dovuto, Ludovico deliberò il 13 novembre di tornare a Milano. In questo frangente maturò in sostanza la decisione di staccarsi dall'alleanza francese.
Il 4 febbraio 1495 la moglie gli partorì un secondo erede: Sforza Francesco; intanto, il 22 febbraio, Carlo VIII occupava Napoli. Ludovico, che non aveva mai voluto realmente favorirlo nella conquista, quanto spaventare re Alfonso II e tenerlo impegnato su di un altro fronte, così da distoglierlo da Milano, aveva contato sul fatto che i signori d'Italia non lo avrebbero lasciato passare, cosa che invece avvenne. Seriamente preoccupato dall'eccessiva ingerenza dei francesi, egli rovesciò ancora una volta le alleanze, formando insieme alle altre potenze italiane una Lega Santa atta a scacciare gli stranieri dalla Penisola.

### L'assedio di Novara

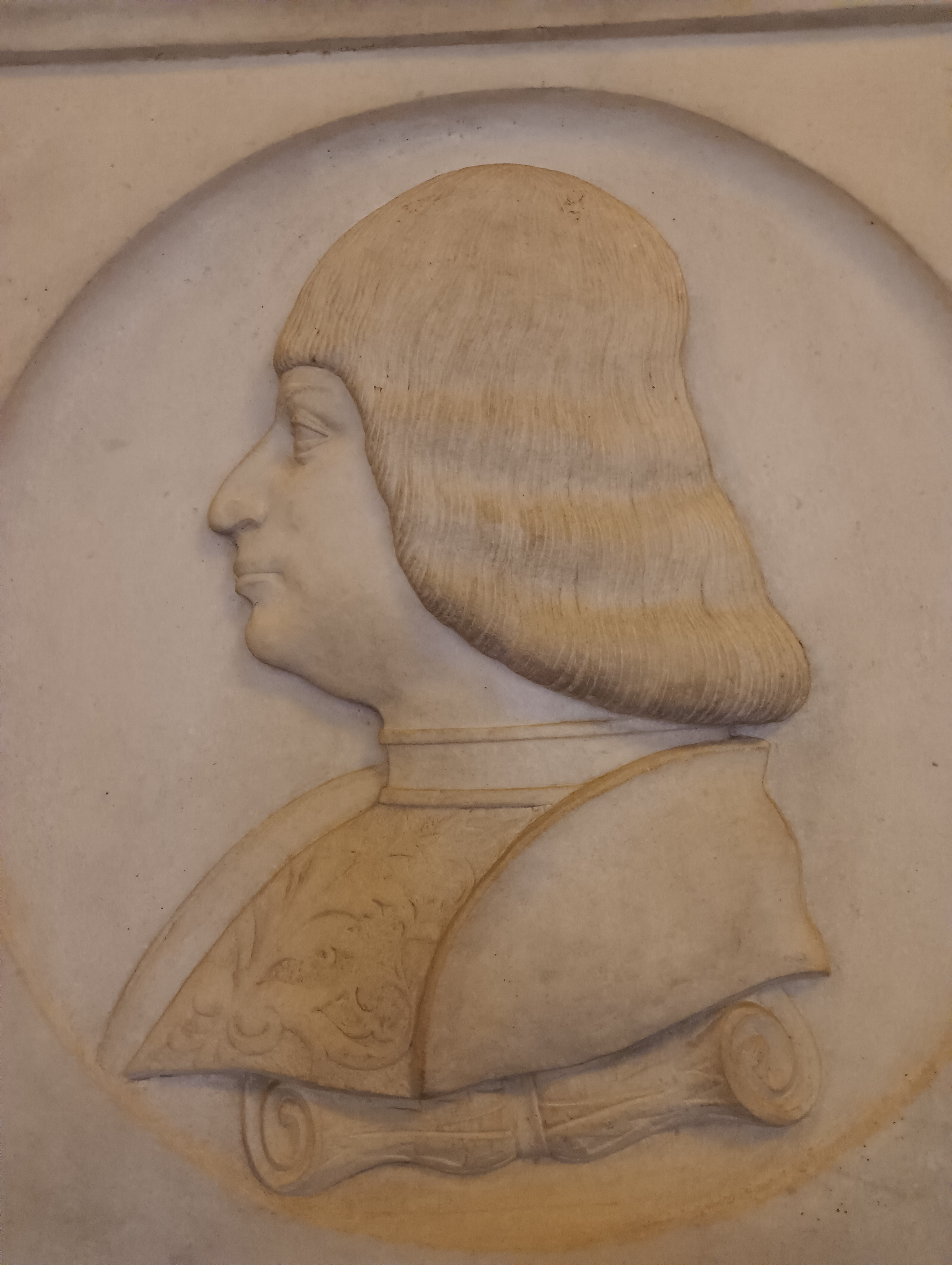
Bassorilievo col profilo di uno Sforza: Ludovico o il fratello Galeazzo Maria.

Il 26 maggio arrivò l'investitura ufficiale da parte dell'imperatore, solennizzata da una grande cerimonia in Duomo. Ciò avveniva in un clima di grande tensione in quanto, per il mutamento di alleanze, il duca d'Orléans era intenzionato a far valere i propri diritti su Milano. Per rispondere alle sue palesi minacce, Ludovico pensò di attaccare il suo feudo d'Asti, ma la mossa sortì l'effetto contrario: Luigi d'Orléans l'anticipò sul fatto, occupando con le proprie truppe, l'11 giugno, la città di Novara e spingendosi sino a Vigevano. Ludovico s'affrettò a chiudersi con la moglie e i figli nella Rocca del Castello di Milano ma, non sentendosi ugualmente al sicuro, combinò con l'ambasciatore spagnolo di lasciare il ducato per rifugiarsi in Spagna. Come scrive Bernardino Corio, la cosa non ebbe seguito solo per la ferrea opposizione della moglie Beatrice e di alcuni membri del consiglio, che lo convinsero a desistere.
La situazione tuttavia rimaneva critica: lo Stato era sull'orlo del tracollo finanziario, non v'erano soldi per mantenere l'esercito e si temeva una rivolta popolare. Scrive il Comines che, se il duca d'Orleans avesse avanzato solo di cento passi, l'esercito milanese avrebbe ripassato il Ticino, ed egli sarebbe riuscito ad entrare a Milano, poiché alcuni nobili cittadini si erano offerti di introdurvelo. A peggiorare la situazione contribuiva l'ambiguità degli stessi condottieri del Moro e del suocero Ercole d'Este, il quale non solo rifiutava di mandare gli aiuti, ma si diceva perfino che insieme ai fiorentini sovvenisse in segreto l'Orleans.

#### Presunta infermità di Ludovico
A questo punto le fonti divergono: a detta del cronista Malipiero, Ludovico non resse alla tensione e fu colpito (secondo le ipotesi di alcuni storici) da un ictus, poiché aveva una mano paralizzata, non usciva mai dalla camera da letto e si faceva vedere rare volte: "El Duca de Milan ha perso i sentimenti, se abandona sé mede[s]mo". Il disastro fu scongiurato dalla moglie Beatrice che, secondo Bernardino Zambotti, fu nominata per l'occasione governatrice di Milano. Ella si assicurò la fedeltà dei nobili, provvide alla difesa e abolì alcune tasse in odio al popolo.  Una lettera di Beatrice del 17 luglio testimonia in effetti di una malattia piuttosto grave di Ludovico, ma non è chiaro quando fosse cominciata, poiché dalle lettere di Giacomo Trotti risulta che ancora a fine giugno Ludovico fosse sano e che continuasse a riunire egli il consiglio e a prendere i provvedimenti, sebbene fosse disperato e a ogni occasione si ritirasse in un angolo a piangere e a dolersi "de questa soa desgratia et adversa fortuna". Secondo Francesco Guicciardini, la sua unica malattia era la paura.

#### Provvedimenti di Beatrice
Se inutile si rivelò la parentela col suocero, fruttuosa fu invece l'alleanza con Venezia: questa inviò subito in soccorso Bernardo Contarini, provveditore degli stradioti, il quale giunse il 21 giugno. Poiché Galeazzo Sanseverino, suo capitano generale, indugiava, e Ludovico non era intenzionato a muoversi da Milano, la notte del 27 giugno Beatrice decise di recarsi da sola all'accampamento militare di Vigevano per supervisionarne l'ordine e animare i capitani a muovere contro il duca d'Orleans. Ella ottenne che al mattino l'esercito finalmente avanzasse e recuperasse le posizioni perdute nei giorni precedenti; era però malvista dai soldati, i quali non comprendevano perché si fosse presentata in campo la moglie, mentre il marito restava al sicuro in castello e da lì faceva i suoi provvedimenti, "con bona custodia di la persona soa". L'opinione del Guicciardini è che se l'Orléans avesse tentato l'assalto in quel momento, avrebbe preso Milano, poiché la difesa risiedeva nel solo Galeazzo Sanseverino, ma la dimostrazione di forza di Beatrice valse a confonderlo nel fargli credere le difese superiori a quel che erano, cosicché egli non osò tentare la sorte e si ritirò dentro Novara. L'esitazione gli fu fatale, poiché permise a Galeazzo di riorganizzare le truppe e di circondarlo, costringendolo così a un lungo e logorante assedio.
(Cronaca di Genova scritta in francese da Alessandro Salvago)

#### Al campo

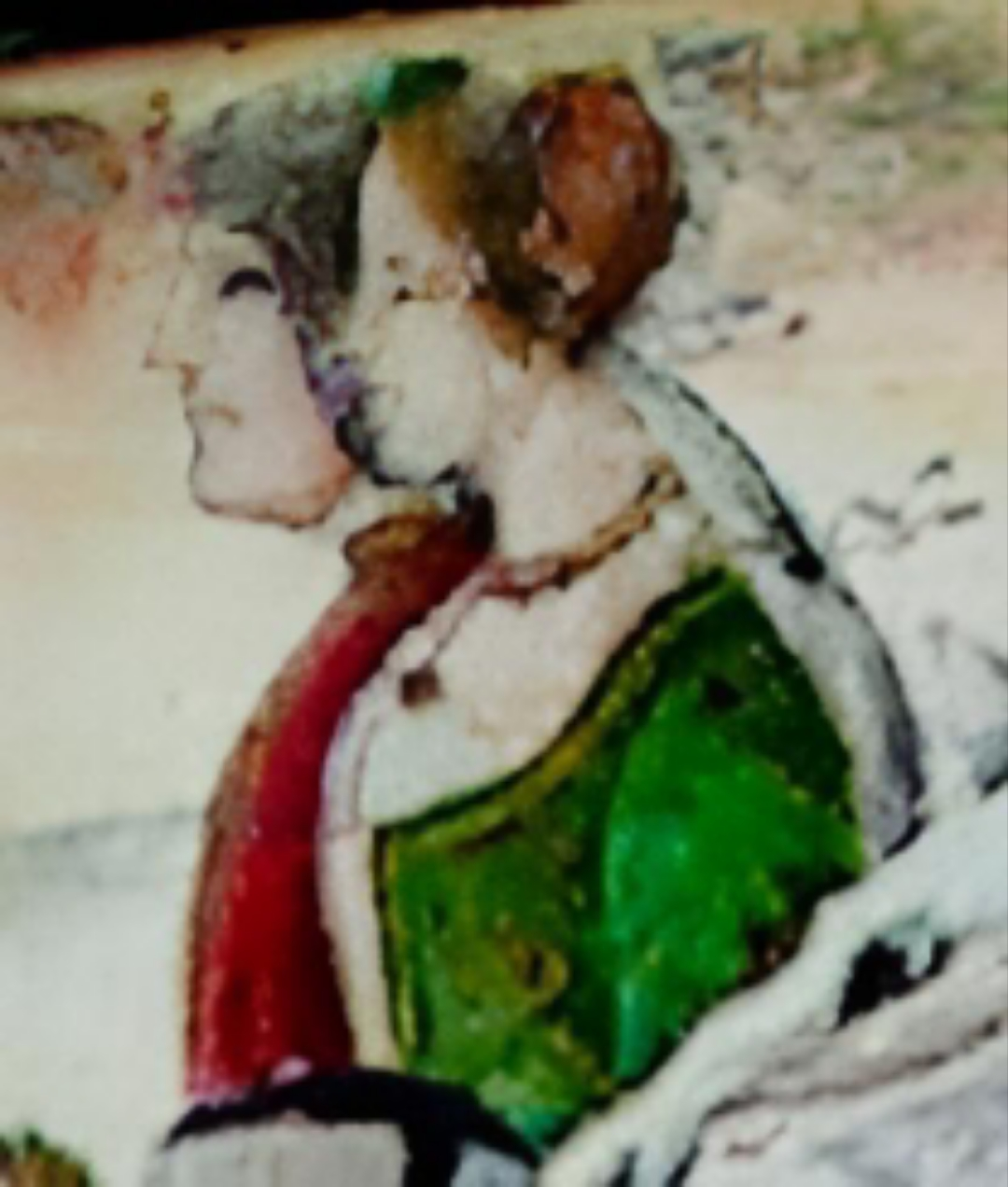
Ludovico e Beatrice nel Canzoniere Queriniano di Antonio Grifo.

Ai primi d'agosto Ludovico andò con la moglie a risiedere al campo di Novara, per discutere alcune importanti questioni di guerra. In occasione della loro visita si tenne una memorabile rivista dell'esercito al completo: Ludovico, egli stesso armato, guidava ciascuna schiera al cospetto della moglie, chiedendole di volta in volta il suo parere. La sfilata fu turbata da uno sfortunato incidente: il cavallo del duca inciampò, cosa che fu giudicata di malaugurio da tutti i presenti, ma Ludovico si riprese egregiamente dicendo che ciò era tutto il male che doveva venirgli da quella guerra. Il 24 settembre scoppiò poi una violentissima rissa per cause poco chiare, in seguito alla quale Francesco Gonzaga invitò il Moro a rinchiudere la moglie «ne li forzieri».
(Marin Sanudo, La spedizione di Carlo VIII in Italia)
Poiché i tedeschi volevano fare "crudelissima vendetta" contro gli italiani, Ludovico supplicò Francesco di salvare Beatrice, temendo che fosse violentata o uccisa. Il marchese "cum animo intrepido" cavalcò fra i tedeschi e non senza grande fatica riuscì a mediare la pace. "El che quando Ludovico l'intese restò il più contento homo dil mondo, parendoli havere reaquistato il Stato et la vita, insieme cum l'honore la mogliere; de la qual sola più che de tutto il resto temeva".
Nel frattempo si attendeva la capitolazione del nemico, poiché la guarnigione novarese era decimata dalla carestia e dalle epidemie; lo stesso Luigi d'Orleans era ammalato di febbri malariche, ma pur di non arrendersi ogni giorno incitava i propri uomini a resistere con la falsa promessa che il re sarebbe presto giunto in loro soccorso. Ciò non avvenne ed egli dovette infine dichiararsi sconfitto, accettando il salvacondotto per raggiungere il campo di re Carlo.
(Francesco Giarelli, Storia di Piacenza dalle origini ai nostri giorni)
Ludovico fece coniare imprese e medaglie celebrative del suo trionfo su Novara, vantandosi di essere l'Alco di Dio, il liberatore dell'Italia dai francesi. La guerra fu così sospesa, ma non conclusa. Consapevole di ciò, egli cercò l'appoggio dell'imperatore Massimiliano, che nell'estate 1496 incontrò a Malles allo scopo di sollecitarlo alla conquista di Pisa, sotto occupazione francese. Ancora una volta si servì della moglie per accattivarsi l'imperatore, il quale infatti "a contemplation di la duchessa" scese in Italia, ma la sua impresa si rivelò fallimentare.

### Morte di Beatrice
Nell'ultimo anno i rapporti fra i coniugi si erano raffreddati: le difficoltà legate alla guerra avevano da un lato conferito serietà a Beatrice, facendole perdere quell'infantile spontaneità che lo aveva fatto innamorare, dall'altro messo in luce le debolezze di Ludovico, che perdette credibilità agli occhi di lei. Sebbene l'amasse ancora tantissimo, egli non trovava più gusto nel sorprendere con la propria generosità una moglie che, ormai ricca e potente, non aveva più bisogno di lui, e cercava perciò sfogo nella più povera cognata Isabella e nella nuova amante Lucrezia Crivelli, dama di compagnia della moglie. Beatrice, che fino a quel momento non si era mostrata gelosa dei frequenti tradimenti del marito, ritenendoli distrazioni di poco conto, tentò di opporsi alla relazione, ma non vi fu modo di distoglierne Ludovico, il quale per tutto il 1496 continuò a frequentare più o meno segretamente la Crivelli, in un regime di sostanziale bigamia, tanto da ingravidare sia la moglie sia l'amante nel giro d'un paio di mesi. Beatrice reagì rifiutandogli il proprio letto e i rapporti fra i due sposi giunsero a un punto di rottura. Infine, profondamente umiliata, delusa, amareggiata, soprattutto addolorata per la prematura quanto tragica morte della giovanissima Bianca Giovanna, sua amica carissima, Beatrice morì di parto nella notte fra il 2 e il 3 gennaio 1497.

#### Il dolore del Moro
(Parole di Ludovico sulla morte della moglie.)

Ludovico impazzì dal dolore, né mai più si riprese dalla morte della moglie, la quale era stata sino ad allora la sua forza e il suo sostegno nel governo dello Stato. Egli era sempre stato convinto che sarebbe morto prima di lei e nelle sue capacità aveva riposto tutte le proprie speranze per il mantenimento dello stato durante la minorità dei figli. Con queste poche parole, in quella medesima notte, annunciava la disgrazia al marchese Francesco Gonzaga:
(Mediolani, 3 Januarii 1497 hora undecima. Ludovicus M. Sfortia Anglus Dux Mediolani)

Le camere di Beatrice furono chiuse, ed egli non ci mise mai più piede, ma volle che tutto fosse lasciato intatto per com'era, rifiutando di spostarne il contenuto. Per settimane intere rimase rinchiuso al buio nei propri appartamenti, senza voler vedere nessuno: ne uscì per la prima volta dopo un mese, e segretamente, solo per recarsi a visitare la sua tomba. I suoi capelli divennero bianchi e si lasciò crescere la barba, indossando da quel momento in poi solamente abiti neri con un mantello stracciato da mendicante. Sua preoccupazione primaria divenne l'abbellimento del mausoleo di famiglia e lo stato, trascurato, andò in rovina, proprio in un momento in cui il duca d'Orléans, spinto da un odio feroce, minacciava una seconda spedizione contro Milano.
All'ambasciatore ferrarese Antonio Costabili disse che «non credeva potere mai tollerare cussì acerba piaga», e ammetteva di aver maltrattato la moglie negli ultimi tempi, cosa per cui si trovava «malcontento sino al anima». Disse che sempre aveva pregato Dio perché la moglie lo lasciasse dopo di lui, avendo riposto in lei ogni speranza per il futuro, ma poiché a Dio non era piaciuto, lo pregava e sempre lo avrebbe pregato affinché, «se possibile è che mai uno vivo possa vedere uno morto», gli concedesse la grazia di vedere Beatrice per l'ultima volta così da chiederle perdono, poiché «l'amava più che se stesso». Fu poi anche in contatto con un giovane negromante ferrarese che gli assicurò di essere in grado di evocare i morti a piacimento.
(Rodolfo Renier, Gaspare Visconti)
Numerosi sono gli storici e i cronisti che, commossi e sbigottiti, annotano le manifestazioni di incredibile dolore che il Moro fece per questa disgrazia. Fra gli altri, il Sanudo scrive che "la qual morte el ducha non poteva tolerar per il grande amor li portava, et diceva non si voller più curar né de figlioli, né di stato, né di cossa mondana, et apena voleva viver [...] Et d’indi esso ducha comenzoe [cominciò] a sentir de gran affanni, che prima sempre era vixo [vissuto] felice". L'anonimo ferrarese riferisce addirittura che Ludovico, durante il funerale, volle risposare la defunta come se fosse viva, a conferma delle promesse nuziali, atto che, se vero, sarebbe forse senza precedenti. Indubbio è d'altronde che Ludovico continuasse a considerarsi ancora sposato con la moglie, e che da ciò derivasse il suo ostinato rifiuto di seconde nozze, tanto da adirarsi se qualcuno per il suo bene osava proporgliele. Quando comprese che tramavano di fargli sposare Chiara Gonzaga, le negò persino il transito per Milano.

#### Apoteosi della moglie
Egli decretò l'apoteosi della moglie, della quale creò un vero e proprio culto: oltre a far coniare una moneta con l'effige di lei sul verso, ordinò che la quasi totalità delle lastre celebrative all'interno del ducato dovesse recare l'arma e il nome di Beatrice, e fece riprodurre l'effige di lei sulla corniola dell'anello col sigillo che portava al dito, in sostituzione d'una precedente testa d'imperatore romano. Ottenne anche di poterla venerare tramite l'associazione a una ipotetica Santa Beatrice. Alla sua memoria dedicò la Pusterla Beatrice, che abbellì in stile rinascimentale, mentre a Cristoforo Solari commissionò un magnifico monumento funebre con le loro due figure giacenti scolpite nel marmo, dichiarando che «piacendo a Dio avrebbe un giorno riposato accanto a sua moglie fino alla fine del mondo».
Per un anno intero fece voto di mangiare in piedi, su un vassoio sorretto da un servitore, e impose il digiuno a corte ogni martedì, giorno della morte della moglie. In castello si fece preparare una sala tutta addobbata di nero, che fu poi nota come Saletta Negra, dove si ritirava a piangere la moglie in solitudine, e dovunque si recasse voleva che i suoi alloggiamenti fossero parati di nero. Ogni giorno si recava almeno due volte in visita alla sua tomba, senza mai mancare, cosicché gli ambasciatori che volevano parlare con lui lo trovavano più spesso in Santa Maria delle Grazie che non in castello. Anche negli istanti più critici, ovvero nel giorno della fuga da Milano, il suo ultimo pensiero fu di recarsi in visita alla tomba della moglie prima di partire.

### La caduta (1499-1500)

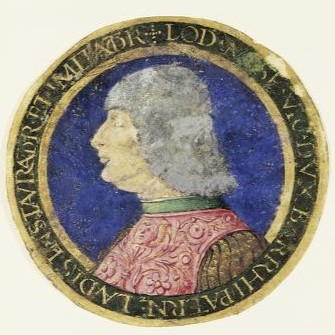
Miniatura di Ludovico agli Uffizi

Fin da quello stesso gennaio 1497 Ludovico iniziò a temere di perdere lo stato, ma la situazione precipitò quando, nel 1498, Carlo VIII morì senza figli e il duca d'Orleans gli succedette come Luigi XII di Francia. Egli decise allora di vendicarsi dell'umiliazione subita intraprendendo una seconda spedizione contro il ducato di Milano. Privo stavolta del valido aiuto della consorte, Ludovico non si rivelò in grado di fronteggiare il nemico.
(Raffaele Altavilla, Breve compendio di storia Lombarda)
Luigi XII affidò la conduzione dell'esercito per la conquista di Milano al famoso condottiero Gian Giacomo Trivulzio, nemico personale del Moro, contro il quale meditava propositi di vendetta. Durante la guerra di Pisa del 1498, poiché i pisani preferirono la tutela di Venezia, Ludovico ritirò le truppe, avendo perduto ogni speranza di potersi insignorire della città toscana.
Rovesciò quindi l'alleanza con Venezia, aiutando militarmente Firenze per la riconquista di Pisa, sperando nel sostegno della Repubblica fiorentina contro Luigi XII. La mossa si rivelò sbagliata, anzi lo privò di un prezioso alleato, Venezia, che lo aveva aiutato concretamente sin dall'assedio di Novara, non rendendogli certo l'aiuto di Firenze, di cui il Ducato di Milano era sempre stato fiero avversario. 

Tutto ciò fu evidente alla Seconda discesa dei francesi in Italia: Luigi XII si alleò con Venezia, che a questo punto era desiderosa di vendicarsi del voltafaccia di Ludovico, e Gian Giacomo Trivulzio passò con l'esercitò in Italia.

#### Fuga e breve ritorno

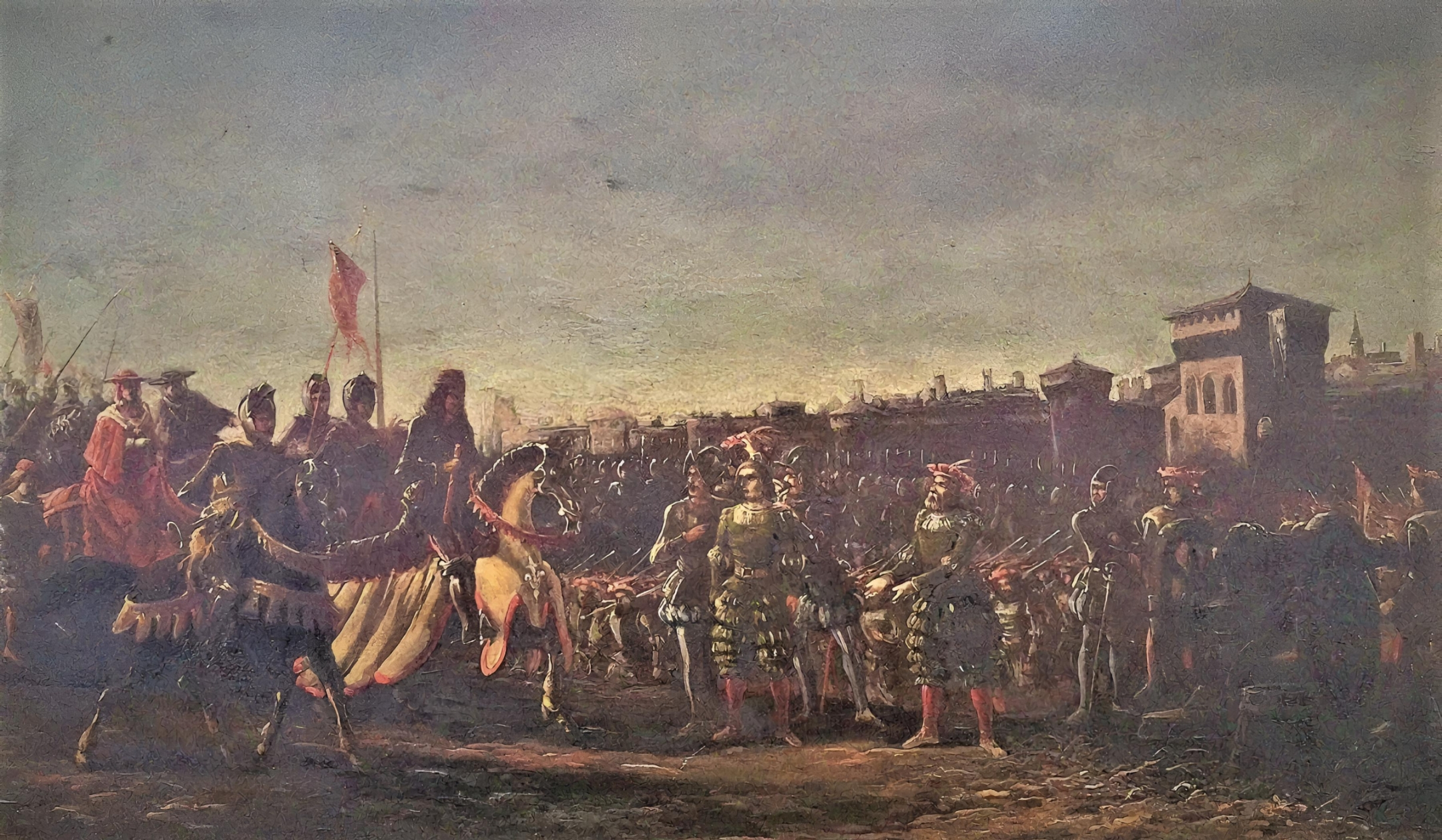
La cattura del Moro a Novara, Cesare Morbio, 1871.

Ludovico preferì la fuga e insieme ai figlioletti e al fratello Ascanio si rifugiò a Innsbruck presso l'imperatore 
Massimiliano, lasciando Milano il 1º settembre 1499. Dei fratelli Sanseverino, Galeazzo e Fracasso lo avevano seguito, Gian Francesco era invece con un plateale voltafaccia passato al servizio del re di Francia. Subito dopo la partenza del duca, anche grazie alla rivolta del popolo milanese oppresso dalle tasse, il Trivulzio entrò trionfante a Milano.
Di questo tragico avvenimento, che inaugurò un cinquantennio di guerre e invasioni straniere sulla penisola, Machiavelli incolpò direttamente Ludovico il Moro e la politica da lui portata avanti, un giudizio storico con cui furono concordi molti storici nei secoli, ma che oggi molti tendono a rivedere.

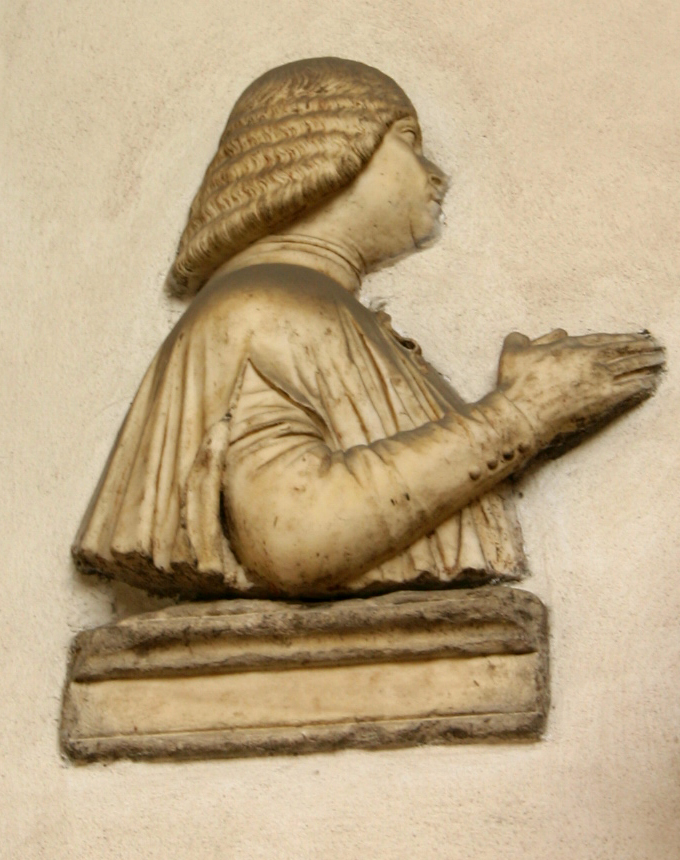
Busto di Ludovico il Moro sul Portale della Canonica di Sant'Ambrogio, 1492 ca.

Avendo saputo che la popolazione aveva ormai in odio l'oppressione straniera a causa dei soprusi dei francesi, Ludovico assoldò un esercito mercenario di svizzeri e sul principio del 1500, coadiuvato dal fratello Ascanio e dai Sanseverino, si riappropriò di Milano. Qui, quasi redento, dichiarò dinanzi al popolo che adesso molto lo dilettava il "mester d'arme", e che "li piaceva più el nome di capitanio che de signore", quindi rivolto ad Ascanio disse: "io me fazo chosì valente homo che non me porete tener più qui!"

La situazione gli si ritorse però contro durante l'assedio di Novara, quando gli svizzeri si rifiutarono di partecipare alla battaglia. Il 10 aprile, mentre travestito e mescolato alle truppe cercava di ripiegare verso Bellinzona, fu tradito da un mercenario svizzero e consegnato ai francesi insieme ai fratelli Sanseverino. Pochi giorni dopo fu catturato anche Ascanio, che aveva tentato la fuga in Germania. Commenta a tal proposito Girolamo Priuli: "Il Trivulzio vedendo questi prigionieri, e massime il signor Lodovico, pensa, o lettore, che allegrezza!" Subito, fatto condurre il duca alla propria presenza, Gian Giacomo gli rivolse - a detta di Andrea Prato - queste sprezzanti parole:
A che bassamente rispondendo, il principe disse, che a conoscer la causa perché l'animo si inchini ad amar uno et odia l'altro è difficil cosa [...]»
(Cronaca di Giovan Andrea Prato)
Con l'arrivo dei francesi, Milano perse l'indipendenza e rimase sotto dominazione straniera per 360 anni.

### Prigionia e morte

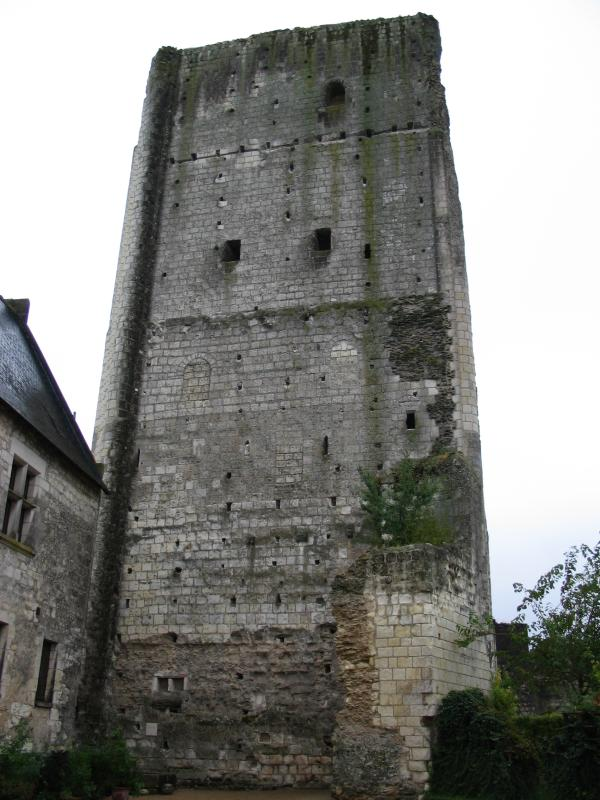
Castello di Loches: il torrione dove fu imprigionato il Moro

Ludovico venne condotto prigioniero in Francia, dove giunse il 2 maggio. Luigi XII, malgrado le insistenze dell'imperatore Massimiliano, non acconsentì mai a liberarlo, anzi lo umiliò col rifiutarsi anche solo d'incontrarlo, pur seguitando a trattarlo come un prigioniero speciale, permettendogli cioè di andare a pesca e a caccia e di ricevere amici. A Venezia già nel 1501 giungeva notizia che Ludovico "vazilava molto del zervello" e fosse divenuto pazzo, secondo alcuni a causa della "melanchonia", secondo altri per finzione, onde ottenere maggior libertà. Il re inviò pertanto il suo medico personale a curarlo, assieme a un nano di corte per allietarlo. Il medico lo descrisse "macro", con gli "occhi incavati", ma l'anno seguente si era già adattato alla prigionia: giocava a carte, alla balestra e pescava nel fossato, essendo tornato "più grasso che mai".

Fu dapprima detenuto al castello di Pierre-Scize, quindi a Lys-Saint-Georges presso Bourges, infine trasferito nel castello di Loches nel 1504, dove ebbe ulteriori libertà sino al suo fallimentare tentativo di fuga del 1508, quando il re, offeso, dispose che fosse rinchiuso nel torrione del castello e privato di tutti i privilegi.

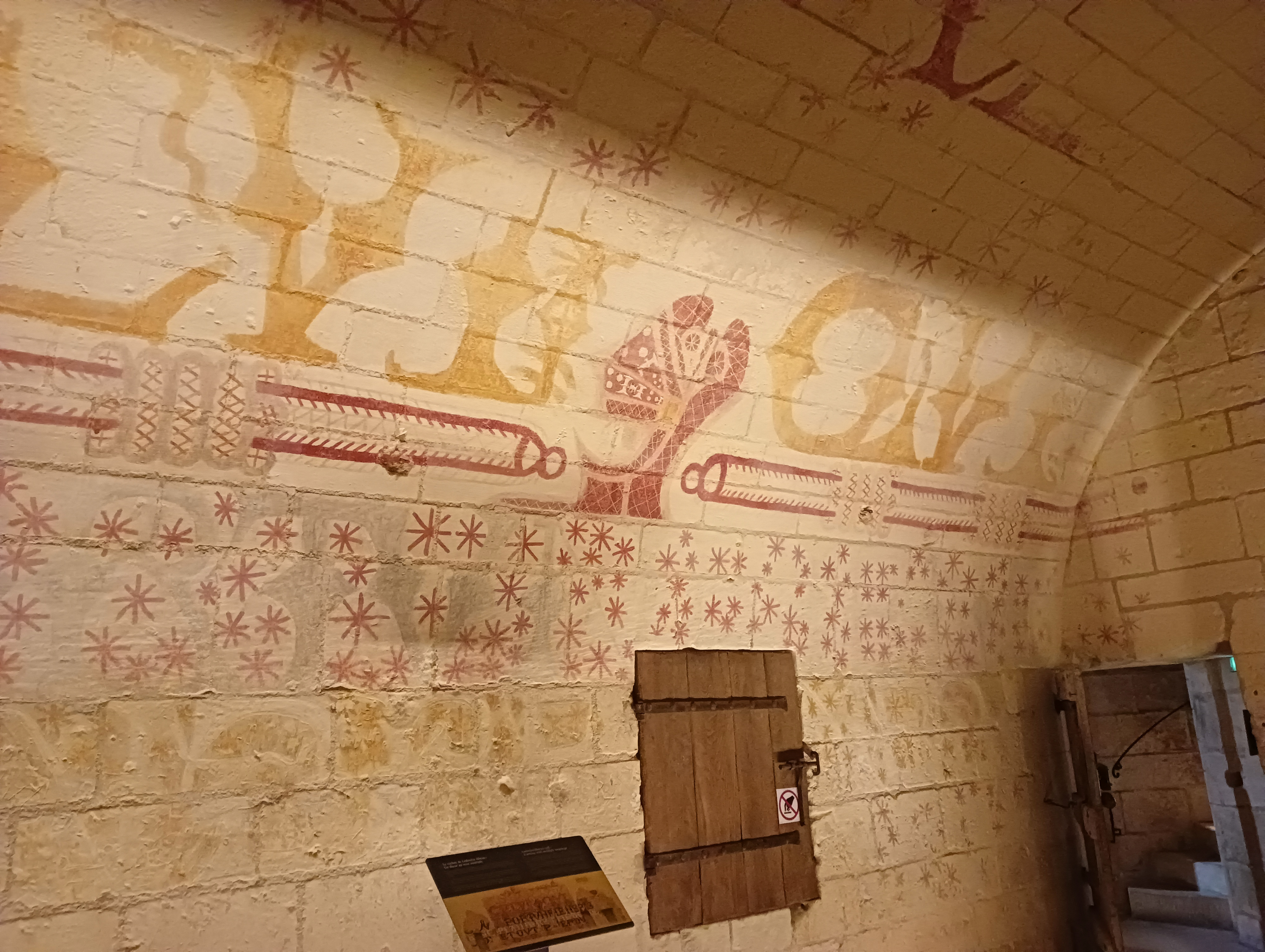
La cella di Ludovico il Moro a Loches

Qui Ludovico morì il 27 maggio 1508, assistito dai conforti religiosi.
La sua salma non venne mai rimpatriata e fu sepolta a Tarascona, nella locale chiesa dei padri domenicani. 

Nel 2019, durante alcuni scavi nella collegiata di Sant'Orso a Loches, sono venute alla luce alcune tombe, una delle quali potrebbe essere riferita al duca di Milano.
Dopo la sua morte, l'imperatore Massimiliano con soldati lanzichenecchi riuscì a restituire il ducato di Milano al primogenito Ercole Massimiliano, che regnò per breve tempo come duca. 

Gli succedette, anch'egli per pochi anni, il fratello Francesco II, alla cui morte senza eredi, nel 1535, Milano passò per decisione di Carlo V sotto il dominio dell'Impero spagnolo.
che con pianto sto in dolore, 

son sugiato, che era signore 

hora son fato alemano. 

Io dicevo che un sol Dio 

era in ciel e un Moro in terra, 

e sicondo il mio disio 

io facevo e pace e guerra; 

in Italia me par che erra 

el mio dir, ch'io son scaciato, 

da ciascuno abandonato; 

il pensier è gito invano. 

Son quel duca de Milano...
[...] Mi lamento di fortuna 

che m'ha fatto abandonare 

le mie terre ad una ad una, 

senza sol un batagliare: 

come questo Idio po' fare, 

che un potente gran ducato 

habi avuto scaco mato 

senza sangue, sì tostano? 

Son quel duca de Milano...
[...] Io non son più Lodovico, 

Io non son più el Mor felice, 

sono un povero mendico 

che per piani e per pendice 

son scacciato da infelice; 

da che mi mostrava amore 

poi m'a facto poco honore, 

mai pegiore non fu Gano. 

Son quel duca de Milano [...]»
(Lamento di Ludovico il Moro, composto da un suo "fidele cangilero" al tempo della sua caduta.)

## Aspetto e personalità

### Ludovico "il tiranno"

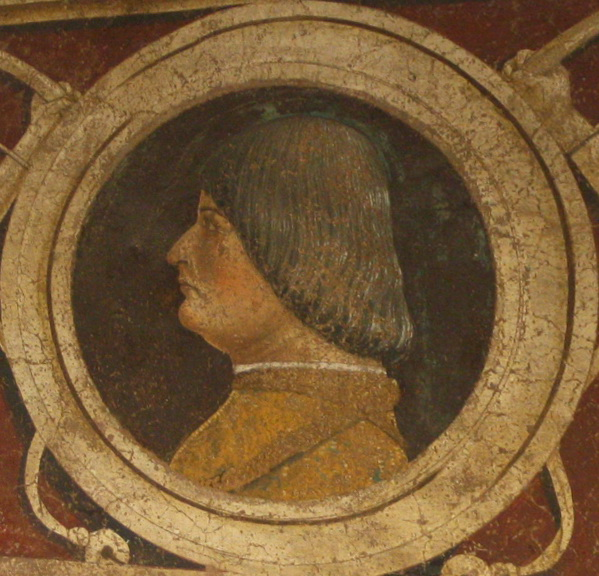
Ludovico, tondo dal castello visconteo di Invorio Inferiore. Museo del Paesaggio a Verbania-Pallanza.

Duca eccellentissimo in tempi di pace, pessimo in tempi di guerra, Ludovico non fu mai portato né per le armi né per gli esercizi del corpo; fu anzi uomo dal carattere mite, conciliante, detestò ogni forma di violenza e di crudeltà, e difatti quanto più poté tenersi lontano dai campi di battaglia, si tenne, e quanto più poté astenersi dall'infliggere dure punizioni ai colpevoli, si astenne.
(Francesco Malaguzzi Valeri, La corte di Ludovico il Moro etc.)
Egli non merita dunque la fama di "tiranno" che talvolta gli si attribuisce, la quale semmai appartenne al fratello Galeazzo Maria, il quale era solito tormentare i sudditi e perfino gli amici con indicibili torture e crudeltà. Forse proprio prendendo a monito l'esempio fraterno, Ludovico si astenne sempre da ogni eccesso. Si può dire che fosse perfino incapace di portare odio se, rinchiuso ormai nel carcere di Loches da re Luigi XII, che lo aveva privato dello stato, del titolo, delle ricchezze e dei figli, Ludovico non trovò di meglio da fare che scrivere un memoriale "de le cosse de Italia" per lo stesso Luigi XII, nel quale spiegava al sovrano quale fosse la maniera migliore per governare la Lombardia e gli raccomandava di accarezzare i fiorentini, di non inimicarsi il Papa e di non fidarsi mai dei veneziani, "li quali sono troppo possenti et non moreno mai [...] né per niuno tempo sua Maestà se ne debe fidare, perché pò ben pigliare exemplo da mi, che ero suo colligato, come mi hano tradito".

### Aspetto fisico

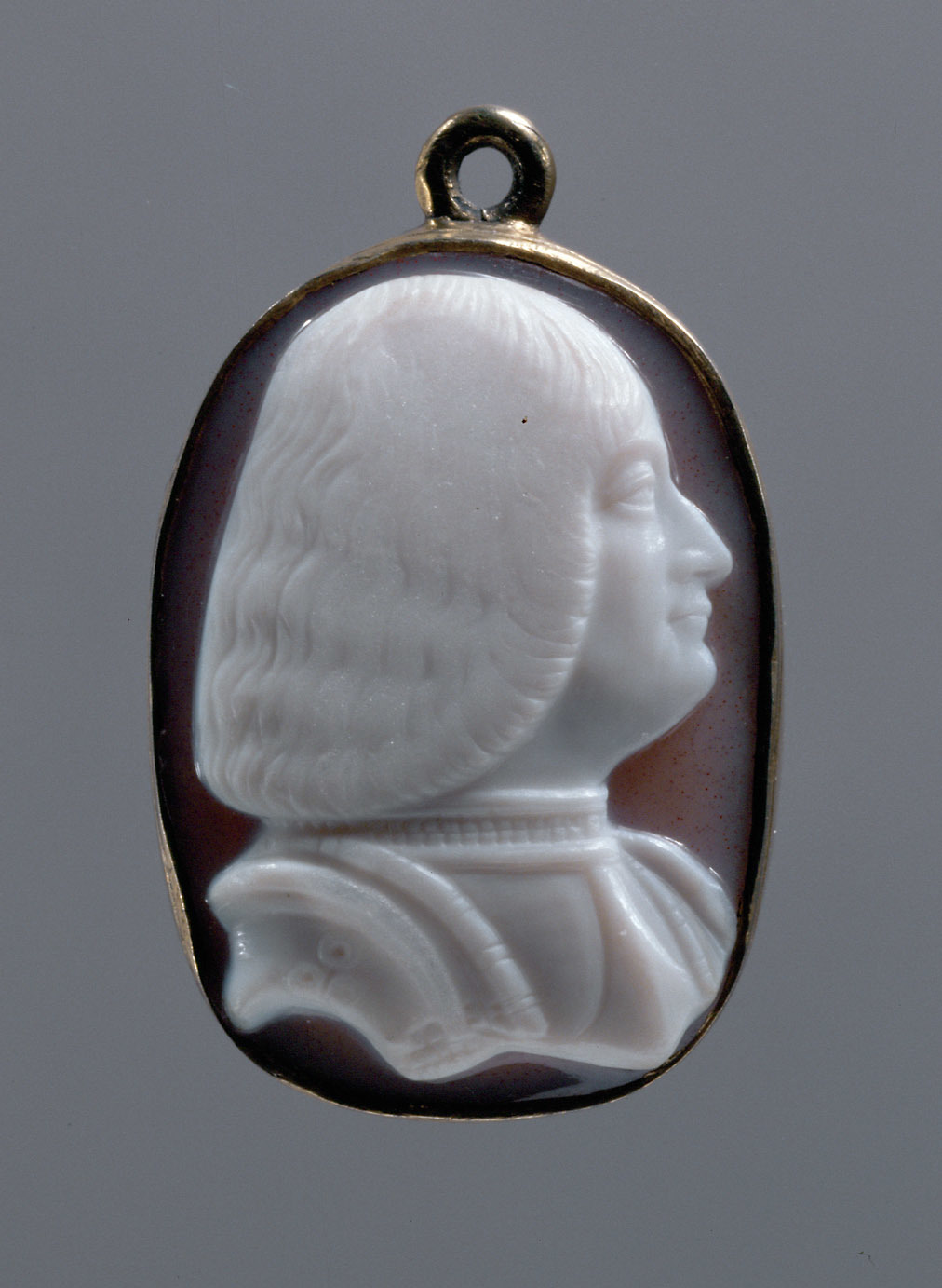
Cammeo di Ludovico, Domenico de´ Cammei, 1495 ca.

Fu parecchio alto per i tempi, pressappoco fra il metro e ottanta e il metro e novanta, ma non altrettanto dotato fisicamente. Aliprando Caprioli ne dice: "era di corpo non ben disposto, ma bello di volto; e di generosa presenza". Con l'andare degli anni, senza i dovuti allenamenti fisici, ingrassò sempre di più, dimagrendo solo a seguito della morte della moglie (per via dei continui digiuni) e della cattura, per poi tornare a essere "più grasso che mai", come lo descrive l'ambasciatore Domenico Trevisan, dopo essersi ormai assuefatto alla prigionia.
(Paolo Giovio, Gli Elogi vite brevemente scritte d'huomini illustri)
Aveva però spalle larghe, che metteva in risalto con catene d'oro massiccio. Fin da piccolo ebbe occhi, capelli e carnagione scura.  Anche il cronista ferrarese Girolamo Ferrarini, che lo conobbe venticinquenne nel 1477, lo descrive "di aspecto signorille et bello, licet sia bruno in volto". Ancora nel 1492 gli ambasciatori veneziani lo definivano un "bellissimo huomo". Dopo la mezza età soffrì di diverse malattie, quali la gotta e l'asma.

### Personalità

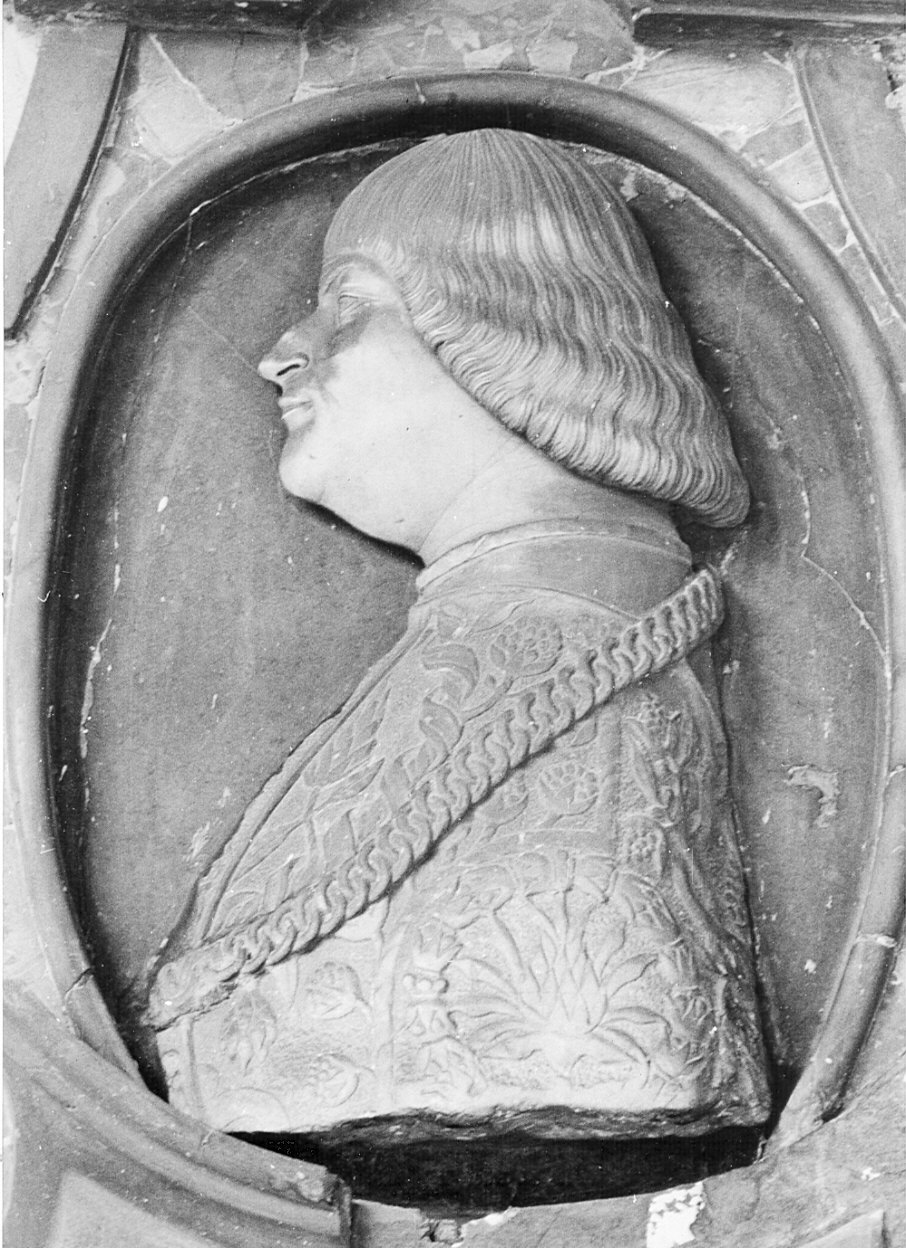
Lapide commemorativa del benefattore Ludovico (1670) nel chiostro di Santa Maria delle Grazie

Ludovico fu prodigo con gli amici, liberale, accondiscendente, riflessivo e umano, tuttavia si rivelò uomo assai poco energico, se non spronato, e con l'andare del tempo divenne sempre più contraddittorio e instabile. Esemplare è a tal proposito il giudizio che ne diede Camillo Porzio:
(Camillo Porzio, La congiura de' baroni del Regno di Napoli etc.)
Paolo Giovio così lo descrive:
(Paolo Giovio, Istoria del suo tempo)
Secondo Filippo di Comines egli era "uomo assai accorto, ma timorosissimo ed estremamente duttile, quando ha paura [...] e senza fede alla parola data, se vede il suo utile a infrangerla". Talvolta sapeva essere vanaglorioso, come quando nel 1496 si vantava che Papa Alessandro fosse il suo cappellano, l'imperatore Massimiliano il suo condottiere, Venezia il suo ciambellano, e il re di Francia il suo corriere che doveva andare e venire per l'Italia a suo piacimento. Il Guicciardini lo dice "principe vigilantissimo e d'ingegno molto acuto", e altrove: "non manco timido nell'avversità, che immoderato nelle prosperità, come quasi sempre è congiunta in un medesimo soggetto l'insolenza con la timidità, dimostrava con inutili lagrime la sua viltà".
(Descrittione di tutta Italia di F. Leandro Alberti Bolognese, 1551, p. 355.)

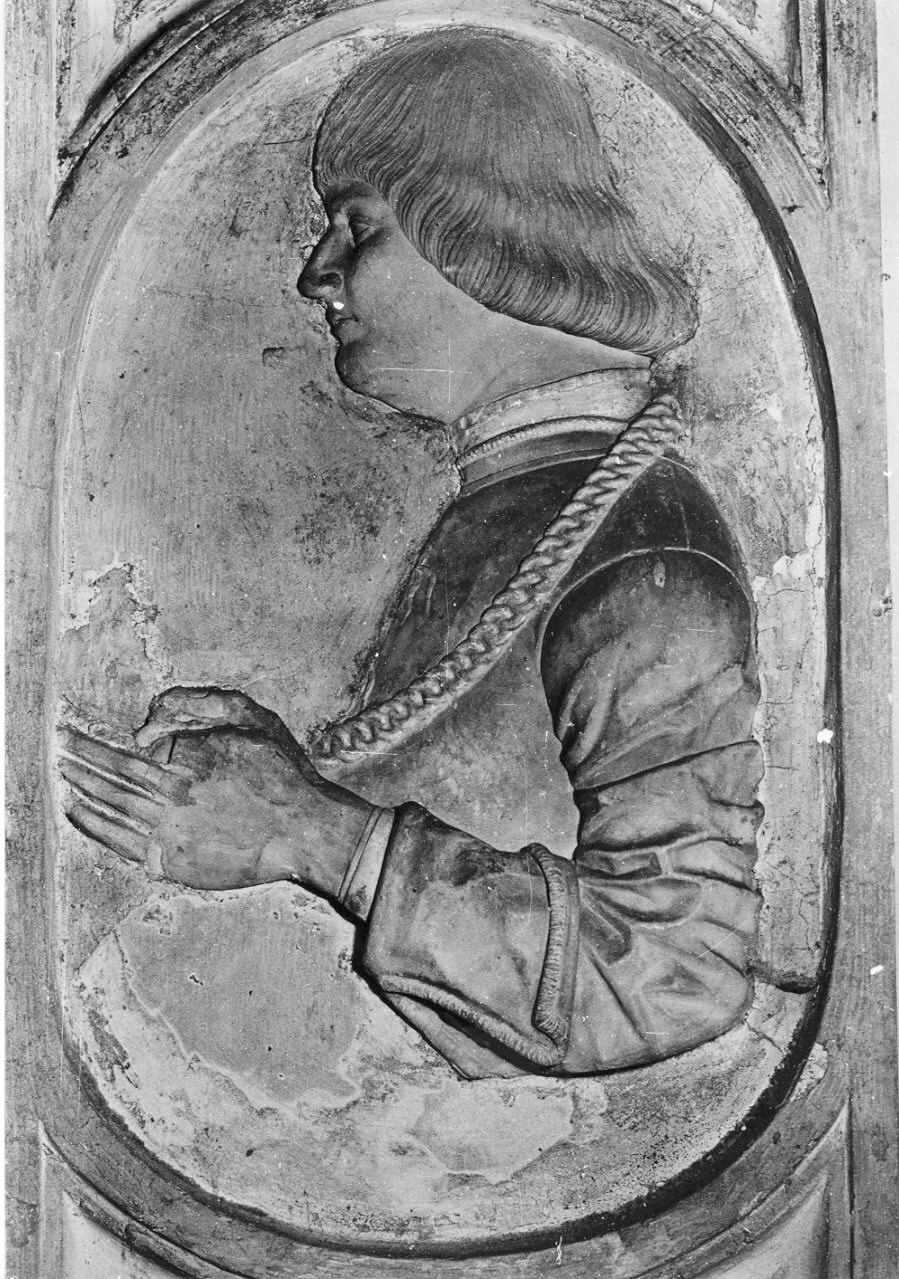
Bassorilievo di Ludovico a mezzo busto

Il Trotti, adirato per la pace di Bagnolo, lo chiama uomo che "non vuole bene a persona se non per paura o per bisogno" e dice: "l'è mendace, l'è vindicativo, avarissimo, senza vergogna, alieni appetens [...], in superlativo pusillanime, da non fidarsene proprio [...] è ambizioso e non dice mai bene di nessuno". Aggiunge che appartiene al genere di coloro che prima dicono una cosa, poi ne fanno un'altra; che non ha amore per nessuno e nessuno lo ama, e che è convinto di poter sottostimare gli altri potenti d'Italia, e per tale motivo perde l'amicizia di tutti.
Andrea Prato, che gli rimprovera aspramente d'aver preferito Galeazzo Sanseverino a Gian Giacomo Trivulzio, ne dipinge un quadro impietoso, dicendo ch'era sì d'intelletto raro e prudente, ma pauroso, a tal punto che sembrava aborrisse non solo le battaglie, ma perfino di sentir nominare cose atroci e crudeli, ragion per cui non era amato dai soldati, che vogliono un signore animoso che stia al loro fianco e con loro si esponga al pericolo:
(Giovanni Andrea Prato, Cronaca milanese)

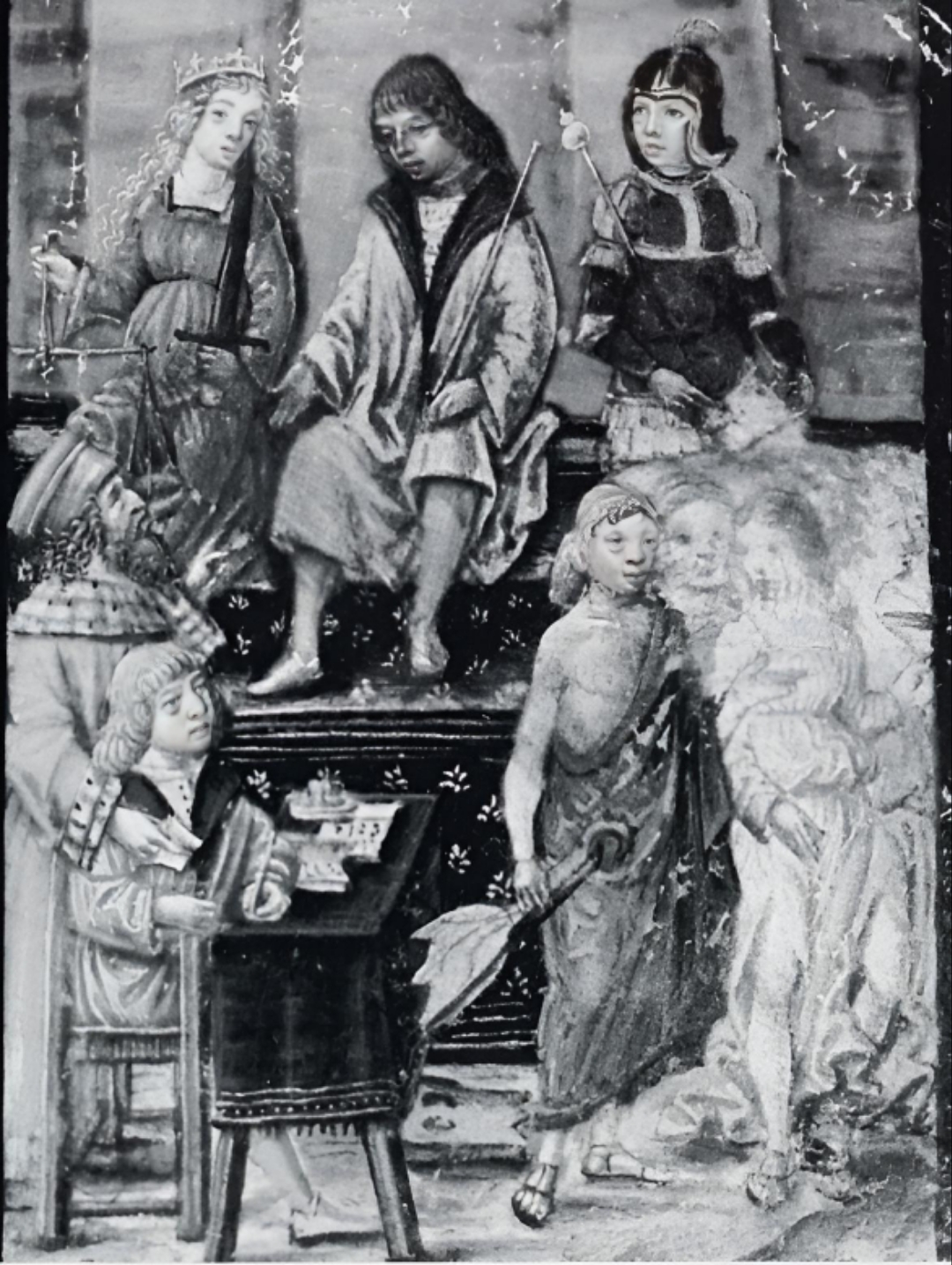
Ludovico assiso tra Marte e Giustizia, miniatura dal poemetto Paolo e Daria amanti di Gaspare Visconti.

Nella moglie, donna dal carattere forte e amante della guerra, dunque in grado di supplire alle mancanze del marito, egli trovò la sua più fedele e valida collaboratrice. Di Beatrice si fidò ciecamente, le concesse grande libertà e le affidò incarichi d'importanza, rendendola sempre partecipe dei consigli e delle trattative. Come marito fu dunque quasi impeccabile e, se non fosse stato per i continui tradimenti, niente gli si sarebbe potuto rimproverare a tal proposito. Gustavo Uzielli sostenne, errando, ch'egli picchiasse la moglie, ma la confusione nasce da una lettera del 1492, nella quale è scritto che il duca di Milano aveva "battuto" sua moglie: duca di Milano era allora chiamato Gian Galeazzo, il quale era in effetti solito maltrattare la moglie Isabella, né dunque Ludovico si permise mai di compiere un tale gesto nei confronti di quella donna che "amava più che se stesso". Anche in qualità di padre egli fu attento, amorevole e presente; grande fu l'amore che nutrì soprattutto verso la figlia Bianca Giovanna, e insopportabile il dolore per la sua prematura inopinata morte.
Napoli, ora di Venezia, chiama i Francesi ed è il primo a temerne e si fa alleato l' Imperatore. La sua politica continuamente vacillante gli fa nemici tutti, onde è costretto a finire nella miseria della cattività di Loches. Ma è male il giudicarlo tutto sinistramente, come vollero molti storici. Nella sua figura v'è della
grandezza. [...] Quando non erano in giuoco i suoi interessi politici,
era umano e gentile con tutti, mite, largo, benefico.»
(Alessandro Luzio e Rodolfo Renier, Delle relazioni di Isabella d'Este Gonzaga con Ludovico e Beatrice Sforza, pp. 22-23.)

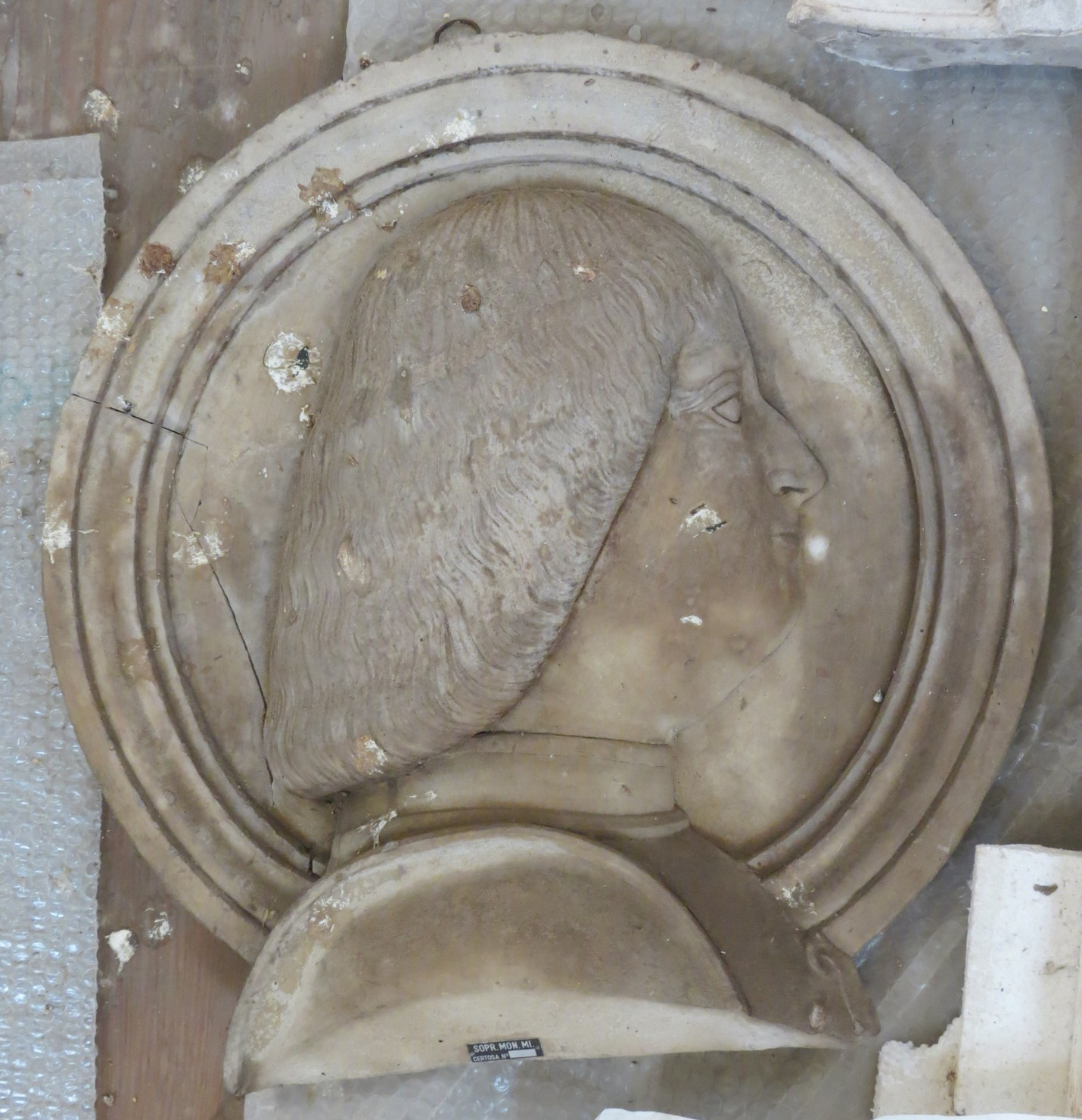
Calco del busto di Ludovico alla Certosa di Pavia

#### Le passioni
Grande passione del Moro fu l'agricoltura: a Ludovico piaceva ricordare come il nonno, Muzio Attendolo, prima di farsi condottiero fosse nato contadino, ed egli stesso fu esperto coltivatore di viti e di gelsi, i famosi moròn, con le foglie dei quali si nutrivano i bachi da seta che resero l'industria milanese famosa. Diede vita a una propria azienda agricola nei pressi di Vigevano, la cosiddetta Sforzesca, con adiacente la Pecorara ove si allevavano varie specie di bovini, ovini e altri animali, che Ludovico amò tantissimo e dove si recò spesso in visita con la moglie Beatrice, come lui amante della natura. Non fu un caso se impiegò Leonardo da Vinci quasi più come ingegnere che come artista, sfruttando le sue conoscenze per costruire una serie di acquedotti utili a irrigare quelle terre per natura aride. Alla fine decise, con atto ufficiale del 28 gennaio 1494, di donare la Sforzesca, insieme a molte altre terre, all'amata Beatrice, e ciò appare significativo ancor più se si pensa che da quella sola azienda Ludovico percepiva annualmente ricchissime rendite.

Forse proprio a causa delle proprie insicurezze, egli fu ossessionato dall'astrologia, tanto che i cortigiani ferraresi notavano che a Milano nulla si faceva senza che Ambrogio da Rosate, astrologo e medico personale del Moro, avesse prima consultato gli astri. Il Sanudo scriveva che, nella disperazione della fuga, solo maestro Ambrogio "con la speranza [che] li dà lo mantien in vita".

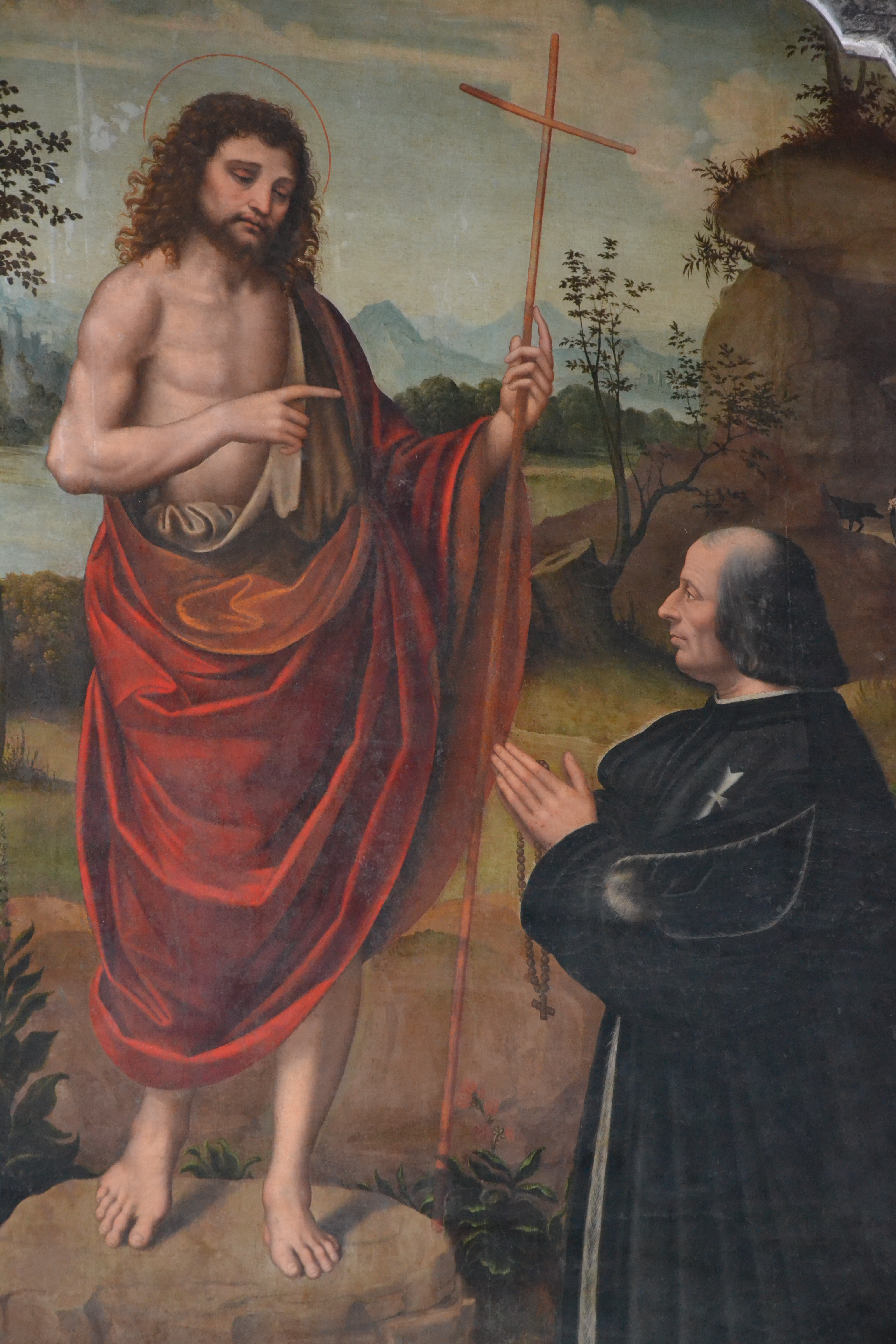
Cappella di San Giovanni Battista alle Grazie, Pala di Marco d’Oggiono. Forse un ritratto dello stesso Ludovico durante il lutto.

Fu uomo colto, conosceva il latino e il francese, e ogni qual volta poteva si fermava ad ascoltare la lettura e il commento della Divina Commedia che l'umanista Antonio Grifo teneva per volontà della duchessa Beatrice, la quale ne era appassionatissima. Dopo la morte di lei e la propria cattura, Ludovico chiese come ultima volontà di poter tenere con sé un libro dell'opera di Dante che lesse continuamente durante la prigionia, le cui terzine si dilettava di scrivere, tradotte in francese, sulle pareti della propria cella, insieme a qualche suo pensiero nostalgico intriso di saggezza.
secolo, chi il Pericle della Lombardia, chi il Machbet italiano, chi lo presenta come un essere smorto «la negazione di ciò che si chiama carattere», chi ne fa «la più perfetta figura principesca d'allora». Veramente, a nessuno forse dei suoi contemporanei si può applicare così bene come a lui quella frase del
Macaulay sull'uomo nel Machiavelli «che non sembra (a prima vista) altro che un enigma, un insieme grottesco di qualità incongrue.» Egli aveva molto ingegno: era sagace, destro, coltissimo, di fantasia lucida, minuziosa; al Burkardt pare «un uomo superiore.» Eppure, benché per lo più «modesto nel parlare», era vanaglorioso, qualità delle menti piccine. - La prudenza, di cui faceva il suo massimo vanto, non impediva che fosse pieno di disegni strani e temerari. – Mente raffinata, calcolatrice, animo corrotto, ci stupisce l'ingenuità della sua passione e della sua fede nelle sue arti di governo. Per alcuni rispetti ci appare costante, tenace, per altri mutabilissimo. Per lo più era padrone di sé stesso, «mai non lo superava la collera», «merito et tempore» si leggeva sul suo scudo, pure talvolta appariva schizzinoso, permaloso, tal'altra, davanti a difficoltà impensate, il troppo calcolare lo rendeva incerto e sgomento, onde l'accusa di pusillanimità, di viltà, di timidità; la quale non toglie che il Michelet, non senza ogni ragione, lo ponesse fra gli eroi dell'astuzia e della pazienza. – In politica era l'uomo più spregiudicato del mondo, in religione superstizioso, soggetto a impeti di devozione paurosa, obbediva agli astrologhi. — «Mitissime principes» lo chiamavano i suoi poeti, era pieno d'affabilità, il suo affetto per la moglie ci commuove ancora, eppure lo strazio che fece di Galeazzo e d'Isabella mise orrore al suo secolo sanguinario. Non mancano nella sua vita, fra i tanti tradimenti, i tratti di generosità, eppure il suo egoismo causò la rovina d'Italia. Come mai qualità così diverse potevano star unite in un sol uomo? [...] Galeazzo ebbe dal padre l'ardore del sangue, la forza di Francesco traboccò in lui in violenza, la sensualità in sfrenata libidine. Ludovico ereditò, senza il contrappeso dell'energia nell'azione, l'astuzia, la pazienza, a cui aggiunse un che di femminile e delicato l'influenza della madre. Un'indole mansueta, pieghevolezza, diligenza, attività, sottigliezza d'ingegno [...] tutte le miserabili guerre di quegli anni furono di natura da persuaderlo sin d'allora di quello ch' egli ripeteva poi sovente, che spesso nel maneggiar le guerre ha più forza una penna da scrivere che una spada. [...] Il nero tradimento contro il nipote, eseguito con tanta raffinatezza e tenacia fa vedere a che punto, colla sua indole mite, paziente, ingegnosa, egli potesse pervertirsi nel male e farne quasi un'opera d'arte, punto dallo sprone dell'egoismo e d’un partito scelto dalla fredda ragione.»
(Achille Dina, Ludovico il Moro prima della sua venuta al governo, in Archivio storico lombardo, 1886, pp. 770-775.)

## Gli amori

### Ludovico "il seduttore"

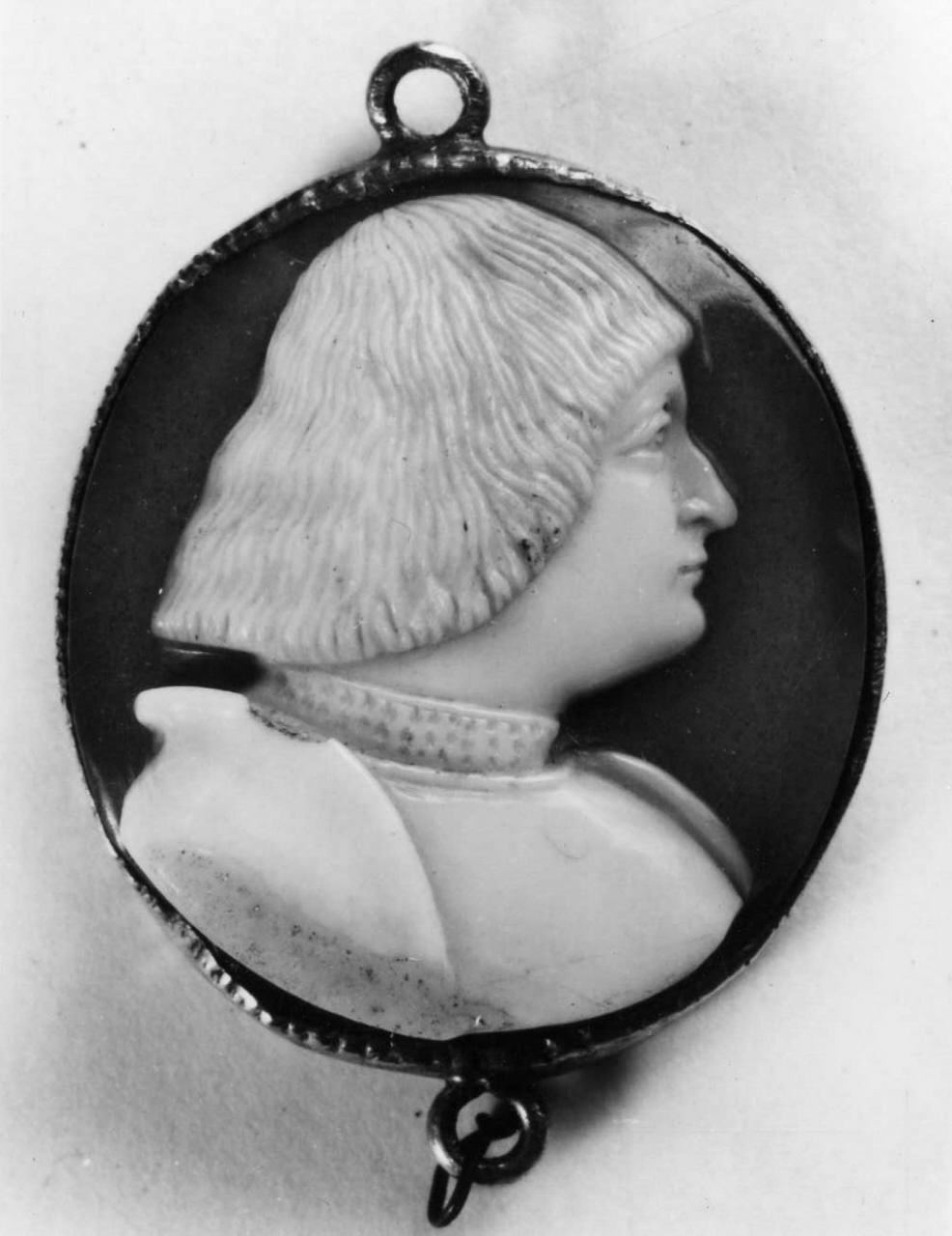
Cammeo di Ludovico, XV sec.

Dotato, negli anni migliori, di grande fascino e carisma, Ludovico acquisì fama di seduttore. Si deve al Guicciardini la notizia - probabilmente infondata - di un suo innamoramento per la nipote Isabella d'Aragona, che lo avrebbe portato ad affatturare il nipote dimodoché non potesse consumare il matrimonio. Arrivò a vantarsi perfino, nel 1498, che fosse per gelosia della moglie che il marchese Francesco Gonzaga facesse il doppiogioco fra lui e la Signoria di Venezia, insinuando cioè una sua relazione con la cognata Isabella d'Este. Queste voci, diffuse fino a Venezia, sdegnarono tanto il marchese quanto il suocero Ercole, che si affrettò a smentirle. Isabella certamente ebbe sempre un debole per Ludovico, e invidiò la sorella per il fortunato matrimonio, per le ricchezze e per i figli, ma non è provato che fosse stata effettivamente sua amante.

### Le amanti
Nonostante il vivo amore nutrito per la moglie (vedi sezione), Ludovico ebbe amanti sia prima, che durante, che dopo il matrimonio, come del resto ogni altro signore dell'epoca. Le prime due di cui si ha notizia, tale Romana e Bernardina de Corradis, erano probabilmente di bassa estrazione sociale. Nel luglio 1485 (o 1484) Ludovico parla in una lettera "del piacere ch'io prehendo già alchuni dì fa cum una giovane milanese, notabile de sangue, honestissima et formossa quanto più havesse possuto desiderare", sorella di un Galeazzo Gallerani, e identificata perciò da Léon-Gabriel Pélissier con una Isabella Gallerani, mentre per altri storici si tratterebbe già della più nota Cecilia, all'epoca quattordicenne. Quest'ultima comparve però ufficialmente a corte solo nell'estate 1489, quando l'ambasciatore Giacomo Trotti attribuì la causa di un certo malessere del Moro al "troppo coito di una sua puta che prese presso di sé, molto bella, parecchi dì fa, la quale gli va dietro dappertutto, e le vuole tutto il suo ben e gliene fa ogni dimostrazione". Cecilia rimase a corte fino ai primi mesi del 1491, quando fu scalzata dalla nuova duchessa Beatrice, e per qualche tempo non si hanno più nomi di amanti.

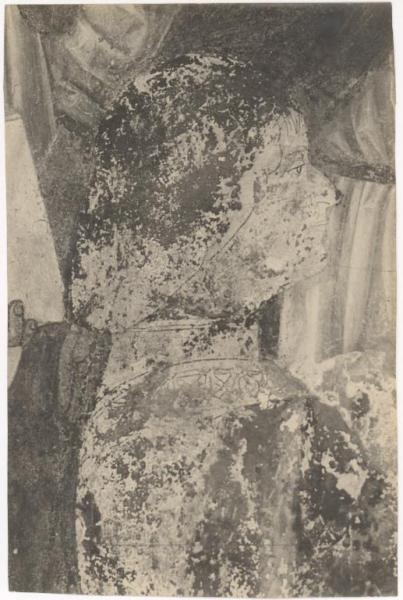
Come si presentava ai primi del Novecento il ritratto di Ludovico eseguito da Leonardo da Vinci sulla Crocifissione di Donato Montorfano.

Nel febbraio-marzo 1495, in concomitanza col secondo parto di Beatrice, Ludovico ebbe un'avventura con Isabella Trotti da Casate (amica di Isabella d'Este, venuta in effetti ad assistere la sorella), della quale si conserva una stucchevole lettera a lui indirizzata, in cui ne lamenta la mancanza e si firma "Quella che è ala S. V. quel che la non vole che dica", lasciando cioè intendere che Ludovico non voleva ch'ella si dicesse sua amante, forse per riguardo alla moglie, che del resto leggeva la sua corrispondenza. Poco dopo, forse già nell'agosto 1495, dovette intraprendere la nota relazione con Lucrezia Crivelli, che gli causò - come parrebbe - una crisi matrimoniale, infatti dall'Anonimo Ferrarese sappiamo che nel 1496 «tuto il suo piacere era cum una sua fante, che era donzella de la moie [...] cum la quale el non dormiva già boni mesi, siché era mal voluto», mentre il Muralto precisa che Beatrice "era onorata con grandissima cura da Ludovico, benché egli accogliesse come concubina Lucrezia dalla famiglia dei Crivelli; la qual cosa per quanto rodesse le viscere della consorte, l'amore tuttavia da lei non si allontanava".
La relazione durò ufficialmente fino alla disfatta di Ludovico del 1499, malgrado una sua fase di rigoroso ascetismo seguito alla vedovanza, sebbene non sia chiaro perché, avendo già messo in salvo i figli sulla via di Como, egli non avesse pensato di portare con sé nella fuga anche l'amante. Lucrezia tentò infatti di seguirlo, ma fu presa prigioniera e dovette cercare rifugio, insieme al figlio, presso i marchesi di Mantova, riuscendo comunque a conservare le enormi ricchezze accumulate grazie ai propri servigi. Incerta è la natura del rapporto che ebbe invece con Graziosa Maggi, altra bellissima dama di Beatrice, chiamata "Graziosa Pia" perché moglie di Ludovico Pio di Carpi, cui Ludovico fece una dote generosa. A lei nell'agosto 1498 indirizza infatti una lettera in cui ogni parola può essere spiegata onestamente, fuorché una frase: "Questo solo te ricordaremo: che da nuy sei amata unicamente, meritando così le virtù e costumi tuoi". Soltanto ipotesi possono farsi sulla bella Ippolita Fioramonte, altra giovane dama di Beatrice, la quale vantò, dopo la morte della duchessa, una protezione difficilmente spiegabile da parte di Ludovico, che le fece una dote principesca.

### I "favoriti"

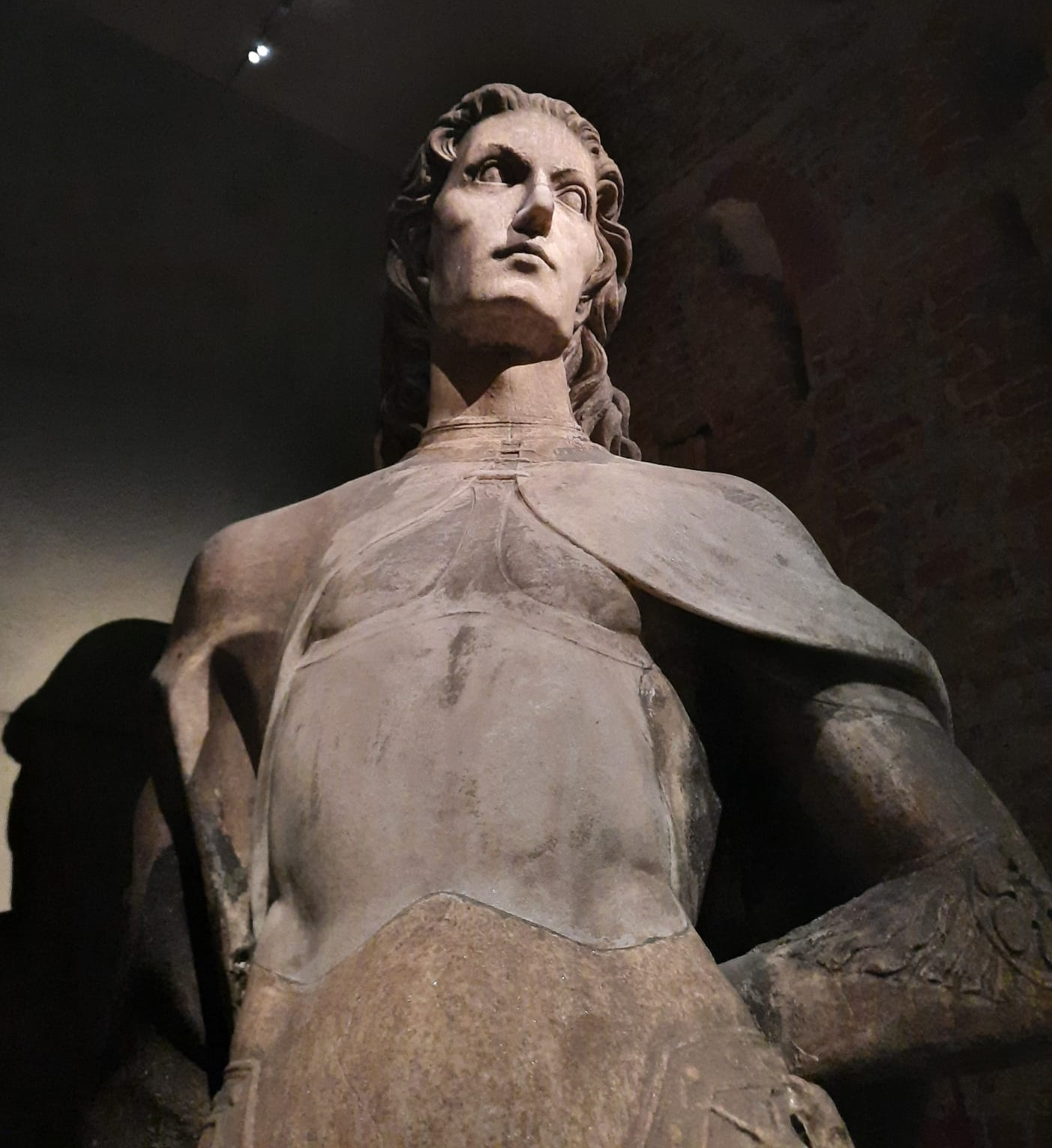
Probabile ritratto di Galeazzo Sanseverino nelle vesti di San Vittore, Grande Museo del Duomo di Milano

Discorso a sé merita il legame fortissimo che dal 1483 ebbe con Galeazzo Sanseverino, il quale ricopriva continuamente di onori e privilegi, fino al punto di dargli in moglie l'unica figlia femmina e di nominarlo proprio reggente insieme alla moglie Beatrice. Galeazzo era partecipe di ogni suo segreto e acquisì tanto potere a Milano che l'ambasciatore Trotti scrisse al duca di Ferrara: ''A me pare che epso messer Galeazzo sia Duca de Milano perché el pò ciò ch'el vole et ha quello che sa dimandare et desiderare". Egli servì fedelmente il suocero e, sebbene non fosse altrettanto abile in guerra quanto il fratello Fracasso, fu lui a ricoprire il ruolo di capitano generale dell'esercito sforzesco dal 1488 fino alla fine. Proprio questa prevaricazione fruttò a Ludovico l'odio, poi rivelatosi fatale, del Trivulzio. Sebbene Filippo di Comines ascrivesse il tutto a un rapporto di natura filiale, questa strana amicizia stimolò le malelingue, a tal punto che Francesco Gonzaga accusa apertamente Galeazzo di prostituzione e Guicciardini raccoglie quelle voci che tacciano il Moro di sodomia:
(Francesco Guicciardini, Storia fiorentina.)
La pratica della sodomia, secondo l'antico uso greco, era del resto molto diffusa un po' dovunque a quell'epoca, e non ne furono esenti molti altri potenti e signori. Nessun fondamento ha invece l'ipotesi, avanzata da Antonio Perria, secondo cui anche il nipote Gian Galeazzo fosse "sessualmente schiavo di Ludovico".
Altri a essere detti suoi favoriti o "molto favoriti", non si sa tuttavia in che termini (forse solo affettivi), furono Giovanni da Casale, il quale "nato da oscuro luogo, e omiciattolo d'infime forze, poiché da adolescente per la superiorità della bellezza fu in delizie con Ludovico Sforza, aveva conseguito un onorato grado militare"; il biondo Contino di Melzo (suo nipote, più giovane di Beatrice); il giovanissimo Marchesino Stanga, prima suo cameriere e poi «secretarius noster predilectus»; "Mariolo" Guiscardo, cameriere, soldato e buffone; e molti altri ancora, i quali sono però sicuramente da intendersi come favoriti nella loro carica di funzionari, ambasciatori, letterati o soldati, e non diversamente potrebbe credersi a causa della loro vecchiaia o scarsa bellezza. Fra questi il tesoriere Antonio Landriani, Bergonzio Botta maestro delle entrate, l'archiatra Ambrogio da Rosate, Francesco Brivio, Girolamo Tuttavilla e Galeazzo Visconti (quest'ultimi due infatti più cari a Beatrice). Giovani o giovanissimi dovevano invece essere i due fratelli Ambrogio e Bernardino da Corte, il primo "mezzo pazzo", il secondo inizialmente "suo regazo", cioè paggio, cui affidò il castello di Milano, e che lo tradì; i condottieri Cristoforo di Calabria, ricordato perché portava "le cibrette [ciabatte] in piede d'estate", e Biagino Crivelli, che il Bandello dice così caro a Ludovico che "non suo soggetto, ma suo fratello pareva". ll cronista Ambrogio da Paullo li ricorda rancorosamente come per la maggior parte "vili et abietta, ma per favore del Moro erano fatti grandi. [...] A la fine tutti o la maggior parte li furno traditori [...] et tutti questi si può dire esser lor signori, perché regevano il Stato a suo modo, et il Moro ad ogni loro malfare li assentiva".

## Mecenatismo

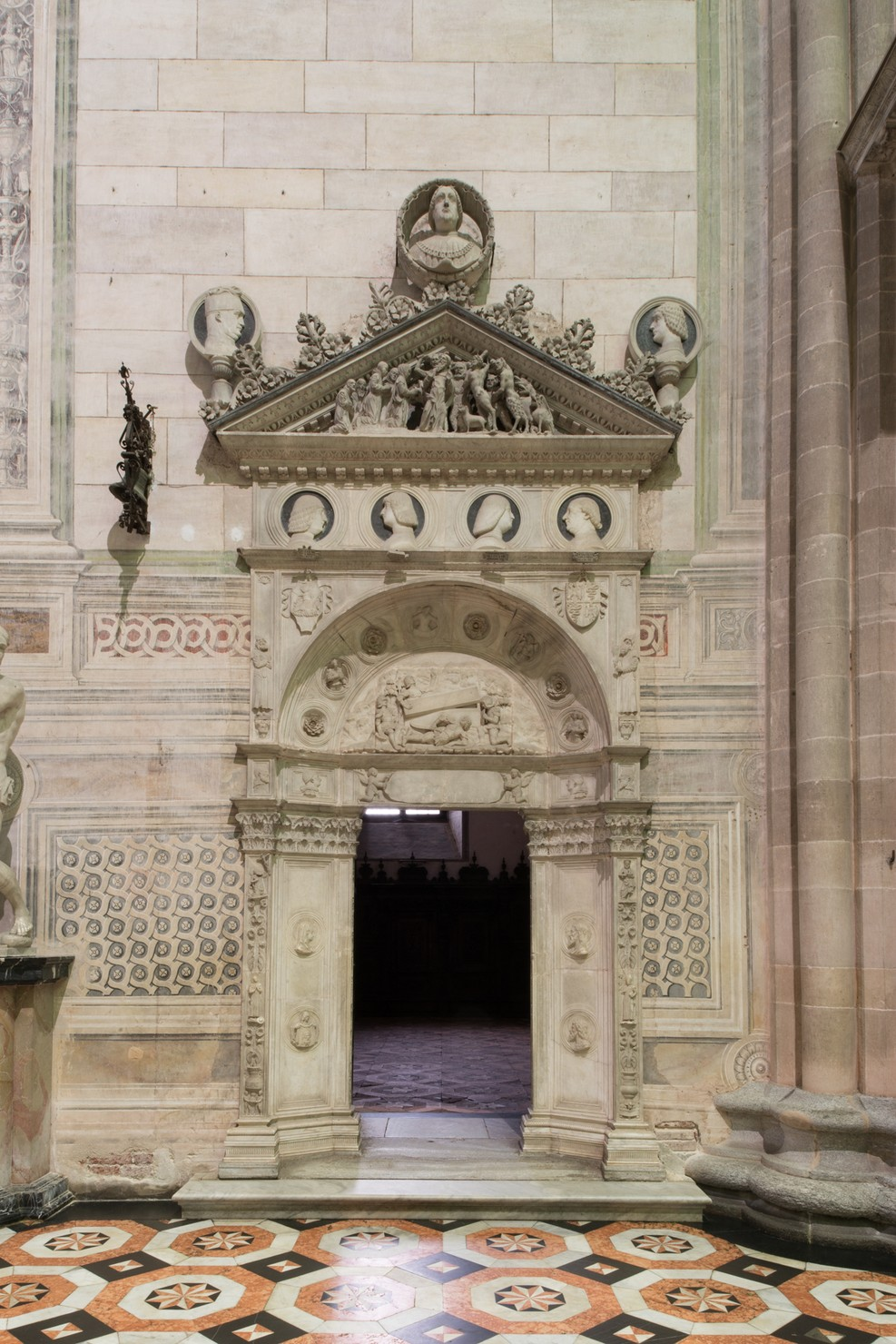
Portale del lavabo, Certosa di Pavia, ritratti dei duchi di Milano: nella fascia centrale, a partire da sinistra, Galeazzo Maria speculare al figlio Gian Galeazzo; Ludovico al padre Francesco.

Durante il governo del Moro Milano conobbe un vero e proprio periodo d'oro, con la presenza a corte di artisti come Leonardo e Bramante e Giovanni Ambrogio de Predis, oltre che di letterati come Bernardo Bellincioni, Antonio Cammelli (detto il Pistoia), Lancino Curti, Piattino Piatti. Nella prestigiosa Università di Pavia (all'epoca l'unica del ducato di Milano), che fu largamente patrocinata dal Moro, insegnavano professori come Demetrio Calcondila, Giorgio Merula, Luca Pacioli e Franchino Gaffurio. Promosse l'operato di storici come Bernardino Corio, che dal 1485 venne stipendiato fisso dalla corte per redigere la sua Storia di Milano, e Giovanni Simonetta, che nel 1490 pubblicò le Rerum Gestarum Francisci Sfortiae Mediolanensium Ducis.
A lui spetta il merito di opere che ancora oggi appaiono di straordinaria bellezza: a Milano proseguì la fabbrica del Duomo e quella del castello, oltre a costruirvi il lazzaretto; a Pavia fece cospicue donazioni alla Certosa e al duomo (investendo inoltre ingenti risorse per il mantenimento del Parco Visconteo) e a Vigevano potenziò la residenza ducale, ingentilendo il borgo con la creazione della grandiosa piazza rettangolare ancora oggi simbolo distintivo della città, oltre a far realizzare la cascina Sforzesca, una fattoria completa alle sue dipendenze, all'avanguardia nelle ultime tecniche di coltivazione.

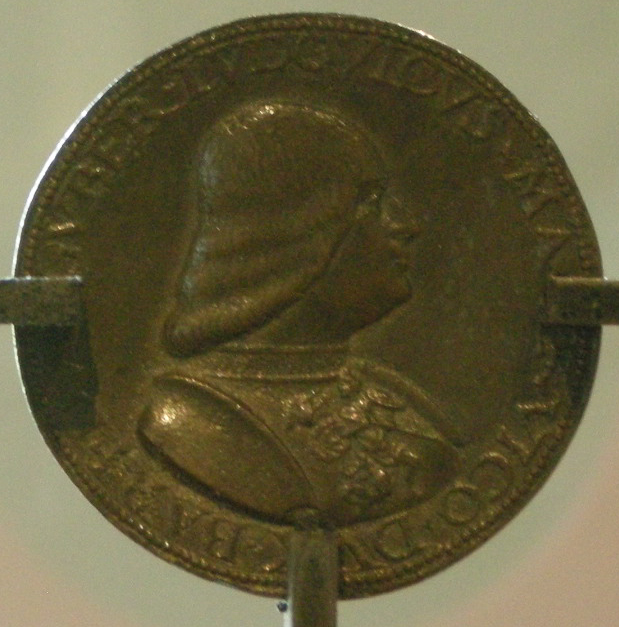
Cristoforo Foppa detto Caradosso (attr.), Ludovico il Moro recto.

Particolare attenzione riservò alla Biblioteca Visconteo Sforzesca del castello di Pavia, all'epoca reputata tra le quattro più importanti biblioteche del continente: non solo incaricò Tristano Calco di riordinare la biblioteca e l'archivio ducale, ma si preoccupò anche dell'incremento delle raccolte facendo affluire nella collezione le donazioni ricevute di pezzi singoli o di interi fondi, e anche il frutto di qualche sequestro, come nel caso dei volumi di Cicco Simonetta. Giunsero anche i libri greci dell'umanista Giorgio Merula e altri manoscritti latini provenienti dall'abbazia di Bobbio. Nel 1499 incaricò l'ebreo Salomone, dottore in arti e medicina, di tradurre in latino le opere ebraiche presenti nella biblioteca.
La chiesa di Santa Maria delle Grazie venne interamente ricostruita e abbellita dal Bramante, che ne fece una delle più belle espressioni del rinascimento italiano e, nel suo refettorio, Leonardo dipinse il celeberrimo Cenacolo. Leonardo, che con Milano ebbe un rapporto privilegiato durato oltre vent'anni, decorò il soffitto della Sala delle Asse del Castello Sforzesco. Nello stesso periodo vennero realizzate anche molte opere d'ingegneria civile e militare, come la costruzione di canali e fortificazioni in tutta la Lombardia, oltre alla coltivazione del riso e del gelso, quest'ultimo in particolare legato all'allevamento del baco per la produzione di tessuti di seta, elemento fondamentale nell'economia lombarda. Nel 1498 istituì il Monte di Pietà.

## Ludovico nell'arte

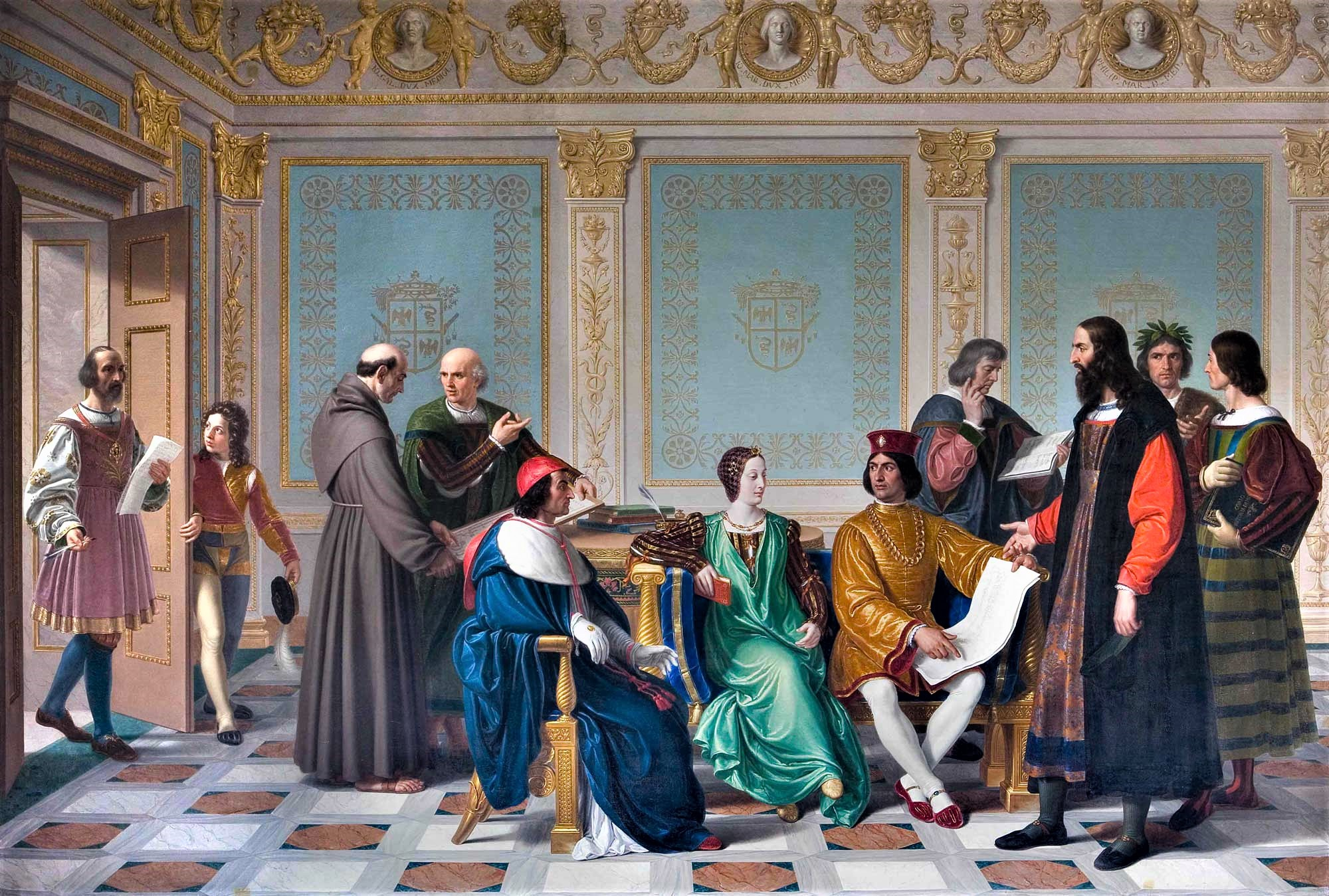
La corte di Ludovico il Moro, Giuseppe Diotti (1823).
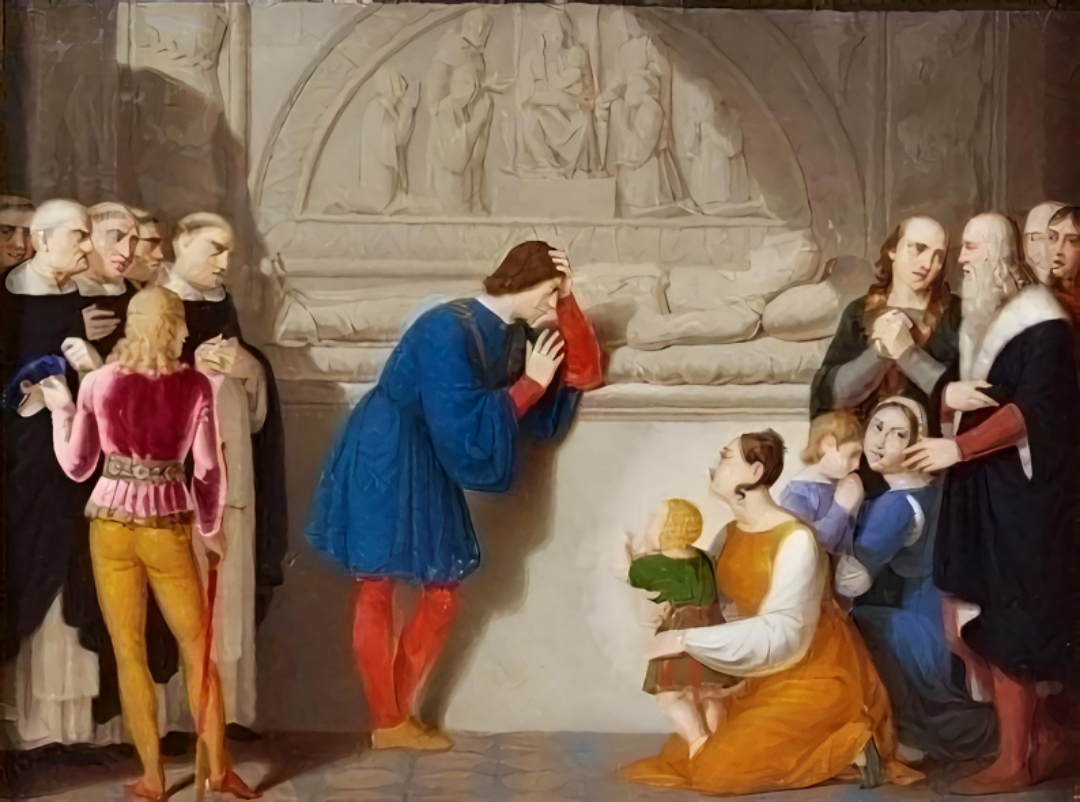
Ludovico piange sulla tomba della moglie Beatrice, Giovanni Battista Gigola, 1815 ca, Pinacoteca Ambrosiana.
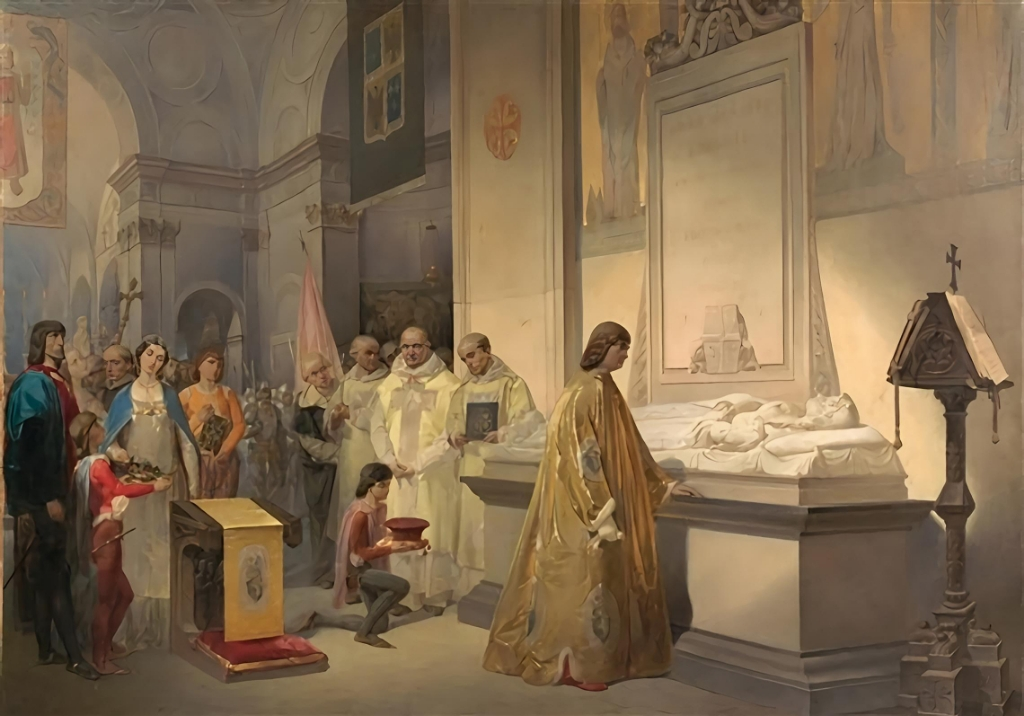
Il duca Ludovico visita la tomba della moglie nella chiesa di Santa Maria delle Grazie, Alessandro Reati,  fra il 1850 e il 1873.
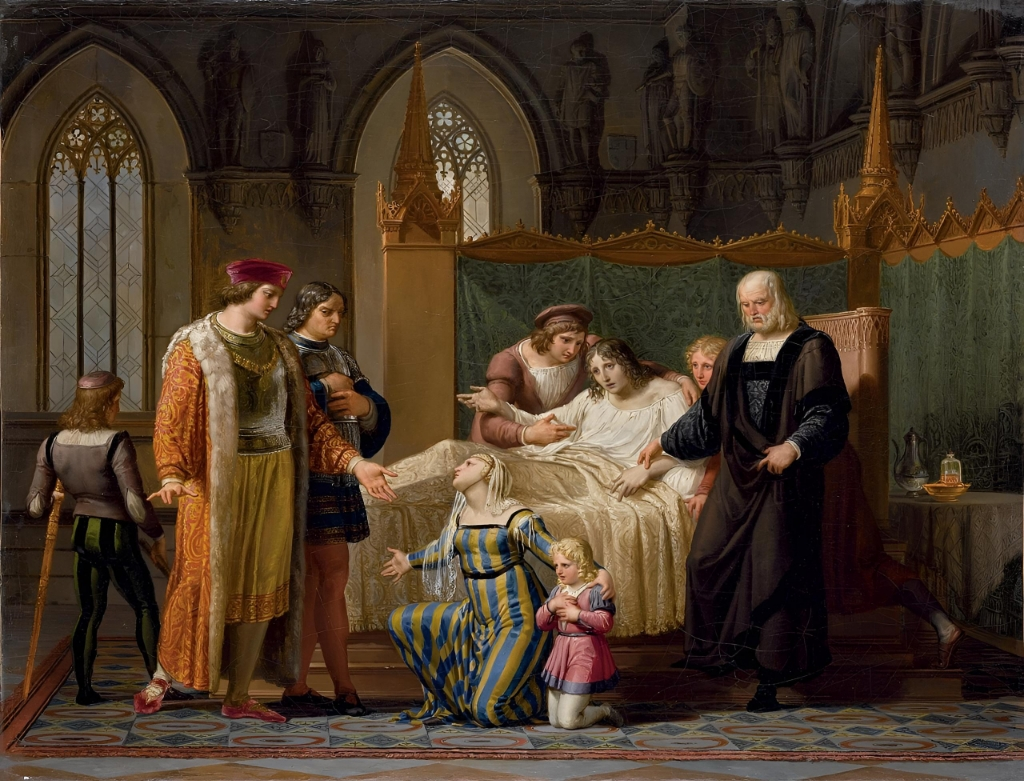
L'incontro di Carlo VIII e Gian Galeazzo Sforza a Pavia nel 1494, Pelagio Palagi.
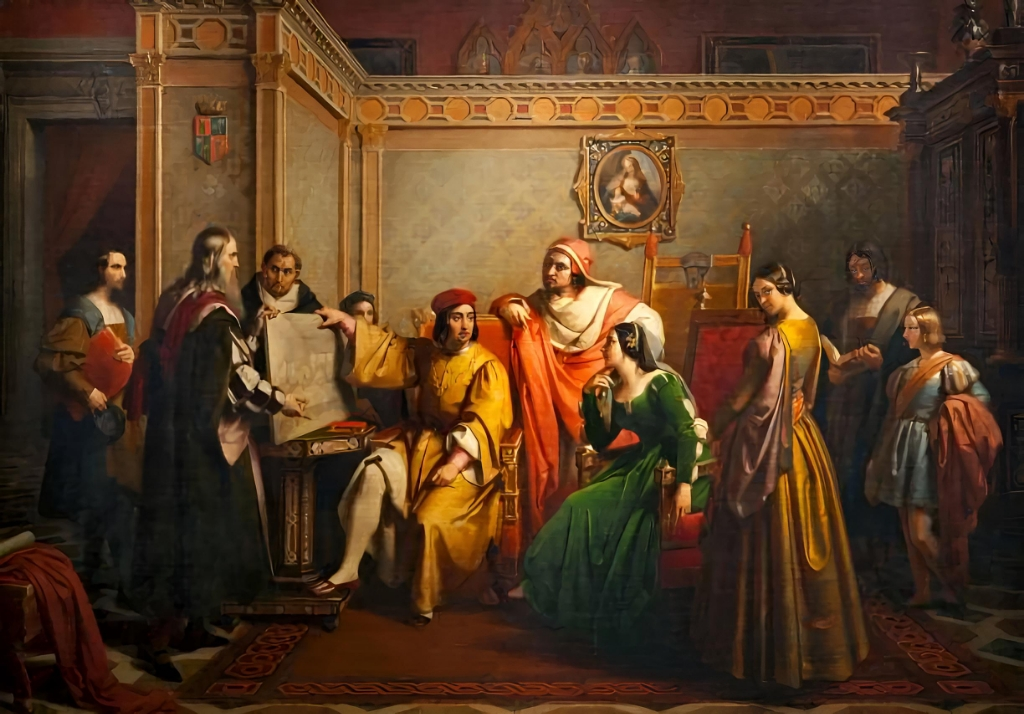
Leonardo presenta il bozzetto dell'Ultima Cena al Duca di Milano Ludovico il Moro, Francesco Podesti, 1846.
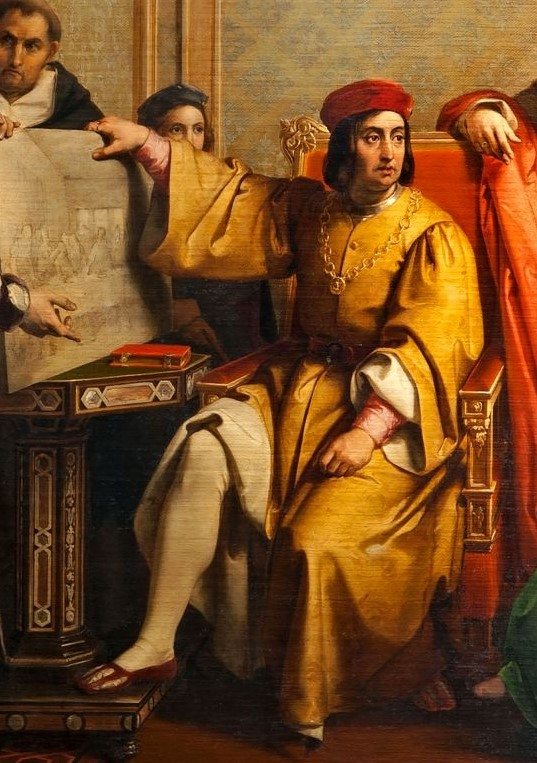
Dettaglio del duca Ludovico
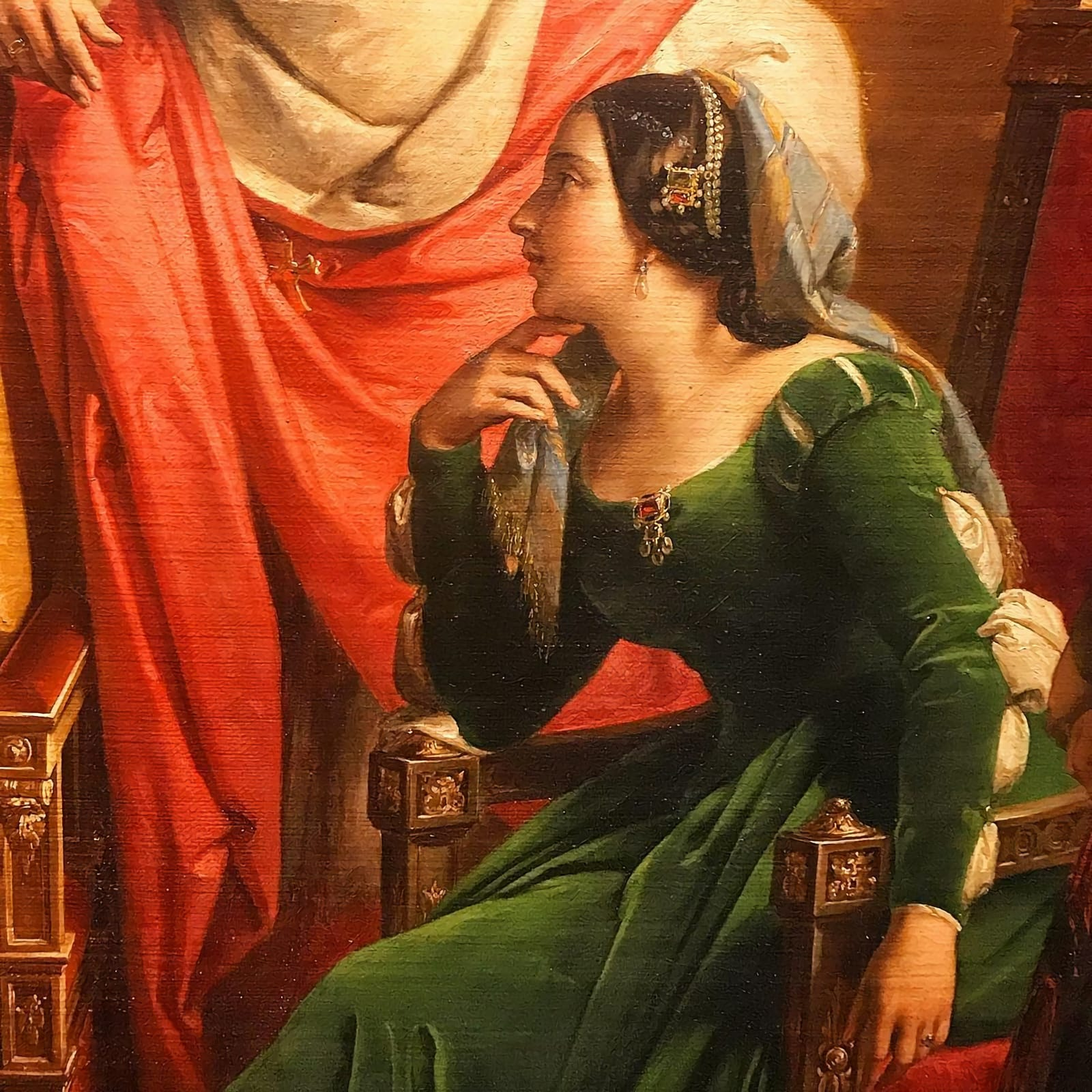
Dettaglio della duchessa Beatrice
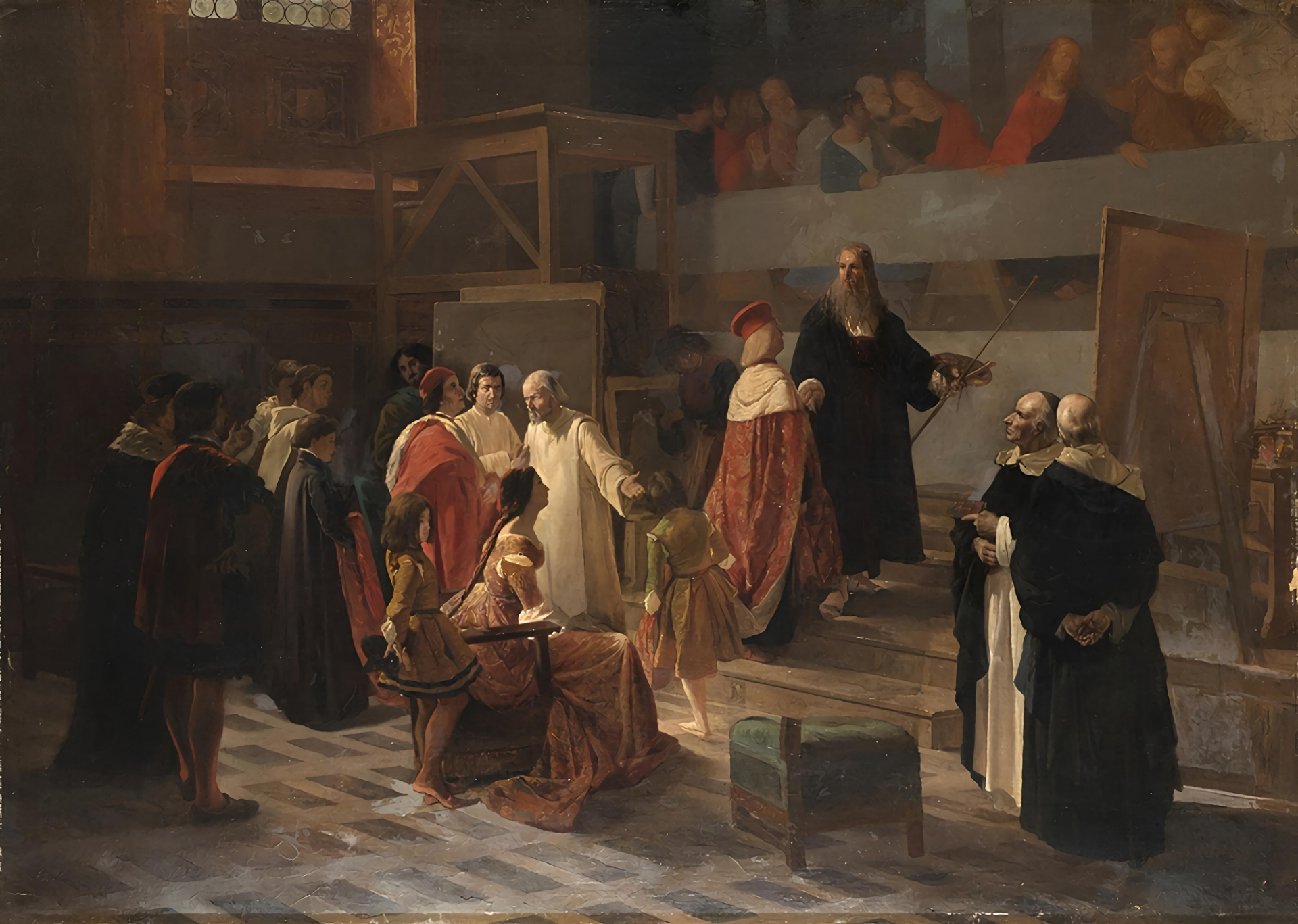
Ludovico il Moro in visita a Leonardo da Vinci nel Refettorio di Santa Maria delle Grazie, metà del XIX secolo, Cherubino Cornienti.
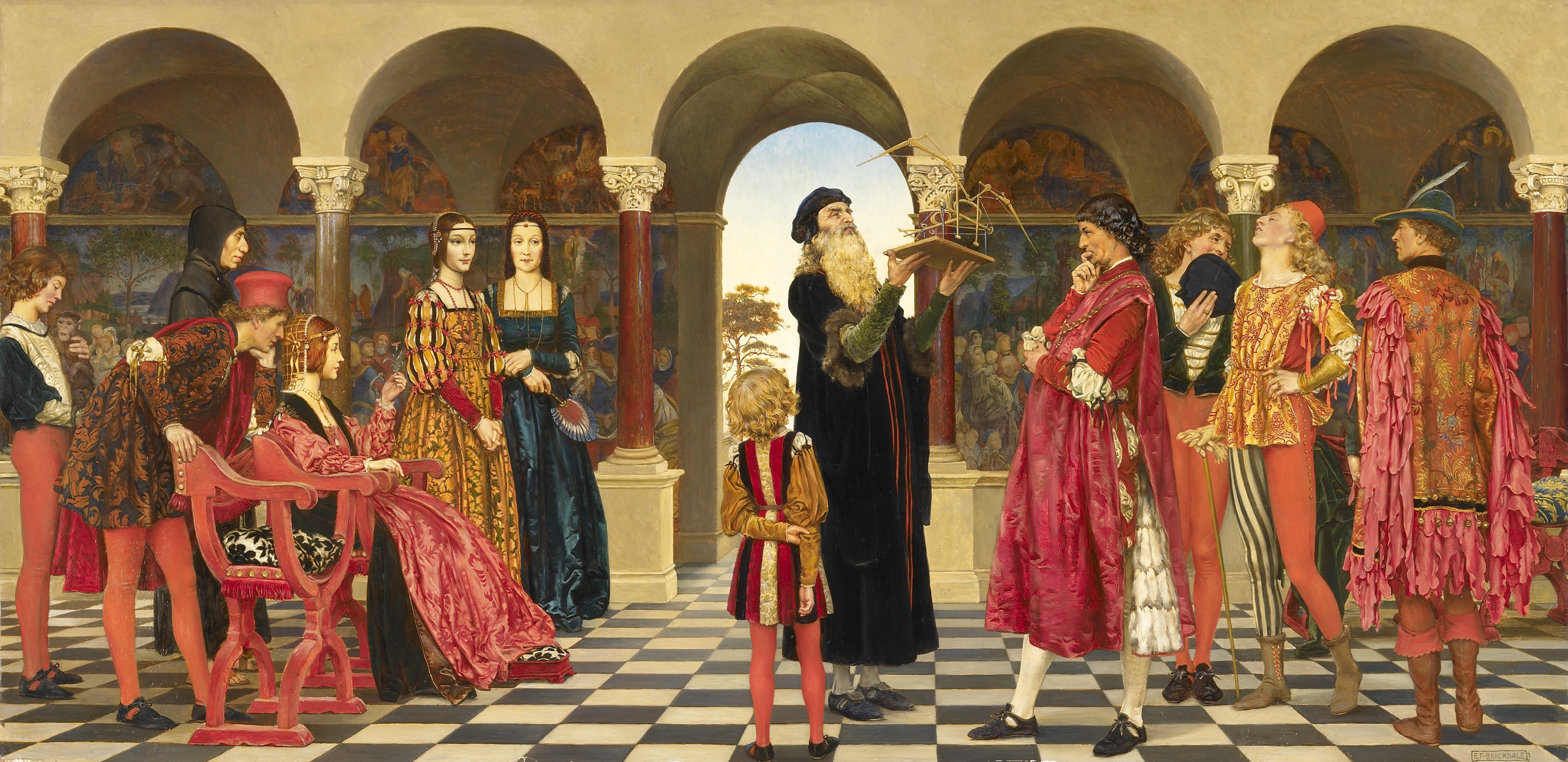
The Forerunner o La corte di Ludovico il Moro. Eleanor Fortescue-Brickdale.
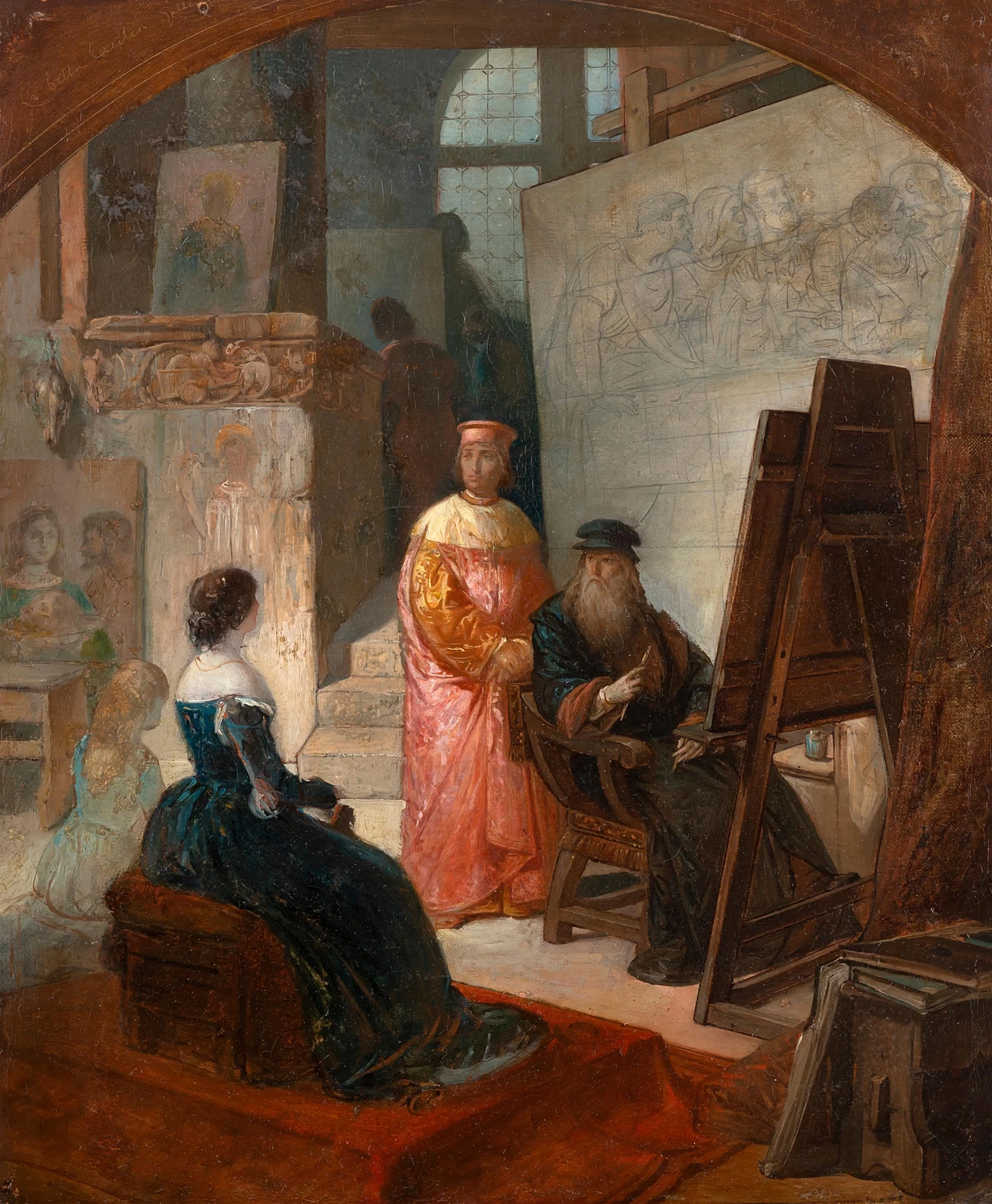
La bella Cecilia Gallerani dipinta da Leonardo alla presenza di Ludovico, Cherubino Cornienti.
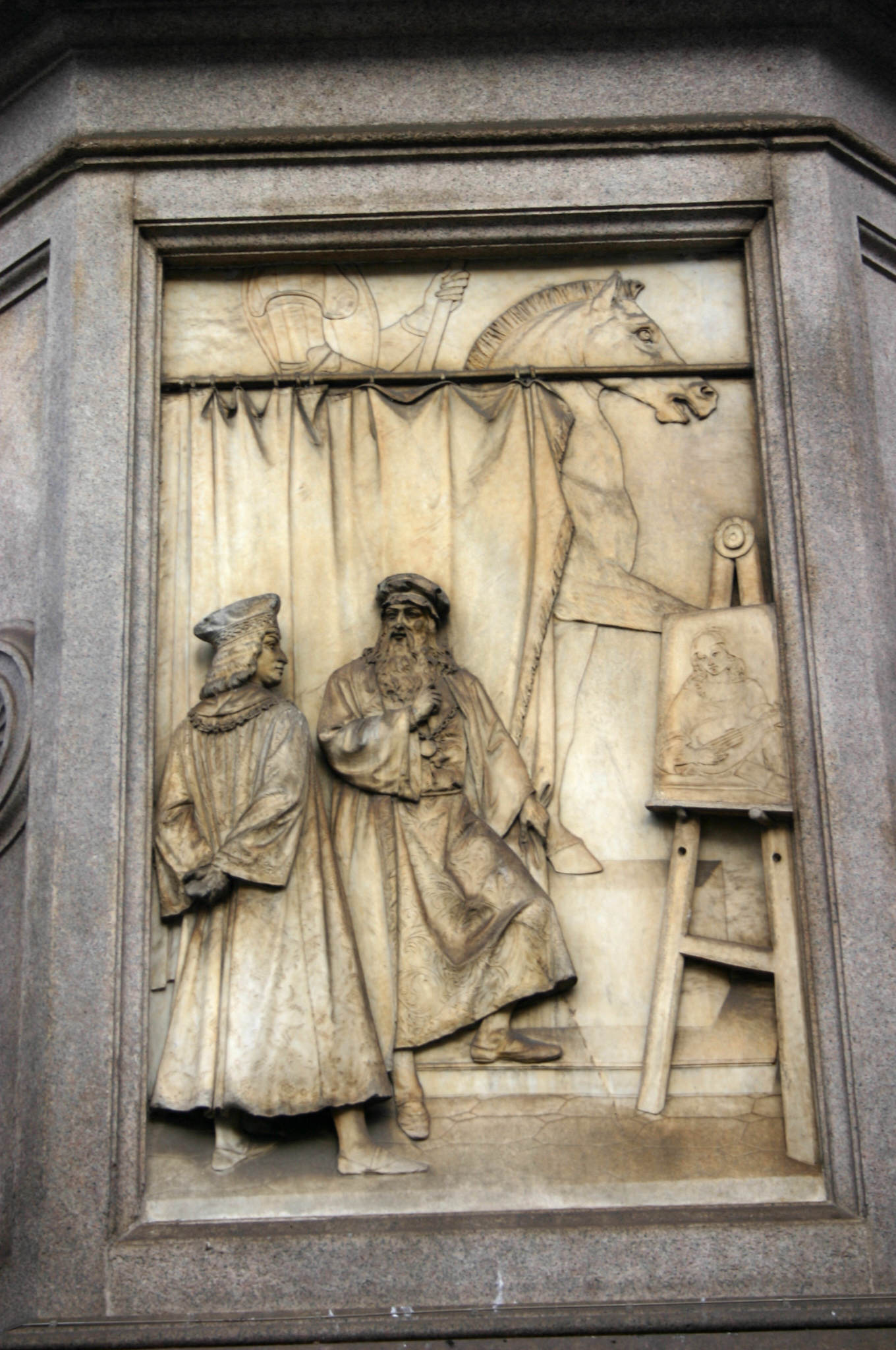
Il monumento a Leonardo da Vinci in Piazza della Scala a Milano. Dettaglio: Leonardo mostra a Ludovico il Moro il gesso per il bronzo del "cavallo sforzesco".
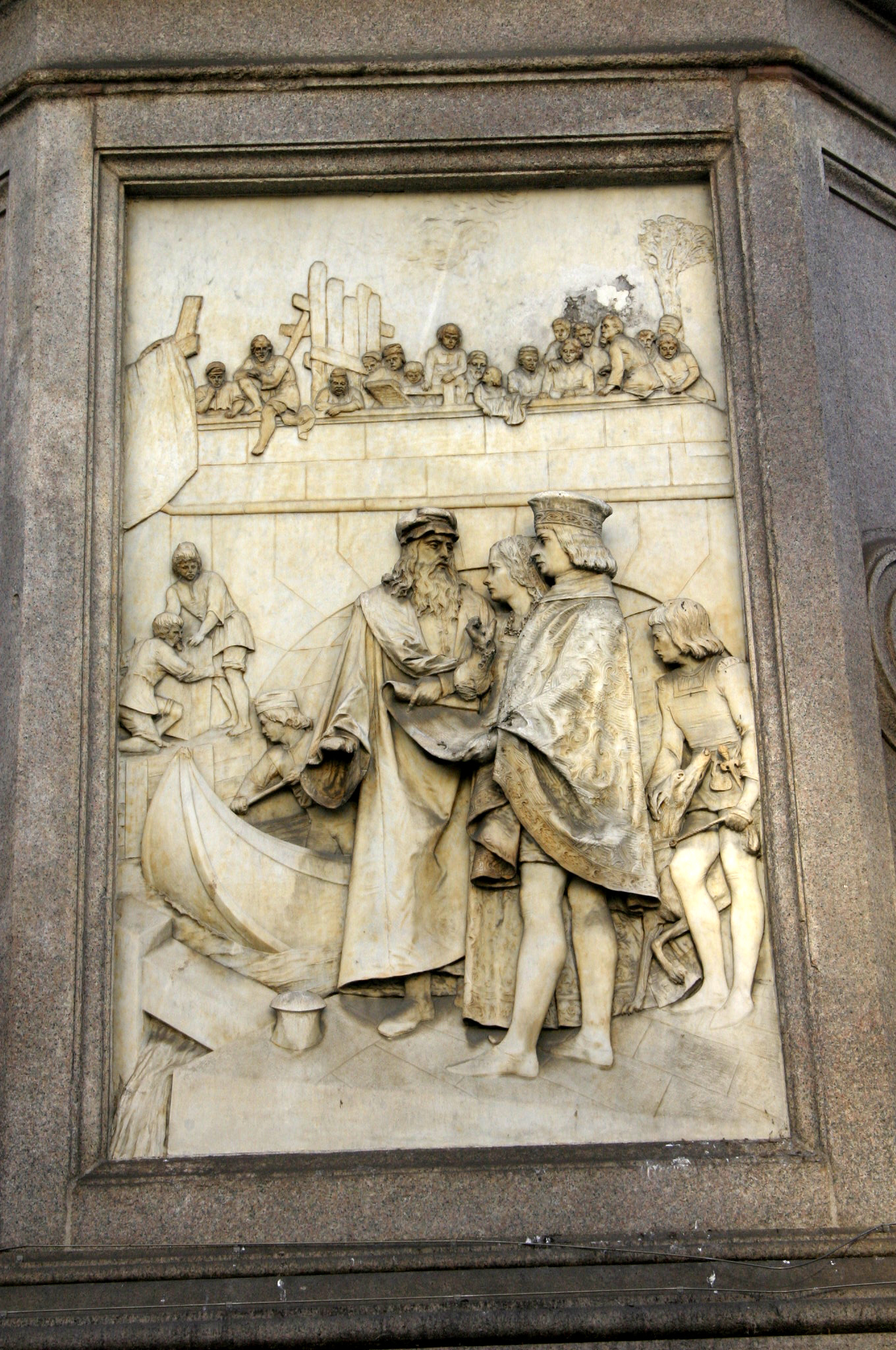
Leonardo mostra le chiuse dei navigli ai duchi Ludovico e Beatrice.
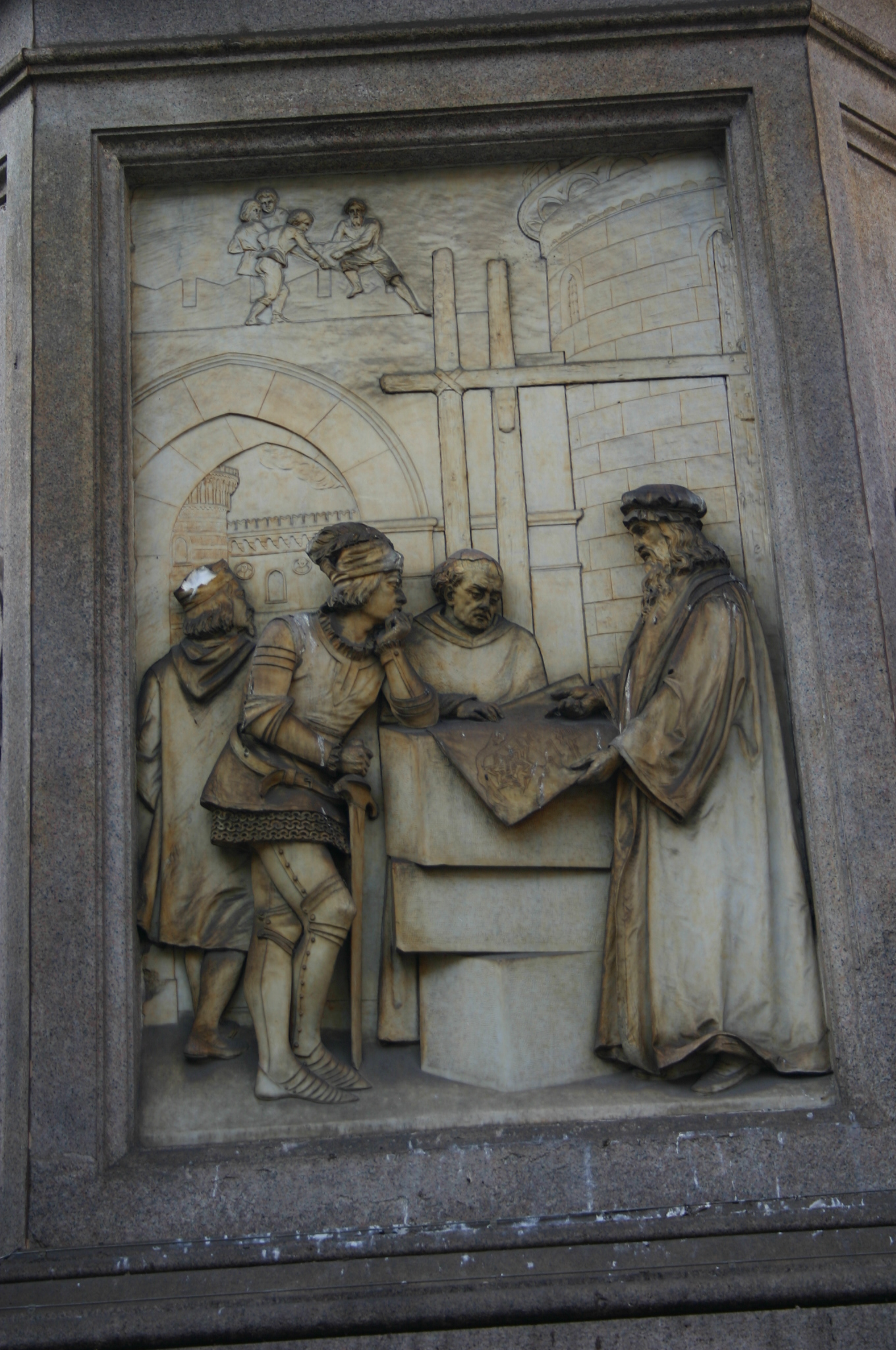
Leonardo mostra i progetti per le fortificazioni al Moro.
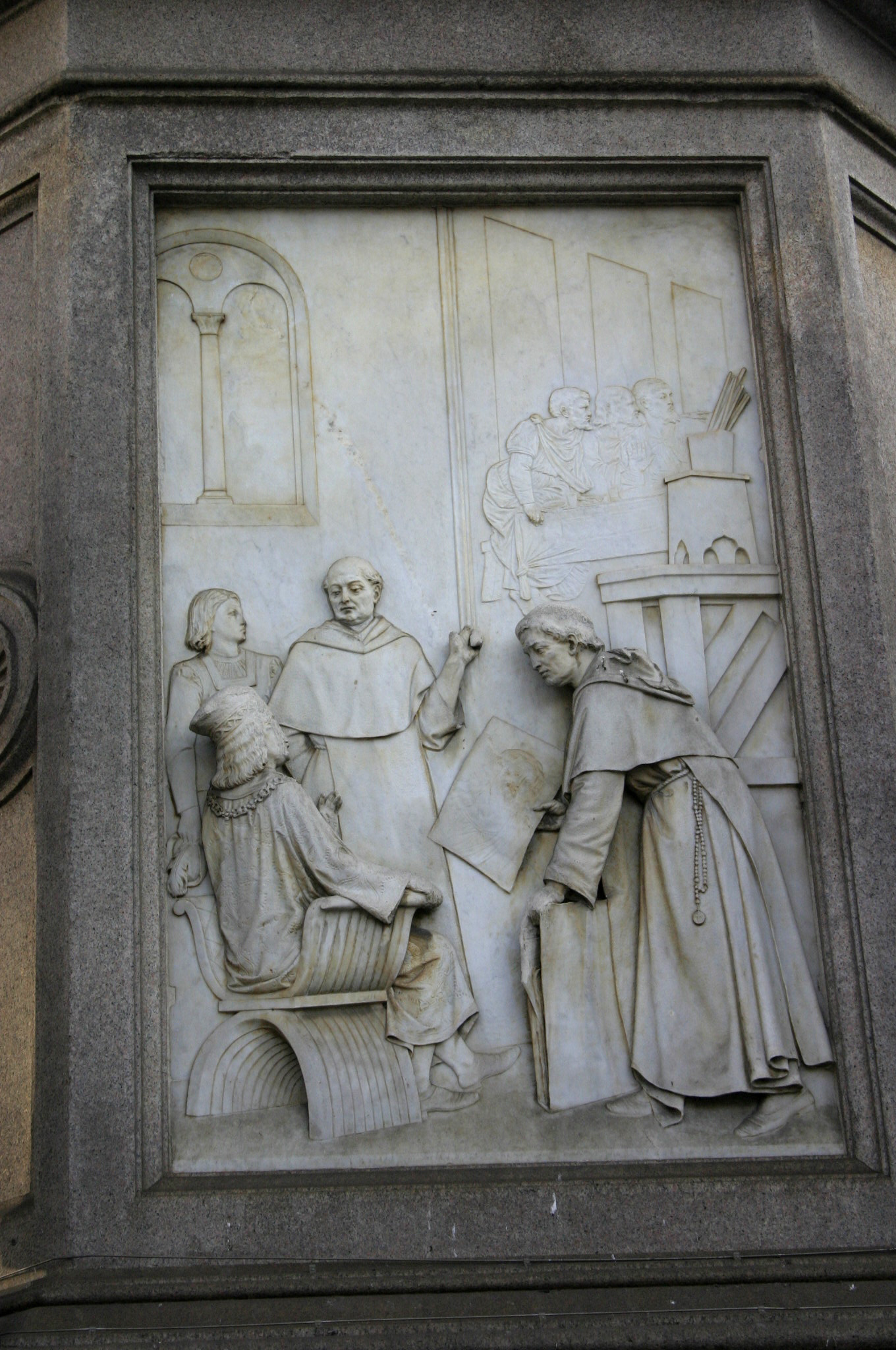
Ludovico esamina l'Ultima cena di Leonardo.

## Discendenza
Ludovico ebbe numerosi figli, di cui tre legittimi e almeno nove bastardi, non tutti noti.

### Prole legittima
Dalla moglie Beatrice d'Este ebbe:
- Ercole Massimiliano (1493 - 1530), duca di Milano dal 1513 al 1515;
- Sforza Francesco (1495 - 1535), duca di Bari, principe di Rossano e conte di Borrello, poi duca di Milano dal 1521 al 1524.
- Il terzogenito (1497), anch'esso maschio, nacque morto e, non essendo stato battezzato, non poté essere riposto con la madre nel sepolcro. Ludovico, affranto, lo fece pertanto tumulare sopra la porta del chiostro delle Grazie con questo epitaffio: O parto infelice! Perdetti la vita prima d'essere venuto alla luce: più infelice, poiché morendo tolsi la vita alla madre e il padre privai della sua consorte. [...][A 7]

### Prole illegittima
| Nome            | Estremi cronologici       | Madre                        | Note |
| --------------- | ------------------------- | ---------------------------- | --- |
| Galeazzo        | ante 1476 - ante 1483     | Sconosciuta                  | Primogenito. |
| Leone           | 1476 - 1496               | Una sconosciuta donna romana | Conte di San Secondo, Felino e Torrechiara. |
| Bianca Giovanna | 1482 - 1496               | Bernardina de Corradis       | Contessa di Bobbio e di Voghera. |
| Figlia          | ? - giugno 1487           | Sconosciuta                  | Figlia di nome sconosciuto, che secondo l'Anonimo veronese morì nel giugno 1487 della stessa malattia del padre, altrimenti avvelenata dal duca Ercole d'Este.  |
| Sforza          | 1484/1485 - 7 giugno 1487 | Sconosciuta                  | Morì della stessa malattia del padre, o secondo altri avvelenata da Ercole d'Este.                                                                              |
| Cesare          | 1491 - 1514               | Cecilia Gallerani            | Abate. |
| Figlio          | ... - 1496                | Sconosciuta                  | Figlio di nome sconosciuto che morì nel 1496 insieme a Leone e a Bianca.                                                                                        |
| Giovanni Paolo  | 1497 – 1535               | Lucrezia Crivelli            | Marchese di Caravaggio. |
| Figlio          | 1500 - ?                  | Lucrezia Crivelli            | Figlio di nome sconosciuto , nato nel 1500, poiché Lucrezia Crivelli si trovava un'altra volta incinta quando trovò rifugio presso la marchesa Isabella d'Este. |

## Ascendenza
|                        |                        |                      | Genitori            |  |  | Nonni |  |  | Bisnonni        |  |  | Trisnonni         |  |
|                        |                        |                      |                     |  |  |       |  |  | Giovanni Sforza |  |  | Giacomo Attendolo |  |
|                        |                        |                      |                     |  |  |       |  |  | Giovanni Sforza |  |  | Giacomo Attendolo |  |
|                        |                        | …                    |                     |  |  |       |  |  | Giovanni Sforza |  |  |                   |  |
| Muzio Attendolo        |                        |                      |                     |  |  |       |  |  | Giovanni Sforza |  |  |                   |  |
|                        |                        | Elisa Petraccini     | Ugolino Petraccini  |  |  |       |  |  |                 |  |  |                   |  |
|                        |                        | Elisa Petraccini     | Ugolino Petraccini  |  |  |       |  |  |                 |  |  |                   |  |
|                        |                        | Elisa Petraccini     | …                   |  |  |       |  |  |                 |  |  |                   |  |
| Francesco I Sforza     |                        | Elisa Petraccini     |                     |  |  |       |  |  |                 |  |  |                   |  |
|                        |                        | …                    | …                   |  |  |       |  |  |                 |  |  |                   |  |
|                        |                        | …                    | …                   |  |  |       |  |  |                 |  |  |                   |  |
|                        |                        | …                    | …                   |  |  |       |  |  |                 |  |  |                   |  |
| Lucia Terzani          |                        | …                    |                     |  |  |       |  |  |                 |  |  |                   |  |
|                        |                        | …                    | …                   |  |  |       |  |  |                 |  |  |                   |  |
|                        |                        | …                    | …                   |  |  |       |  |  |                 |  |  |                   |  |
|                        |                        | …                    | …                   |  |  |       |  |  |                 |  |  |                   |  |
| Ludovico Sforza        |                        | …                    |                     |  |  |       |  |  |                 |  |  |                   |  |
|                        | Gian Galeazzo Visconti | Galeazzo II Visconti |                     |  |  |       |  |  |                 |  |  |                   |  |
|                        | Gian Galeazzo Visconti | Galeazzo II Visconti |                     |  |  |       |  |  |                 |  |  |                   |  |
|                        | Gian Galeazzo Visconti | Bianca di Savoia     |                     |  |  |       |  |  |                 |  |  |                   |  |
| Filippo Maria Visconti | Gian Galeazzo Visconti |                      |                     |  |  |       |  |  |                 |  |  |                   |  |
|                        |                        | Caterina Visconti    | Bernabò Visconti    |  |  |       |  |  |                 |  |  |                   |  |
|                        |                        | Caterina Visconti    | Bernabò Visconti    |  |  |       |  |  |                 |  |  |                   |  |
|                        |                        | Caterina Visconti    | Regina della Scala  |  |  |       |  |  |                 |  |  |                   |  |
| Bianca Maria Visconti  |                        | Caterina Visconti    |                     |  |  |       |  |  |                 |  |  |                   |  |
|                        |                        | Ambrogio del Maino   | Andreotto del Maino |  |  |       |  |  |                 |  |  |                   |  |
|                        |                        | Ambrogio del Maino   | Andreotto del Maino |  |  |       |  |  |                 |  |  |                   |  |
|                        |                        | Ambrogio del Maino   | …                   |  |  |       |  |  |                 |  |  |                   |  |
| Agnese del Maino       |                        | Ambrogio del Maino   |                     |  |  |       |  |  |                 |  |  |                   |  |
|                        |                        | ?...Negri            | …                   |  |  |       |  |  |                 |  |  |                   |  |
|                        |                        | ?...Negri            | …                   |  |  |       |  |  |                 |  |  |                   |  |
|                        |                        | ?...Negri            | …                   |  |  |       |  |  |                 |  |  |                   |  |
|                        |                        | ?...Negri            |                     |  |  |       |  |  |                 |  |  |                   |  |